# ロシア帝国の歴史
ロシア帝国の歴史では、1721年から1917年まで存在したロシア帝国およびその統治下に入った地域の歴史について詳述する。
ロシア帝国ではロシア暦（ユリウス暦）が使用されており、文中の日付はこれに従う。ロシア暦をグレゴリオ暦（新暦）に変換するには17世紀は10日、18世紀は11日、19世紀は12日そして20世紀では13日を加えるとよい。なお、1917年の帝政終焉後に成立したソビエト政権はロシア暦を廃止してグレゴリオ暦に移行し、1918年1月31日の翌日を2月14日としており、これ以降の日付は新暦のみとする。

## 歴史

### 前史

#### ロマノフ朝以前のロシア
ロシア帝国の源流はモスクワ大公国にある。イヴァン3世（在位1462年 - 1505年）は1480年にジョチ・ウルスの支配（タタールのくびき）を脱し、彼とその子のヴァシーリー3世（治世1505年 - 1533年）の時代にモスクワ大公国はノヴゴロド共和国や周辺諸公国を併合して、北東ロシアの統一をほぼ完成させた。イヴァン3世のとき、初めて「ツァーリ」（王）の称号が用いられた。
ヴァシーリー3世の没後、僅か3歳で即位したイヴァン4世（雷帝）（在位1533年 - 1584年）は1547年に正式に「全ルーシのツァーリ」として戴冠した。イヴァン4世は「選抜会議」政府を組織し、「法典」の編纂、教会・修道院、行政そして軍制の改革を進め、対外的にはカザン・ハン国そしてアストラハン・ハン国を征服してヴォルガ川流域を支配下に置き、シビル・ハン国を攻撃してシベリア進出への道を開いた。1558年にはバルト海への出口を求めてリヴォニア騎士団領に攻め込むが、ポーランド・リトアニア、スウェーデンそしてデンマークの介入を呼び込む結果となった（リヴォニア戦争）。戦争が泥沼化するとイヴァン4世は「選抜会議」政府を退け、ツァーリに忠実なオプリーチニキを用いた恐怖政治を始める。大貴族を迫害するだけでなく、聖職者や庶民も犠牲となり、1570年にはノヴゴロド市民数万人が虐殺された。戦争や凶作に加えて、この圧政により国土は荒廃したが、ツァーリ権力の恐怖が国民に叩き込まれることになった。

#### ロマノフ朝の成立

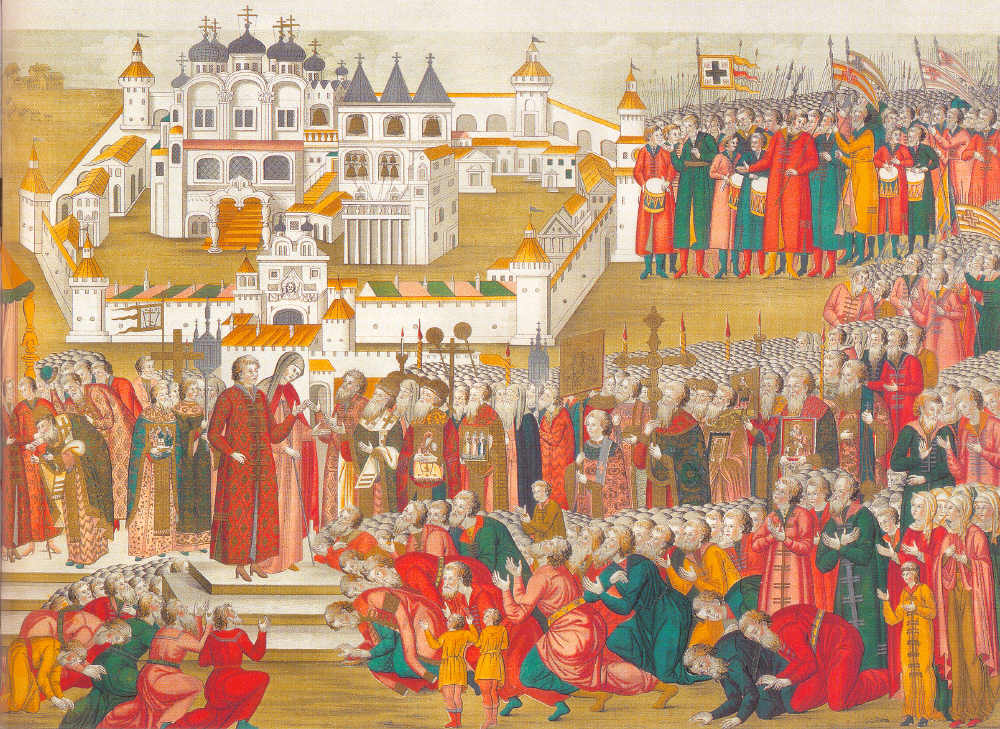
ミハイル・ロマノフにツァーリ即位を懇願するゼムスキー・ソボル
1672年製作の木版画

1584年にイヴァン4世が死去して、フョードル1世（在位1584年 - 1598年）が即位するが、彼が跡継ぎを残さずに死去したためリューリク朝は断絶した。全国会議（ゼムスキー・ソボル）の支持を受けた外戚のボリス・ゴドゥノフが即位するが、死去したと伝えられていたイヴァン4世の子ドミトリーを名乗る男が現れ（偽ドミトリー1世）、ポーランド軍とともにロシアに侵攻した。1605年にボリス・ゴドゥノフは事態を収拾できずに死去し、偽ドミトリー1世がモスクワを占拠してツァーリに即位した。偽ドミトリー1世は1年程で殺害されるが、偽ドミトリー2世、3世が現れて内戦状態が続き、1610年にはロシア・ポーランド戦争を起こして介入したポーランド軍にモスクワを占領される事態に陥った（動乱時代）。この時期にロシアはスモレンスクを含む西部国境地帯の一部をポーランドに、バルト海沿岸のノヴゴロドをスウェーデンに奪われている。
ポーランドの支配に対して総主教ゲルモゲーンをはじめする抵抗運動が起こり、1612年に国民軍の攻撃によってポーランド軍は追われ、モスクワは奪回された。1613年2月、全国会議は古くからの名門貴族ロマノフ家のミハイル・ロマノフ（在位1613 - 1645年）をツァーリに選出して、ロマノフ朝が開かれた。ミハイル・ロマノフの父親フィラレートが総主教に就任して実権を握り、スウェーデン、ポーランドと休戦するとともに国内治安の回復に努めた。1632年、フィラレートは失地回復を目指してポーランドと開戦するが、失敗に終わった（スモレンスク戦争）。戦争中にフィラレートが死去してミハイル・ロマノフの親政に入り、南方のクリミア・ハン国の侵攻に備えるべく全長800kmに及ぶペルゴロド線を構築した上で、対外戦争を控え、もっぱら国内秩序回復に努めた。
アレクセイ（在位1645年 - 1676年）の即位後、程ない1648年にウクライナのザポロジェ・カザークがポーランドに対して反乱を起こして、ツァーリの庇護を求めた。アレクセイはポーランドとの開戦に慎重であったが、全国会議の要請を受け、ザポロジェ・カザークとペレヤスラフ条約を結び、ポーランドとの戦争に突入する。13年に渡って続いた戦争はアンドルソヴォ条約によって終結した。ロシアは動乱時代に失った西部国境地帯のみならず、ドニエプル川左岸のウクライナと右岸のキエフをも獲得した。アレクセイの時代に会議法典が定められて都市住民の統制そして農奴制が法的に完成しており、またツァーリによる専制体制化が進められ、全国会議の役割が終焉した。彼の治世に総主教ニーコンの典礼改革を巡って対立が起き、正教会が分裂して古儀式派が成立している。

### ロシア帝国の成立（1682年 - 1725年）

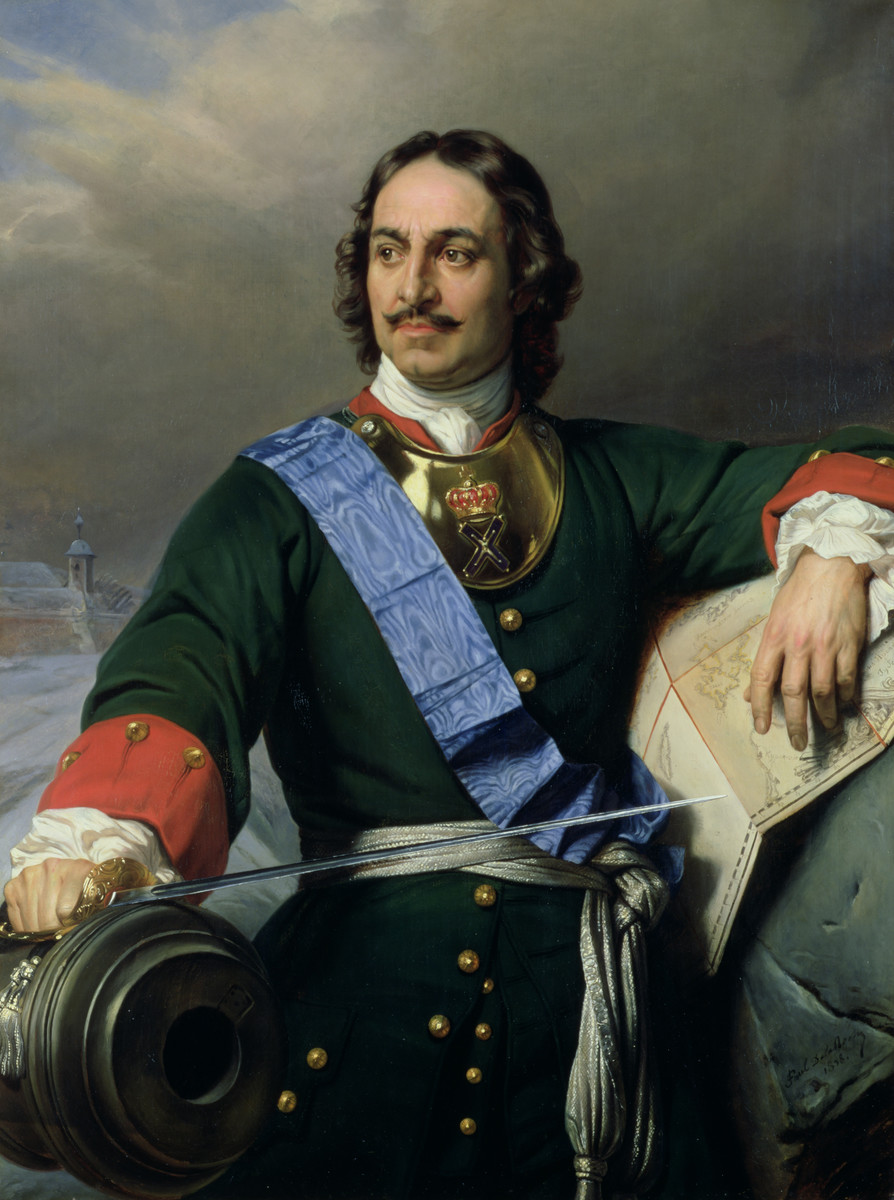
ピョートル1世

フョードル3世（在位1676年 - 1682年）の短い治世の後、幼い彼の異母弟ピョートル1世（在位1682年 - 1725年）が即位するが、ストレリツィの蜂起 (1682年)によってピョートル1世の外戚ナルイシキン家が粛清され、イヴァン5世（在位1682年 - 1696年）との共同統治となり、姉ソフィアが摂政として実権を握った。ソフィアの摂政政府は進歩的政策を採ったが、クリミア遠征の失敗によって信望を失って失脚し、ナルイシキン家が政権に復帰した。母后ナタリヤの摂政を経て、1694年にピョートル1世の親政が始まった。イヴァン5世が1696年に死去したことにより、ピョートル1世の単独統治となった。
当初、ピョートル1世の軍事的努力はオスマン帝国に向けられ、1695年にアゾフ要塞を攻撃するが失敗した。翌1696年にロシア初となる本格的な海軍を編成して再度攻撃を行い、攻略に成功した。その後、1697年から1698年にかけて1年以上、ヨーロッパ視察旅行（大使節団）を行い、西欧の先進技術を学んだ。1698年、ストレリツィの蜂起 (1698年)が再発。
ピョートル1世の関心は北方に向けられる。当時のロシアには白海沿岸の年間9か月も凍結するアルハンゲリスクを除いて確固とした港がなく、バルト海へのアクセスはスウェーデンによって塞がれていた。「海への窓」を求めるピョートル1世はザクセン、ポーランド・リトアニアそしてデンマークとの北方同盟を結び、1700年にスウェーデンとの大北方戦争（1700年 - 1721年）に突入した。だが、開戦早々に北方同盟はカール12世率いるスウェーデン軍に敗北を重ね、デンマークは脱落し、ロシア軍はナルヴァの戦いで惨敗を喫する。この後、カール12世がポーランド・リトアニアを転戦したため、ピョートル1世は軍隊を再建する余裕を得た。ロシア軍はスウェーデン軍主力が不在のイングリア、エストニアそしてリヴォニアを制圧する。
1707年、ポーランド・リトアニアおよびザクセンを屈服させたカール12世はロシア侵攻を開始するが、焦土戦術に苦しめられた。1708年にサポロジェ・カザークのイヴァン・マゼーパがロシアから離反してカール12世と同盟するが、ロシア軍の急襲によってヘーチマン国家首都バトゥールィンを占領されてしまう。1709年、ウクライナ東部のポルタヴァの戦いでスウェーデン軍は壊滅して、カール12世とマゼーパはオスマン帝国領に逃れた。ピョートル1世はカール12世を追ってオスマン帝国と開戦するが、プルト川の戦いでオスマン軍に窮地に追い込まれ、プルト条約でアゾフの返還を余儀なくされている。戦争はなお10年以上続くが、北方同盟の優位は揺るがず、ロシア陸軍はフィンランドを制圧、海軍はガングートの海戦で勝利してバルト海の制海権を確保した。

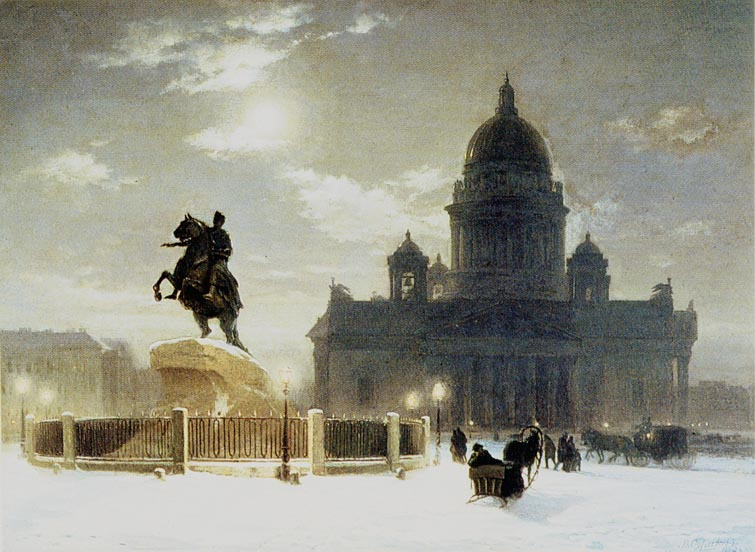
サンクトペテルブルクは1703年にピョートル1世によって建設され、1721年から1918年までロシアの首都であり続けた。

1718年にカール12世がノルウェーで戦死しており、1721年に疲弊したスウェーデンが講和を乞うたことで戦争は終結した。ニスタット条約でピョートル1世はカレリア東部、イングリア、エストニア、リヴォニアを獲得し、バルト海への出口を確保した。彼はこの地にモスクワに代わる新たな首都サンクトペテルブルクを建設した。大北方戦争終結時、ロシアは北方での最強国となり、ヨーロッパにおいての列強国の仲間入りを果たすこととなった。
ピョートル1世は政府を近代化させ、ロシアの専制国家体制を確立した。西欧化改革を進め、キリスト紀元の採用、キリル文字の簡素化さらには髭に税を課し、西欧風の服装を義務付けた。行政改革として貴族議会を廃止して、9名からなる元老院に代えさせた。イヴァン4世以来の官署制が廃止されて参議会制度に改められ、官等表を定めて官僚制度を確立した。さらに「一子相続令」を出して貴族の分割相続を禁じるとともに貴族の国家勤務を強制化した。行政改革の一環として、正教会も行政機構に組み込まれ、総主教位を廃止して、官吏に指導される合議制の宗務院を置いた。地方長官の腐敗による弊害が多かった地方行政の改革も着手され、行政区分を州と地区に分け、地方監察官の設置、裁判の行政の分離などが試みられたもののこれは失敗に終わっている。
18世紀時点のロシアの人口の大部分が農民であり、都市人口の割合は極一部だった。ホロープ（家内奴隷、召使）は1723年まで存続しており、ピョートル1世はこの家内奴隷を農奴となして人頭税を課した。
ピョートル1世の晩年に西欧化政策に反発していた皇太子アレクセイが1716年にウィーンへ亡命する事件が起きた。アレクセイはロシアに連れ戻され、1718年に獄死した。皇后エカチェリーナとの子のピョートル・ペトロヴィチが後継者となったが、この子も翌年には死去している。
1721年10月22日、元老院と宗務院がピョートル1世に皇帝（インペラートル）の称号を贈り、ロシア帝国が成立した。

### 女帝と幼帝の時代（1725年 - 1762年）

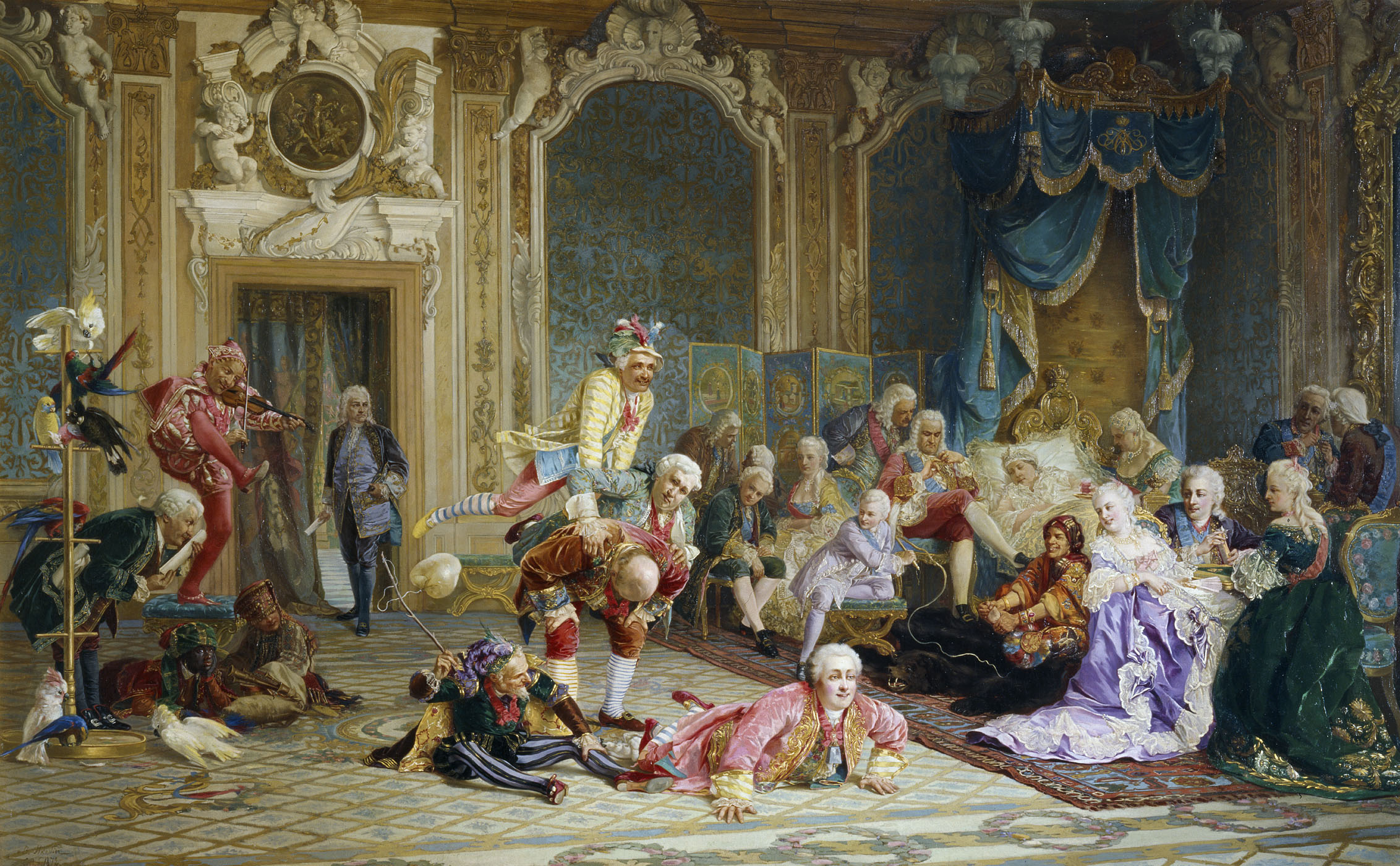
『女帝アンナ宮廷の道化師』
Якоби, Валерий Иванович画　1872年

1725年1月28日にピョートル1世は後継者を定めずに死去した。近衛隊の支持を受けた皇后エカチェリーナがロシア史上初の女帝として即位した（エカチェリーナ1世　在位1725年 - 1727年）。政治の実権は最高枢密院を牛耳るメーンシコフ将軍が掌握したが、エカチェリーナ1世は僅か2年の在位で死去する。
代わってピョートル1世に廃嫡されたアレクセイの子がピョートル2世（在位1727年 - 1730年）として即位した。メーンシコフは失脚し、保守派貴族が実権を握り、首都はモスクワに戻された。ピョートル1世の地方行政改革は破棄され、西欧・北欧に倣ったその他の制度も修正を受けている。だが、1730年にピョートル2世は僅か14歳で病死してしまう。
イヴァン5世の皇女でクールラント公未亡人アンナ（在位1730年 - 1740年）が大貴族たちによって推戴された。アンナは即位の条件として提示された最高枢密院に実権を委ねる誓約書にサインするが、即位後に誓約書を破り捨てて、最高枢密院を廃止してしまう。高官たちはシベリア流刑になり、首都もサンクトペテルブルクに移されたが、これによって皇帝専制権力が勝利した訳ではなく、女帝の貴族への依存は一層深まり、アンナは貴族が要望していた「一子相続令」の廃止を行い、貴族の勤務義務も軽減している。政治に関心を持たないアンナはビロンをはじめとするバルト・ドイツ人に政治を委ねたため「ドイツ人の支配」と呼ばれ、ロシア人の歴史家からの評価は低いが、これは必ずしも客観的な見方ではない。ビロンは私腹を肥やしたが、実際に統治を司ったのは有能なオステルマンであり、対オスマン戦争（1735年 – 1739年）を優勢に指導しており、内政では貴族の教育制度が整備されるとともにピョートル1世の工業化路線が踏襲され銑鉄生産は2倍に増えている。その一方で、大凶作により多数農民が逃亡また餓死する事態も起こっていた。
1740年10月17日にアンナは死去した。後継者に指名されていた同じイヴァン5世系のイヴァン6世（在位1740年 - 1741年）が即位するが、彼は生後2か月の赤子だった。
翌1741年に「ドイツ人の支配」が継続することへの不満から近衛隊によるクーデターが起き、イヴァン6世は廃位され、ピョートル1世の皇女エリザヴェータ（在位1741年 - 1762年）が即位した。エリザヴェータはピョートル1世の統治体制への復帰を宣言したものの、やがて政治への熱意を失い寵臣に政治を委ねた。彼女の治世に財政再建や産業振興そして官僚制の確立に成果があり、また農奴制が強化されている。芸術、建築そして科学の分野での高揚が見られ、この時代に冬宮の建設やモスクワ大学が創立された。
ロシアはスウェーデンとのハット党戦争（1741年 – 1743年）に勝利して西カレリア全土を獲得した。オーストリア継承戦争（1740年 - 1748年）ではオーストリア側で参戦した。1756年に勃発した七年戦争（1756年 - 1763年）ではロシア軍は1760年にベルリンを占領し、プロイセン王フリードリヒ2世を破滅寸前に追い込んでいる。

### 啓蒙専制主義と領土の拡大（1761年 - 1796年）

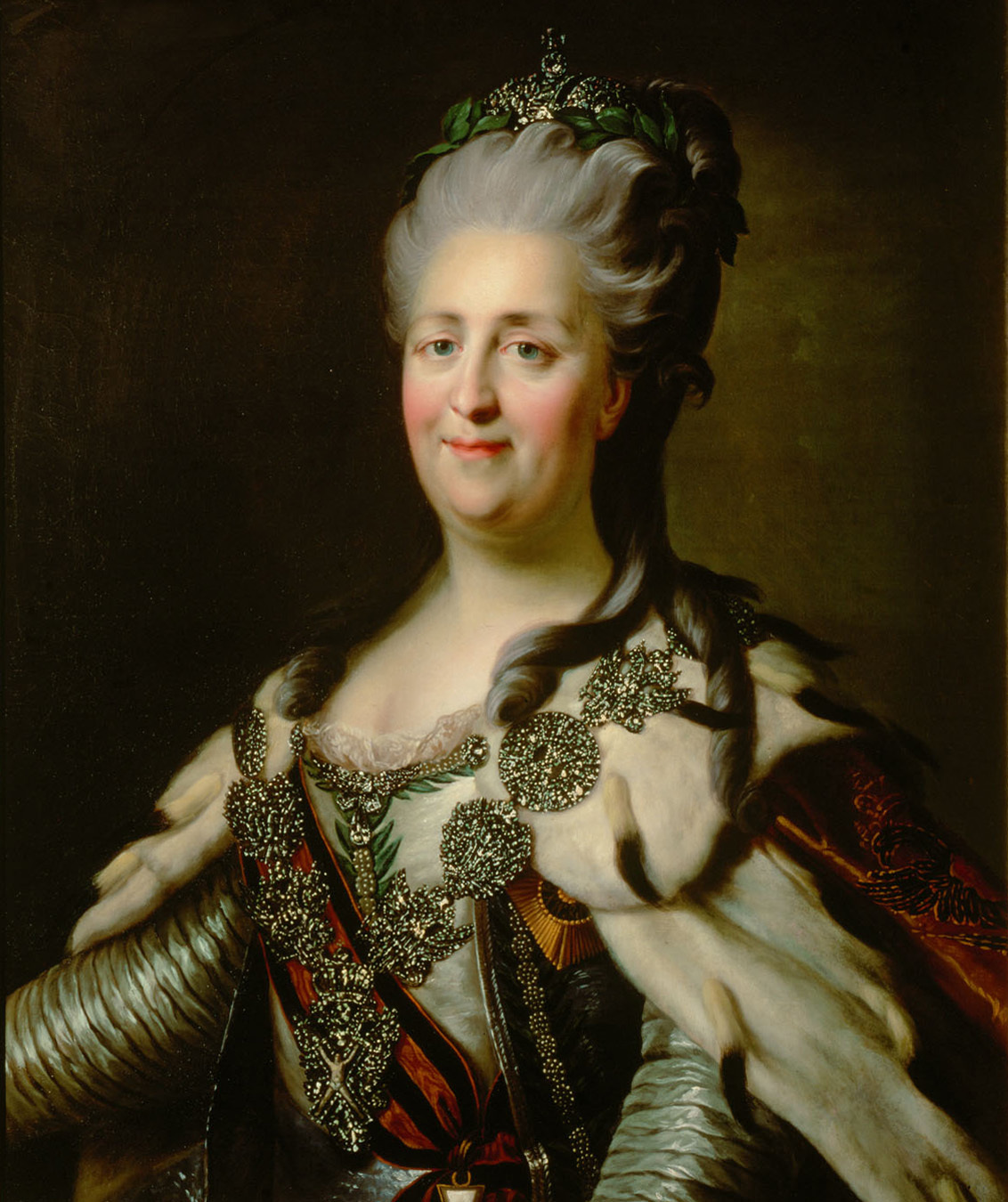
エカチェリーナ2世

1761年12月25日にエリザヴェータが死去すると後継者に指名されていた甥のピョートル3世（在位1761年 - 1762年）が即位した。ピョートル3世は貴族の支持を得るために国家勤務義務を廃止したが、プロイセン王フリードリヒ2世を崇拝する彼は優勢に進んでいた七年戦争から離脱してプロイセンと講和を結び（サンクトペテルブルク条約）、また正教会を圧迫したことで人々の反感を受けた。即位から僅か半年でクーデターが起き、ピョートル3世は廃位され、近衛隊や正教会の支持を受けた皇后エカチェリーナが皇帝に即位した。
皇帝に即位したエカチェリーナ2世（在位1762年 - 1796年）はドイツのアンハルト＝ツェルプスト侯爵家に生まれ、ロシア人の血を一滴もひかない女性だった。
学識が深く啓蒙君主を自任するエカチェリーナ2世は1766年に各身分の代表からなる新法典編纂委員会を組織させ、モンテスキューの『法の精神』やベッカリーアの『犯罪と刑罰』など西欧の啓蒙思想を盛り込んだ急進的な「訓令」（ナカース）を発するが、結局、成果を上げることはできなかった。エカチェリーナ2世は自由経済の促進、宗教的寛容、教育・医療施設の建設、出版文芸の振興と云った啓蒙思想に基づいた近代化諸政策に着手したがいずれも中途半端に終わっている。
エカチェリーナ2世は「訓令」で農奴制の緩和に言及していたが、実際には貴族の要求に応えて農奴制をいっそう強化させていた。このような農奴制の強化を社会的背景として、1773年にプガチョフの乱が勃発した。ピョートル3世を僭称するカザークのプガチョフは貴族の根絶を唱えてヤイク（ウラル地方）で反乱を起こした。カザークだけでなくバシキール人、カルムイク人そして不満を持った農民が参加して急速に数を増した。反乱軍はモスクワを脅かす程の勢力になったが、政府軍によって鎮圧されている。だが、革命の亡霊は彼女と後継者たちを脅かし続けることになる。

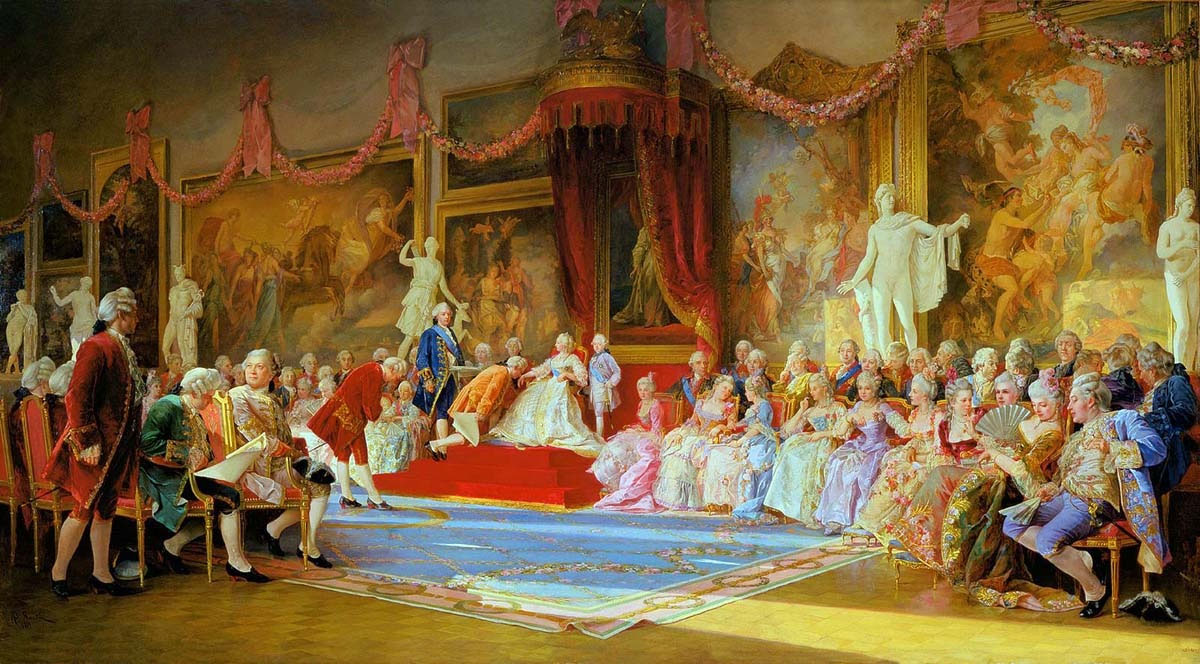
芸術アカデミー創立式のエカチェリーナ2世
Valery Jacobi画　1889年

反乱の拡大は地方行政府の弱体にあると判断したエカチェリーナ2世は地方行政改革に着手し、「県行政令」を発布して貴族に地方行政を委ねただけでなく、エカチェリーナ2世は権力基盤である貴族の支持を確固としたものにするため、貴族に諸特権を与えた認可状を出して、広大な国有地を下賜している。この結果、多数の国有地農民が貴族の農奴となり、農奴制がさらに強化される事態となった。
対外的には1768年にオスマン帝国と開戦して勝利し、1774年に締結されたキュチュク・カイナルジ条約で黒海北岸部を割譲させ、またクリミア・ハン国をオスマン帝国の宗主権下から離脱させた（第一次露土戦争）。クリミア・ハン国は1783年にロシアに併合されている。併合した領土は「ノヴォロシア」（新ロシア）と呼ばれた。クリミア半島経営にはエカチェリーナ2世の寵臣であるポチョムキン将軍があたり、開拓と黒海艦隊建設が進められた。オスマン帝国とは1787年に再度開戦するが、イギリス・プロイセンがオスマン帝国を支援しており、さらにスウェーデンも参戦してロシアは二正面作戦を強いられた（第二次露土戦争、第一次ロシア・スウェーデン戦争）。スウェーデンとは以後内政に干渉しないことを条件に講和を成立させ、オスマン帝国とは1791年にヤッシーの講和を結びオデッサを含む黒海沿岸地域を獲得した。
また、保護国化が進んでいたポーランド・リトアニアには、即位の翌年に愛人のスタニスワフ・ポニャトフスキをポーランド国王に擁立するがポニャトフスキは国政改革に着手したため、エカチェリーナ2世を苛立たせた。このため、エカチェリーナ2世はポニャトフスキに圧力をかけるとともに保守派への支援を含め、ポーランド・リトアニアへの政治的支配を強めていった。その後、エカチェリーナ2世はオーストリア、プロイセンと共謀して1772年、1793年そして1795年に3度に渡ってポーランド・リトアニアを分割しており、ロシアの領土を西方に広げへて中欧に進出する。
啓蒙君主として知られるエカチェリーナ2世だが、1789年にフランス革命が勃発すると強い衝撃を受けて反動政策に転じ、自由主義思想を弾圧した。農奴制を批判した思想家ラジーシチェフはシベリア流刑に処されている。
1796年11月6日にエカチェリーナ2世が死去した時、彼女の拡張主義政策により、ロシアはヨーロッパ列強に加わっていた。

### ナポレオン戦争からウィーン体制へ（1796年 - 1825年）

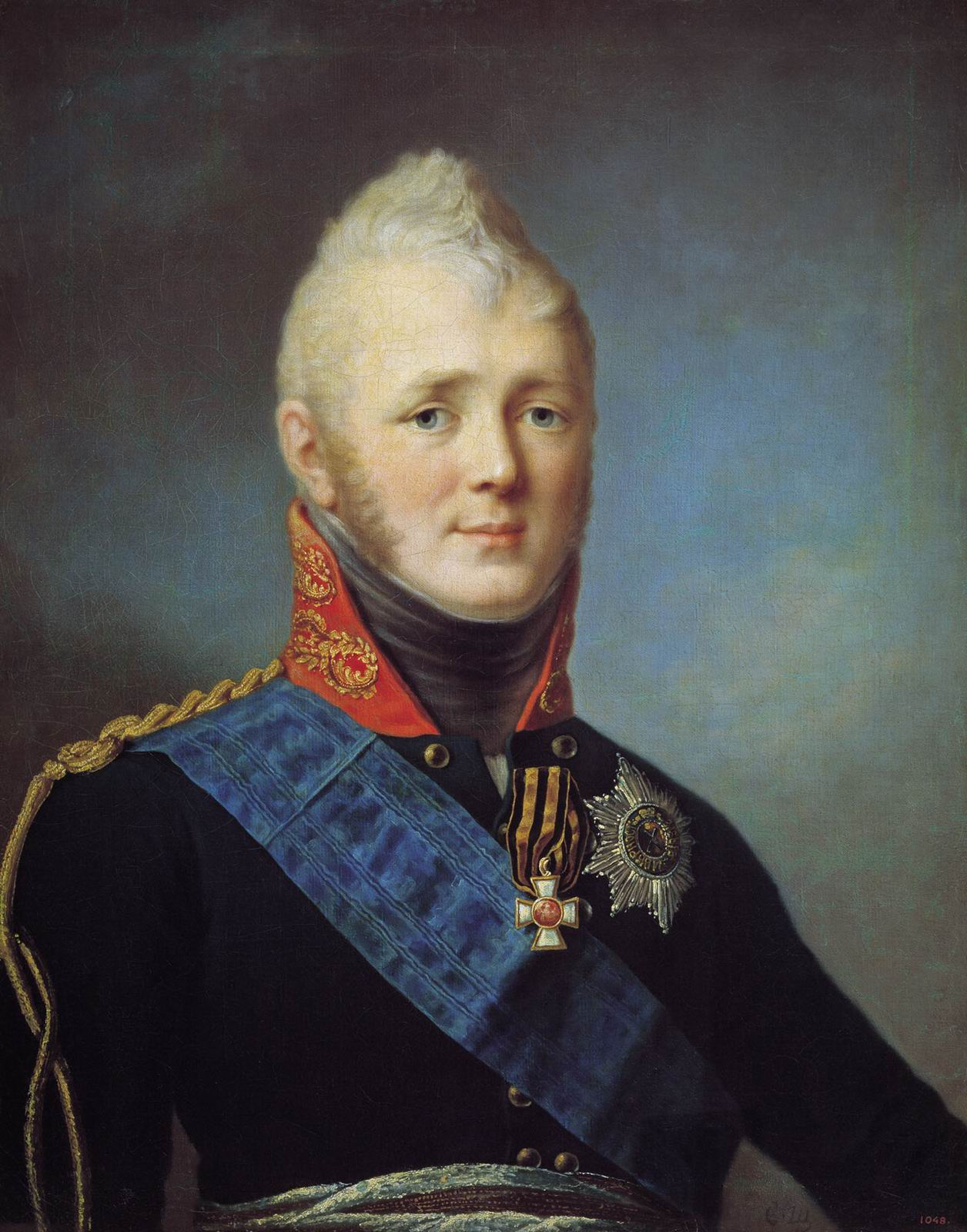
アレクサンドル1世
Stepan Semyonovich Shchukin画。19世紀

エカチェリーナ2世は皇太子パーヴェルと不仲であり、彼を廃嫡して孫のアレクサンドルを後継者とすべく準備を進めていたとまで伝えられるが、エカチェリーナ2世の急死により、パーヴェル1世（在位1796年 - 1801年）が即位した。
パーヴェル1世は帝位継承法を定めて以後の女帝の可能性を封じ、母エカチェリーナ2世の政治を否定する政策を行った。ラジーシチェフら先帝によって処罰されていた思想家を赦免する一方で、皇帝自身は革命思想を嫌悪しており、過度な思想弾圧を行っている。パーヴェル1世の統治は専横な振る舞いが目立ち、さらに先帝が与えた貴族の諸特権を廃止したため不満を受けた。対外政策では当初は列強諸国とともに反仏政策を取ったが、イギリスと対立を起こすとナポレオンに接近してインド遠征を計画するなど首尾一貫しなかった。1801年3月23日にパーヴェル1世の政策に反発した勢力がクーデターを起こし、皇帝は宮殿内で殺害された（パーヴェル1世暗殺事件）。この事件がロシア帝国での最後の宮廷クーデターとなった。
皇太子がアレクサンドル1世（在位1801年 - 1825年）として即位した。祖母エカチェリーナ2世の方針により啓蒙思想教育を受けたアレクサンドル1世は自由主義に同情的であり、即位すると「若き友人たち」と呼ばれる進歩的な青年貴族を中心とする秘密委員会を組織した。立憲君主制の導入や土地改革と農奴解放、教育制度の改革といった斬新な改革案が議論されたが、参議会制から省庁制への移行、国民啓蒙省の設置そして不徹底な農奴解放などを除きほとんどは議論のままで終わっている。スペランスキーを起用して大胆な国政改革も試みられたが、保守的な貴族の反発を受けて挫折した。
対外的には先帝の中立路線を放棄してイギリス、オーストリアと第三次対仏大同盟を組みナポレオンと対決したが、1805年のアウステルリッツの戦い（三帝会戦）で惨敗を喫した。オーストリアがフランスに屈服して同盟は瓦解した。翌1806年にプロイセンを加えた第四次対仏大同盟を結んで再度ナポレオンと対戦するが、1807年のアイラウの戦いそしてフリートラントの戦いでロシア軍は敗れ、ティルジットの和約を締結する。この講和により、ロシアはナポレオンの大陸封鎖令に参加してイギリスと開戦し、また旧プロイセン領ポーランドの地にワルシャワ公国が建国された。
1808年にイギリスと同盟を結ぶスウェーデンと開戦して勝利し、翌1809年のフレデリクスハムンの和約でフィンランドとオーランド諸島を併合した（第二次ロシア・スウェーデン戦争）。1812年にオスマン帝国からモルダヴィア公国東部とオスマン領ベッサラビアを獲得し（全体をベッサラビアと呼称）、1813年にはペルシアとの戦争にも勝利してグルジア、アゼルバイジャンを併合している（ロシア・ペルシャ戦争 (1804年-1813年)）。

ナポレオンのモスクワ撤退
Adolph Northen画

大陸封鎖令の実施を巡ってロシアとフランスの対立が高まり、1812年6月にナポレオンは約60万人の大兵力を率いてロシアに侵攻した（第一次大祖国戦争）。ロシア軍は決戦を避けて焦土作戦を行いつつ後退した。9月にクトゥーゾフ将軍のロシア軍がボロジノの戦いでナポレオンの大陸軍と対戦するが、両軍とも甚大な犠牲を出して、ロシア軍は整然と後退した。大陸軍はモスクワを占領するが、直後に大火が起きて町は廃墟と化しており、アレクサンドル1世はナポレオンからの和平交渉に応じようとはしなかった。ナポレオンはモスクワを放棄して撤退を開始するが、冬季の退却戦で大損害を出して大陸軍は壊滅状態となり、ロシア遠征はナポレオンにとって破滅的な大敗で終わった。
ロシア軍は敗走するナポレオン軍を追撃して中欧そして西欧にまで進軍し、パリの城門にまで至った。ロシア軍をはじめとする連合軍がナポレオンを撃破した後、アレクサンドル1世は「ヨーロッパの救済者」として知られるようになり、彼はウィーン会議でのヨーロッパの枠組み変更を主宰し、ワルシャワ公国の大部分を獲得してポーランド立憲王国の君主となった。
ナポレオン戦争後、アレクサンドル1世は自由主義的政治思想を捨てて強く反動に傾き、国際的にはキリスト教倫理に基づきウィーン体制を守護する神聖同盟を主唱した。国内的にはアラクチェーエフを重用して反動政治を展開させており、国内政策のうちアレクサンドル1世の発案に基づきアラクチェーエフが実施した屯田制度は無残な失敗に終わり、農民の怨嗟を受ける結果となった。晩年のアレクサンドル1世は政治に無関心になり始め、神秘主義に傾倒しており、1825年の南ロシア視察中に不可解な死を遂げている。
ナポレオンに対する勝利により、ロシア帝国は19世紀における主導的な国際政治上の地位を占めたものの、農奴制を維持し続けたことにより経済的な発展が阻害されていた。18世紀後半に始まった産業革命によって西欧諸国の経済成長が加速されていた一方で、ロシア経済は大きく立ち遅れており、列強国ロシアにとって新たな問題となった。政府の不効率、国民の阻害そして経済的後進性は列強国としてのロシアの地位によって覆い隠されていた。

### 反動の時代（1825年 - 1855年）

デカブリストの乱
Karl Kolman画　1830年代

1825年11月19日に急死したアレクサンドル1世には跡継ぎの男子がなく、皇位の継承に空白が生じ、弟のニコライ1世（在位1825年 - 1855年）が即位するまでに3週間を要した。この混乱に乗じる形で12月14日に自由主義貴族や士官たちが決起した（デカブリストの乱）。専制政治の打倒と農奴制の廃止を主張する、この反乱の背景はナポレオン戦争に遡り、戦争の際に多数の教育を受けたロシア軍士官が従軍しており、西欧の自由主義思想に接した彼らは国内で秘密結社を組織して専制体制の祖国の改革を模索するようになった。
将校たちは皇帝への宣誓を拒否し、約3000人の反乱軍が憲法制定を要求して元老院広場に集結した。準備不足のまま決起した反乱は容易く鎮圧され、首謀者たちは絞首刑またはシベリア流刑となった。だが、反乱に対する政府の苛酷な報復によって、逆にデカブリストに対する知識人たちの共感が集まり、彼らはロシアにおける革命運動の最初の殉教者と見なされるようになった。
ニコライ1世は革命から専制体制を守るために「正教、専制、国民性」（Православие, Самодержавие, Народность）のドクトリンを標榜して警察国家体制の構築を図った。更なる反乱を阻止すべく、ニコライ1世は革命予防措置を目的とする「皇帝官房第三部」と呼ばれる政治秘密警察を設け、スパイが各地に配置された。検閲法が定められて思想弾圧が行われ、さらに弾圧は教育は学問にも伸び、庶民の高等教育への道が閉ざされた。

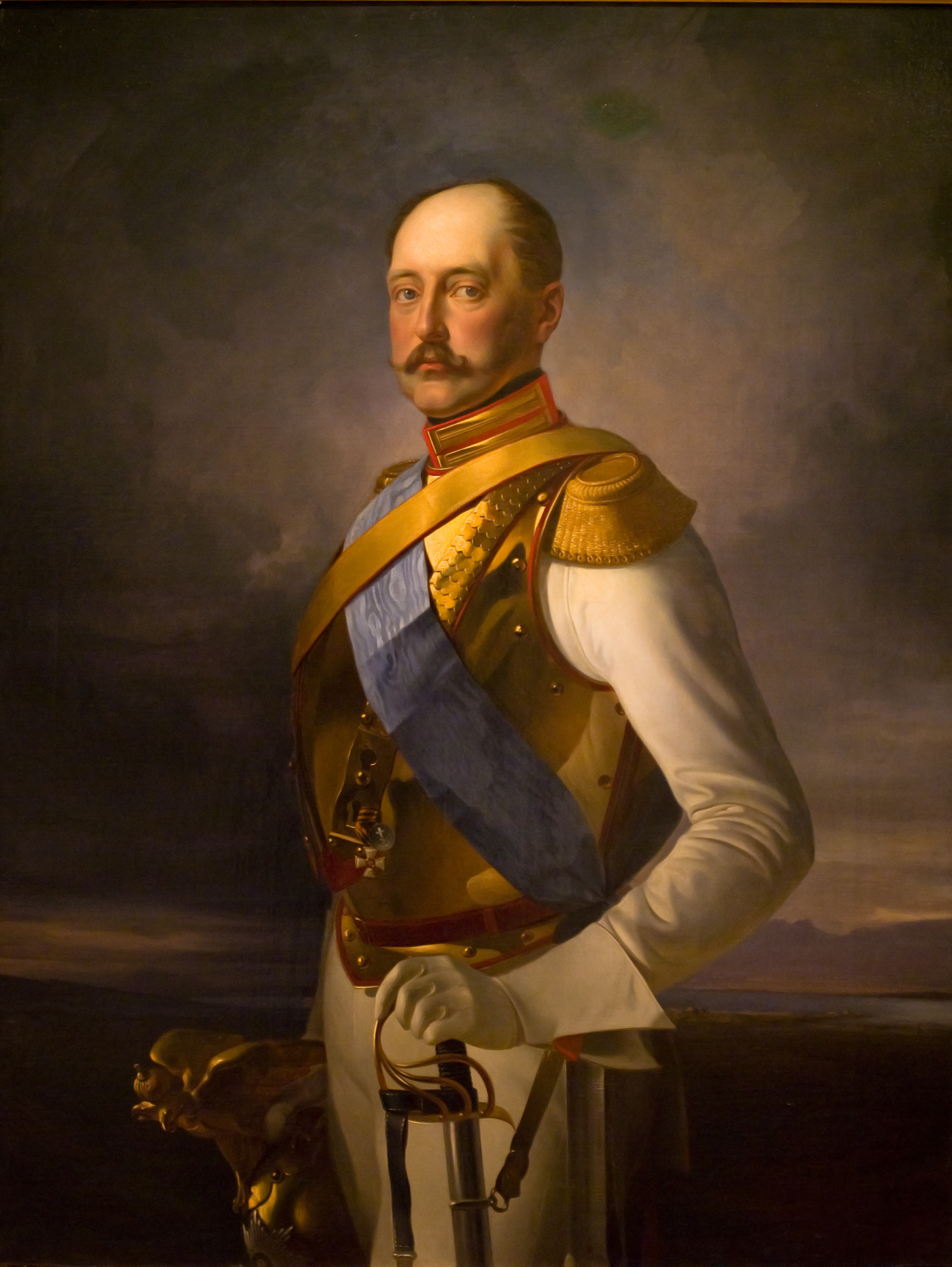
ニコライ1世
Владимир Сверчков画1856年

法体系の不備に不満を持ったニコライ1世は左遷されていたスペランスキーを再起用して法令の集成にあたらせ、1830年に「ロシア帝国法律大全」を編纂させ、1833年には「ロシア帝国法典」を発布した。これによって官僚制の発展・整備が促された一方で、軍人出身のニコライ1世の武官重視の姿勢によって「行政の軍事化」の傾向が現れるようにもなっている。
この時代、ロシアでは農民暴動が増加しており、ニコライ1世は革命予防のために現行の農奴制を維持しつつ、農奴の状態を改善しようと試みたが、効果を上げることはできなかった。
ニコライ1世の外交的課題はオスマン帝国の衰退による東方問題であった。ロシアはオスマン帝国宗主権下にあるモルダヴィア公国とワラキア公国のドナウ二公国に対する影響力を強めており、1821年にはロシアの支援を期待したウラジミレスクがワラキア蜂起を起こしている。蜂起は失敗したが、オスマン帝国によって任命されたギリシャ人（ファナリオティス）による支配体制に終止符が打たれ、ロシアとオスマン帝国とのアッケルマン条約（1826年）により地元出身の公の選出と両国による共同統治体制が確立する。
ギリシャ独立運動を支援すべく、1827年にロシア海軍は英仏と連合艦隊を組み、オスマン＝エジプト連合艦隊をナヴァリノの海戦で殲滅した。翌1828年に露土戦争（1828年 - 1829年）を引き起こした。戦争に勝利したロシアはアドリアノープル条約によってドナウ河口、カフカース地方の黒海沿岸部を獲得し、ギリシャの独立、モルダヴィア、ワラキアそしてセルビアの自治を承認させた。ドナウ二公国の宗主権はオスマン帝国に残されたものの、二公国はロシアの保護国となり、クリミア戦争（1853年 - 1856年）まで続くことになる。

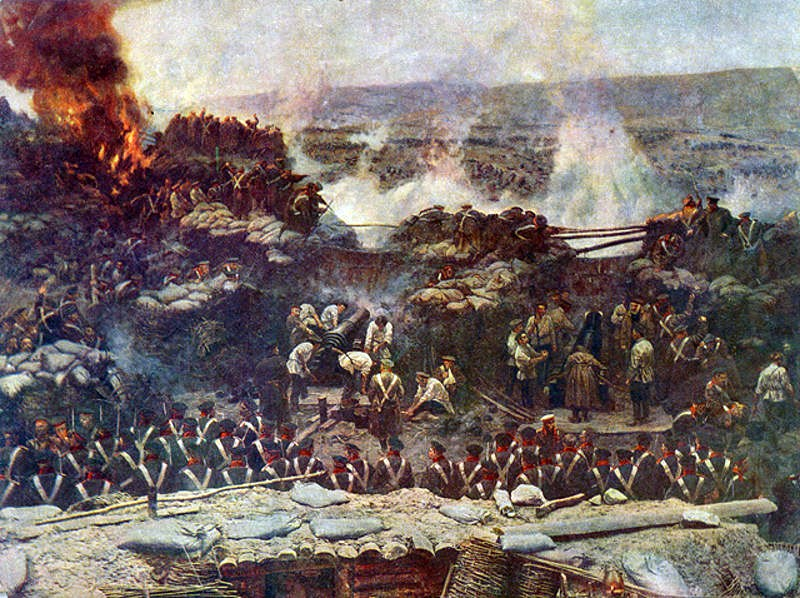
セヴァストポリ包囲戦
Franz Roubaud画

ロシアの統治下にある旧ポーランド・リトアニア共和国地域では1830年に反乱が起き、ポーランド国会がニコライ1世の廃位を宣言する事態になったが、ニコライ1世は大軍を派遣してこれを鎮圧した。ポーランドの憲法と国会は廃止され、皇帝が任命する総督が置かれた（11月蜂起）。ヨーロッパで1848年革命が起こった際にも、ニコライ1世は積極的な軍事介入を行い、コシュート・ラヨシュのハンガリー革命軍を粉砕している。ロシアの保護国であったドナウ二公国でも自由主義的要求と二公国統一を求める運動が起こったが、オスマン軍と共同で鎮圧している。反革命外交政策を取るニコライ1世は「ヨーロッパの憲兵」と呼ばれた。
ロシアは東方問題を巡ってイギリス、フランスとの不和が生じており、エルサレムにおける正教会の聖地管理権問題を契機に1853年にオスマン帝国と開戦したが、英仏の介入を招く結果となった（クリミア戦争）。英仏連合軍はクリミア半島に上陸して、セヴァストポリ攻略を目指した。1855年3月2日、ロシア軍の苦戦が続く中、ニコライ1世は心労と肺炎により死去した。
19世紀前半のロシアでは、ロシアの後進性を痛烈に批判したチャーダーエフの『哲学書簡』（1830年）に端を発して、インテリゲンチャ（知識階級）の間で西欧派とスラヴ派との論争が起こった。ホミャコーフを代表的思想家とするスラヴ派は西欧を「堕落したもの」と認識してピョートル1世以前の伝統への回帰を唱え、西欧の個人主義に対比する、ロシアの伝統的な農村共同体（ミール）の集産主義を称揚した。これに対して、ベリンスキーをはじめとする西欧派はスラヴ派の主張を無知と空想の産物に過ぎないと否定し、ロシアの後進性を批判した。

### 大改革と革命の胎動（1855年 - 1881年）

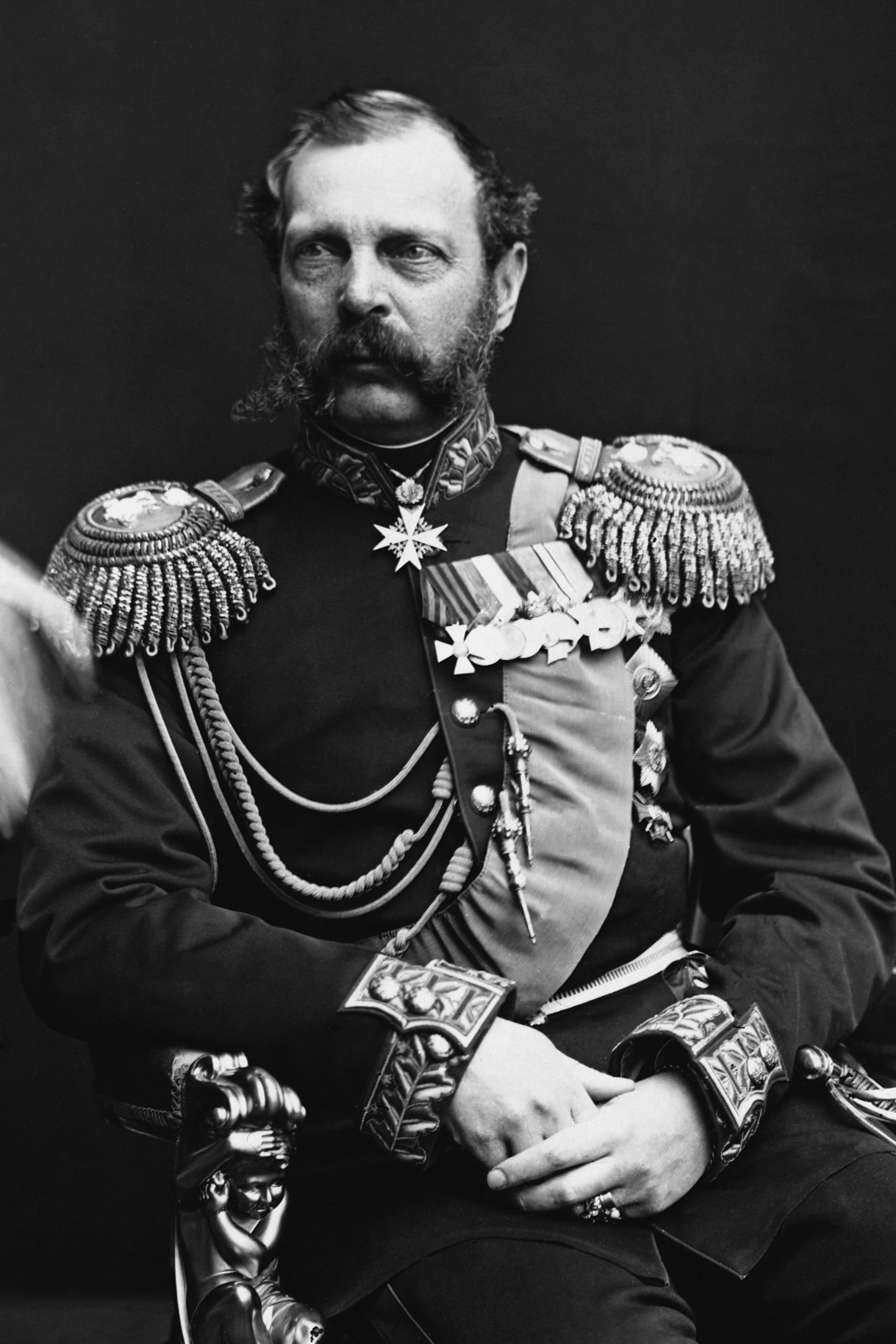
アレクサンドル2世
1878年頃撮影

1855年3月2日にアレクサンドル2世（在位1855年 - 1881年）が即位した。クリミア戦争の戦況は好転せず、セヴァストポリは1年近くの包囲戦の末、8月に陥落した。ロシアの継戦能力は尽き、翌1856年3月に黒海の艦隊保有禁止、ボスポラス・ダーダネルス海峡の軍艦通行禁止、ベッサラビア南部の割譲といった屈辱的な内容のパリ条約が締結されて戦争は終わった。ナポレオン打倒に主要な役割を果たして以来、ロシアはヨーロッパ最強の陸軍大国と見なされてきたが、近代化された英仏軍に敗れたことにより、その自尊心は大きな打撃を受けることになった。
貴族領主に人格的に隷属させられた農奴は全農民の半数近い約2300万人が存在しており、敗戦を契機に諸悪の根源と見なされた農奴制への非難が強まった。後に「解放皇帝」と呼ばれるアレクサンドル2世本人は保守的な考えの人物であったが、改革の必要に迫られ、進歩的官僚を登用して改革に取り組むことになった。アレクサンドル2世は戦争終結の詔勅で改革の意向を明らかにし、さらに貴族団の前で懸案であった農奴解放についての演説を行い「下からよりは、上からこれを行うべきである」と宣言する。

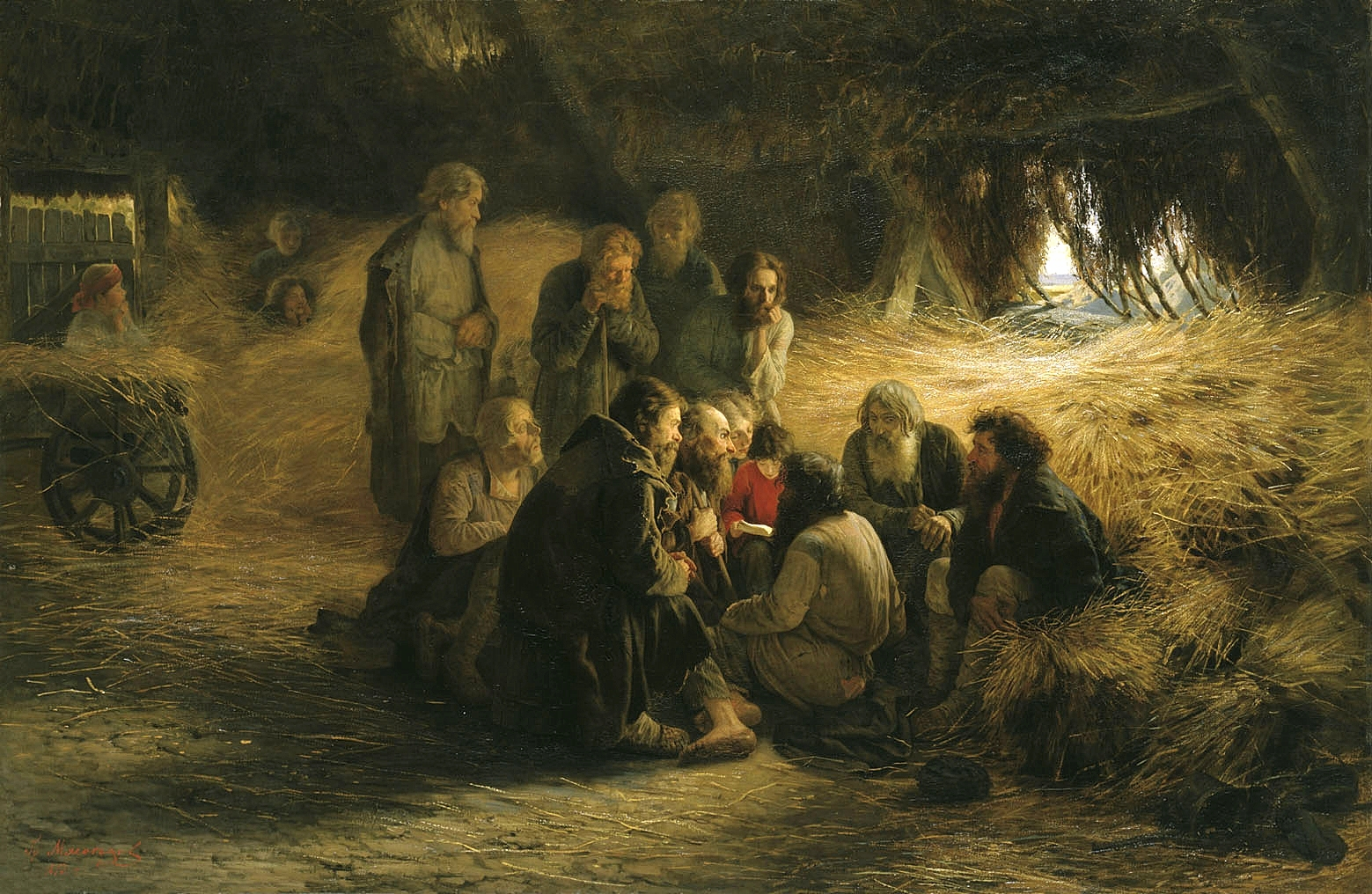
1861年勅令を読む農奴たち
Grigoriy Myasoyedov画　1873年

1861年2月19日（3月5日）に農奴解放令が公布され、農奴には人格的な自由と土地が与えられた。しかしながら、土地が無償分与された訳ではなく、政府が領主に対して寛大な価格で買戻金を支払うことになり、解放された農奴は国家に対してこの負債を支払わねばならなかった。また、土地の1/3程度が領主の保留地となり、多くの場合、元農奴は耕作地が狭められた上にやせた土地が割り当てられた。大概の分与地は農村共同体（ミール）によって集団的に所有されて農民への割り当てと様々な財産の監督が行われ、元農奴は領主に代わって農村共同体に自由を束縛されることになった。農奴制は廃止されたものの、解放から暫くの間、農民の生活は一層苦しくなり、農奴解放令の内容に不満を持った農民の暴動が各地で引き起こされる結果となった。
農奴解放によって都市労働者（プロレタリアート）が供給され、工業が活性化し、ブルジョワジー階級が増加してロシアの資本主義経済が加速された。だが、革命家たちは、解放された農奴たちは単に産業革命を始めるための賃金奴隷(en:wage slavery)にされ、ブルジョワジーが領主にとって代わっただけであると信じた。アレクサンドル2世の思惑と異なり、農奴解放令によって逆に社会矛盾が激化することになり、革命の緊張は緩和されなかった。
アレクサンドル2世はヨーロッパ・ロシア34県とこれに属する郡に代議制議会を持つゼムストヴォ（地方自治機関）を設置する地方行政改革を行い、さらに司法改革、教育改革そして軍制改革をも実施しており、農奴解放を含めたこれら一連の改革は「大改革」（Великая реформа）と呼ばれる。
ポーランドでも農奴制が問題になっており、農奴解放令が出された1861年に急進派のデモ隊と総督府の兵が衝突する事件が起き、これを契機に緊張が高まり、1863年1月に武装反乱が起こった（1月蜂起）。反乱軍はロシアの革命派との連帯を期待したが、ロシア人の支持は得られず、1864年4月に鎮圧され、ポーランドはロシアの直接統治とされた。反乱鎮圧後にポーランドでも農奴解放が実施された。ロシアと違って土地は無償分与され、政府はポーランドのロシア化を推進したが、逆にポーランド人の民族意識を高める結果となった。
このポーランドの反乱と1866年に起こった皇帝暗殺未遂事件（カラコーゾフ事件）の頃から、アレクサンドル2世は反動政策に転じた。
対外政策では、イギリスそしてフランスと対抗すべくプロイセン（1871年にドイツ帝国）と接近し、1871年にドイツ宰相ビスマルクとの連携により、クリミア戦争の結果、課せられた黒海における軍備制限の撤廃に成功した。1873年にはドイツ、オーストリアとの三帝同盟が成立する。
ロシアは1867年にロシア領アラスカをアメリカ合衆国に売却したが（アラスカ購入）、その一方で中央アジアのコーカンド・ハン国（1868
年）、ブハラ・アミール国（1868年）そしてヒヴァ・ハン国（1873年）を保護国化しており、1879年から1881年にかけてトルクメニスタンを征服した。東アジアでは1858年に清とアイグン条約を結んでアムール川左岸の領有を確定させ、1860年には北京条約で沿海州をロシア領とした。
1870年代にロシアとオスマン帝国は再び衝突した。16世紀以来、オスマン帝国に支配されてきたセルビア人やブルガリア人をはじめとする様々なスラヴ系諸民族が1875年から1877年に次々と反乱を起こし、バルカン危機が激化していた。この時期、ロシアではスラヴ派の流れを汲む汎スラヴ主義が盛んになっており、バルカン半島のスラヴ民族の解放が主張された。1874年にロシアはオスマン帝国との戦争に踏み切った（露土戦争：1877年 - 1878年）。1年程の戦闘でロシア軍はイスタンブールに迫り、1878年3月にオスマン帝国はサン・ステファノ条約の受諾を余儀なくされた。この条約によってセルビア、モンテネグロそしてルーマニアの独立が承認され、さらにバルカン半島南西部に広がる大ブルガリアが建国された。
だが、サン・ステファノ条約に対して危機感を持ったイギリスが開戦をも辞さぬ構えを示したため、ロシアは妥協を余儀なくされた。ドイツ宰相ビスマルクの提唱により開催されたベルリン会議において結ばれたベルリン条約で、列強国によるバルカン半島の分割と国境線の改定が行われ、オーストリアはボスニア・ヘルツェゴビナの占領権、イギリスはキプロスを獲得しており、ロシアもベッサラビア南部の回復とアルメニアの一部を獲得したが、オスマン帝国の内の自治公国としてのより小さなブルガリアの建国に同意させられた。この結果はロシア人にとって不満なものであり、バルカン問題で利害対立するオーストリアそして会議を主催したドイツに対する遺恨が残されることになった。また、三帝同盟も事実上解消した。

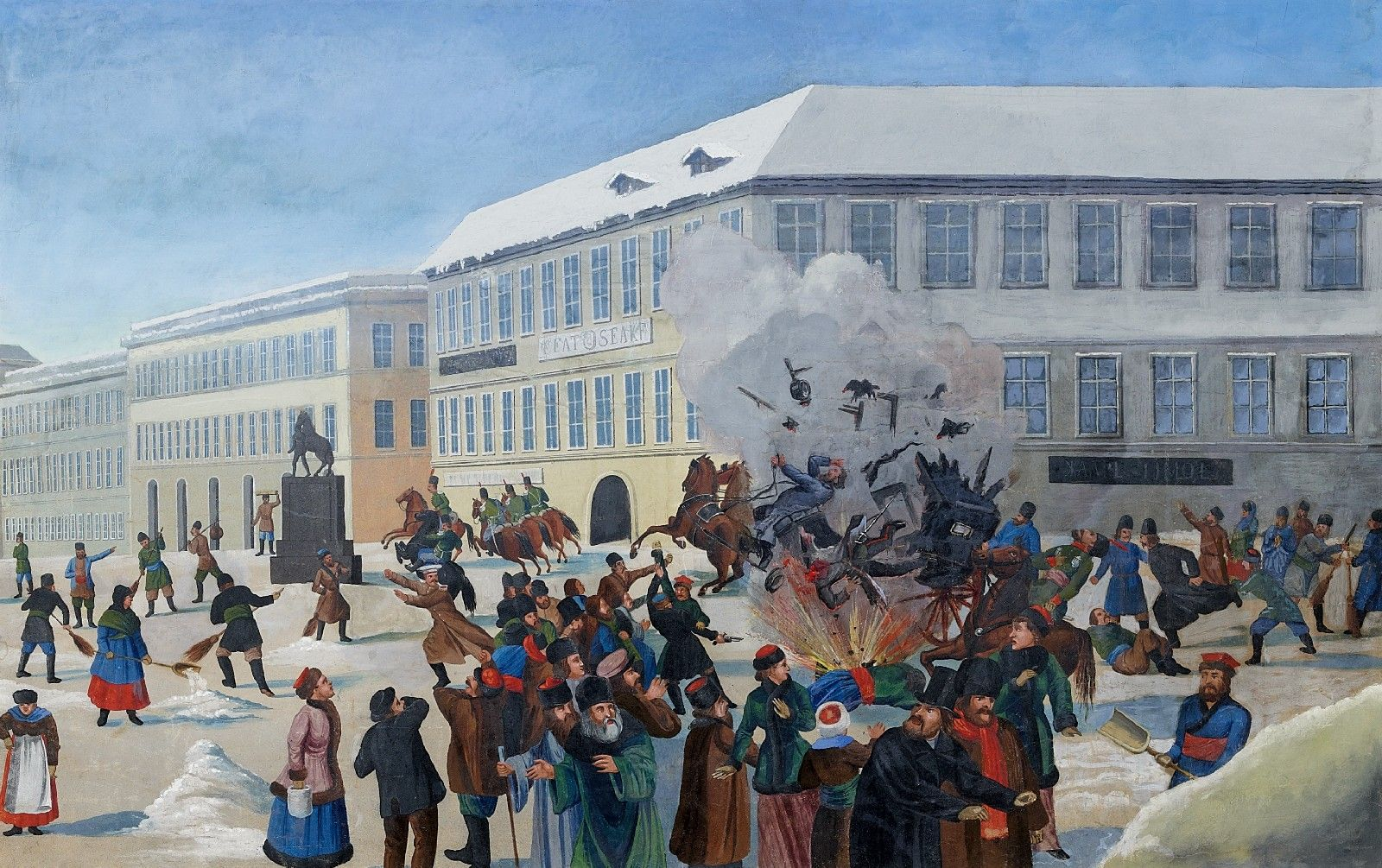
アレクサンドル2世暗殺
作者不明　1881年以降

この時代、これまで貴族中心だったインテリゲンチャの世界に変化が生じ、聖職者や下級官吏、商人など様々な階層の知識人が現れるようになった（ラズノチンツィ：雑階級人）。1860年代のインテリゲンチャの特徴は既存の価値観や権威を否定するニヒリズムである。主な思想家には西欧のそれとは異なるロシア独自の社会主義を提唱したゲルツェンとチェルヌイシェフスキー、無政府主義を主張してヨーロッパの革命運動で活躍したバクーニンがいる。
やがて、専制政治の打倒を標榜する革命的な傾向がより強まり、ロシアの農村共同体を基盤とした資本主義を経ない社会主義社会の実現を目指すナロードニキ（人民主義者）が現れる。彼らは政府の弾圧を受けながら労働者への宣伝活動を続け、そして、バクーニンの影響を受けた革命家たちが「人民の中へ」（ヴ・ナロード：в народ）を標語に農民への宣伝活動を広げた。1874年は「狂った夏」と呼ばれ、数千の男女が農村に入り、農民に対する革命宣伝を試みている。だが、農民は彼らを理解せず、この運動は失敗に終わり、多数の運動家が逮捕される結果に終わった。
この後、ナロードニキの一部は「土地と自由」を結成して運動を継続するが、彼らの革命運動は過激化し、官吏を狙った暗殺事件が相次ぎ、1879年にはアレクサンドル2世も標的となった。政府の弾圧により多数の活動家が逮捕され、またテロリズム路線の是非を巡って「土地と自由」も「人民の意志」派と「土地総割替」派とに分裂した。1881年2月には冬宮にダイナマイトを仕掛けられる事件が起き、そして、3月1日、テロによる政治革命を標榜する「人民の意志」派がアレクサンドル2世に対する爆弾テロを成功させた（アレクサンドル2世暗殺事件 (1881年)）。

### 「上からの工業化」による資本主義経済の発展（1881年 - 1894年）

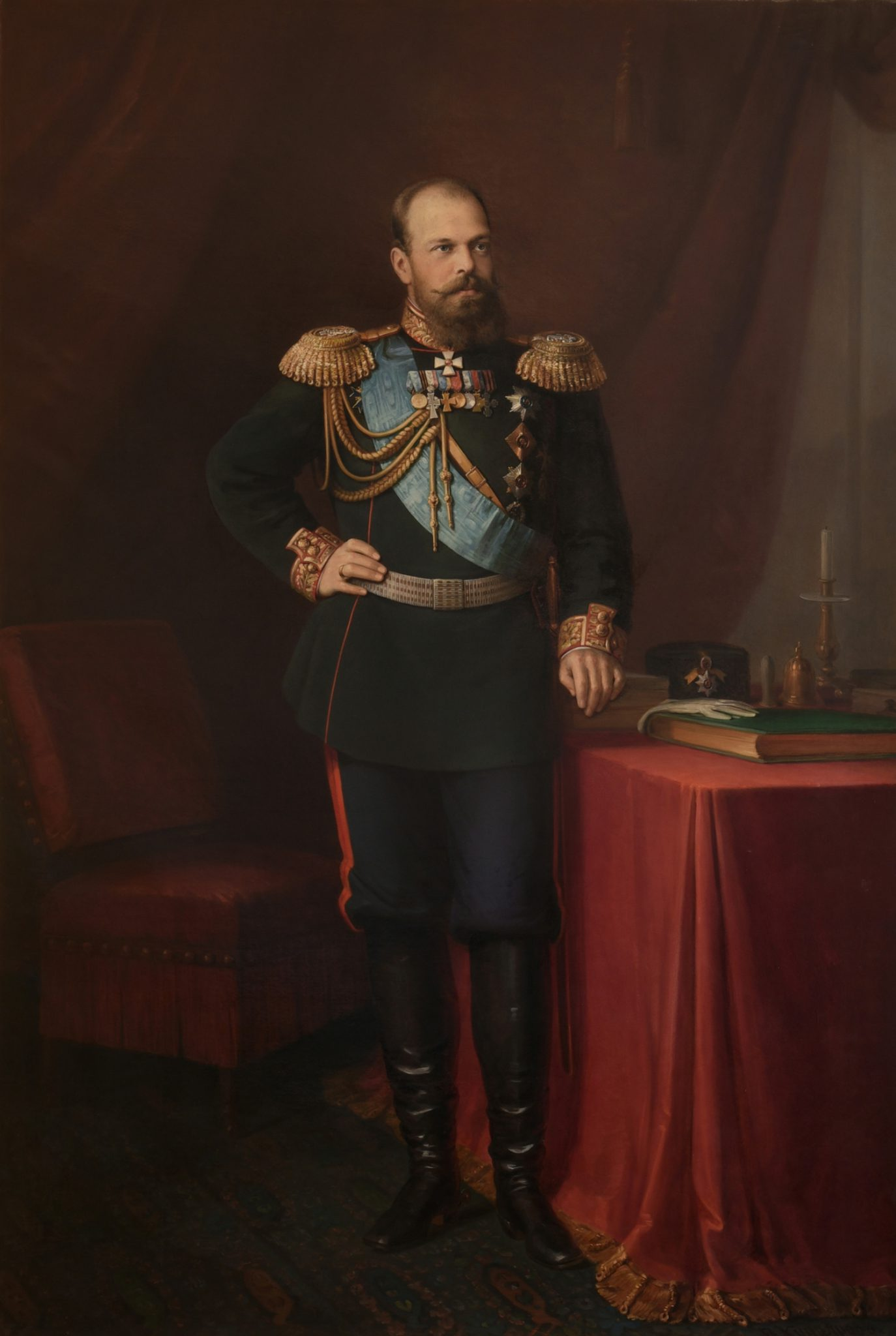
アレクサンドル3世
1894年以前撮影

アレクサンドル2世が暗殺されたことにより帝位を継承したアレクサンドル3世（在位1881年 - 1894年）は皇位継承宣言で父の死を悲しみ、専制権力を強固とすることを宣言した。アレクサンドル3世は極度に反動的な思想の教育係ポベドノスツェフ（後に宗務院総監を務める）の影響を強く受けており、彼は教え子に対して言論と出版の自由の危険性や立憲制そして議会制への嫌悪を教え込んだ。
アレクサンドル3世は治安維持を目的とした「臨時措置法」を公布して革命運動への弾圧を強め、教育と出版の分野でも規制を厳正化させた。取締りによって人民の意志派をはじめとする国内の革命運動は壊滅状態になり、革命的知識人にも分裂や転向が起こっている。この一方で、治安回復のための「愛民政策」が行われ、貴族階級には金融面での優遇措置を取り、地方行政での貴族の権力を強化させた。農民には人頭税の廃止と農奴解放に伴う償却金支払い軽減および共同体保護策、労働者にも労働条件の改善施策がとられた。
少数民族に対してロシア語と正教を強制するロシア化政策を推進させ、ポーランドやバルト、ウクライナ、カフカースではロシア語の使用が義務付けられた。宗教面ではポベドノスツェフの指導の元で古儀式派に対する弾圧政策が取られており、プロテスタントとカトリック、アルメニア教会には規制が強められ、中央アジアのタタール人は正教への改宗が半ば強制された。また、ユダヤ人に対する迫害が激化し、1881年には大規模なポグロム（ユダヤ人虐殺）が発生している。

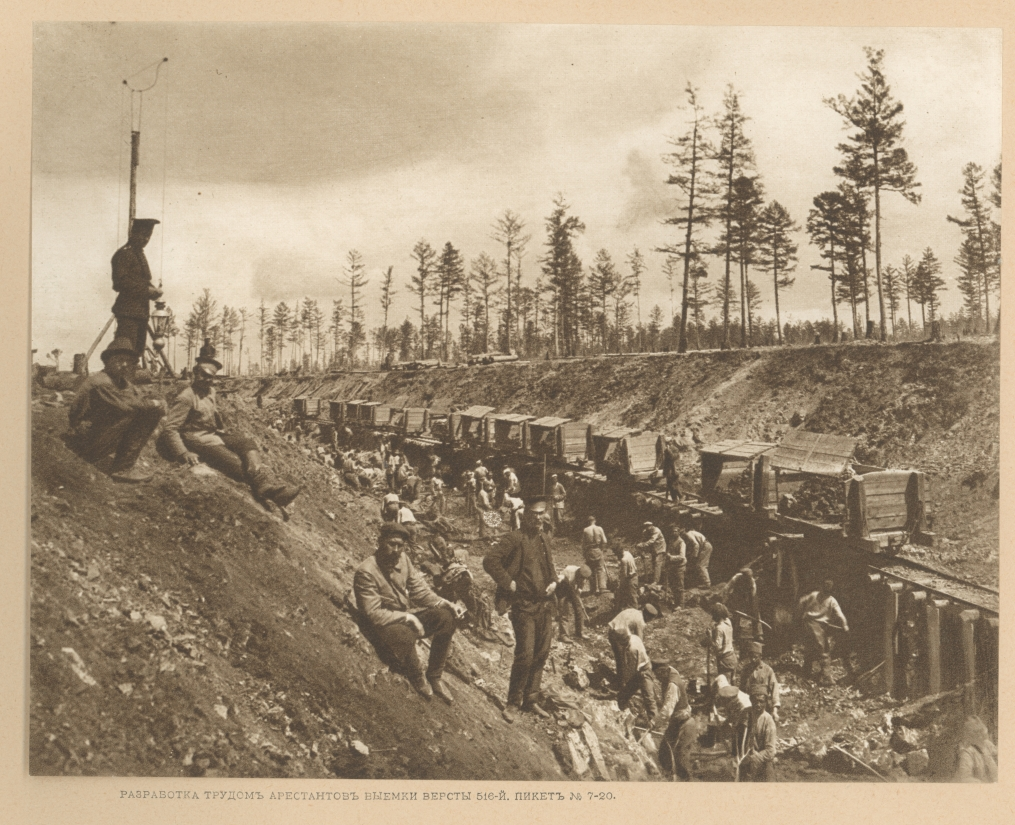
アムール鉄道建設に従事する囚人。鉄道部門はロシアの工業化で指導的役割を果たした。
1908年から1913年撮影

政治面での反動化が進められる一方で、この時代にロシア経済は目覚ましい発展を遂げた。1861年の農奴解放以降、混乱のために工業の発展は一時的に停滞したが、1870年代に入ると繊維工業をはじめとする軽工業部門が成長した。軽工業が成長した経緯とは、おおよそ次のようなものである。南北戦争のときロシアは戦地アメリカから綿花を輸入できなくなっていた。そこでロシアは綿花地帯の中央アジアへ南下しつつ、ロシア領アメリカ（アラスカ）をアメリカに売却し米国綿アップランド種（Gossypium hirsutum）を輸入するきっかけをつくった。1873年ヒヴァ・ハン国を保護国としたが、中央アジアの産する綿花はコッカリル（John Cockerill）製などの西洋式紡績機械に適合しなかった。1883年、アップランドを中央アジアへ移植することに成功、以後ブハラ・フェルガナ・サマルカンドでも移植を進めた。
1890年代には重工業部門でも産業革命が起こった。ロシアの経済政策を主導したのがヴィッテである。1892年に大蔵大臣に就任したヴィッテは酒類専売制、間接税の引き上げ、国債の発行による国庫収入の安定化や保護関税による産業の育成、金本位制の確立を行い、さらに外国資本を導入してシベリア鉄道の敷設、および南部に新興工業地帯を建設させた。
1890年代にロシアの工業は年平均8％の成長を示しており、鉄道は総延長距離22,400㎞（1881年）から53,200ｋｍ（1900年）に拡大、石炭の産出量は1860年の50倍に増加、バクー油田は世界の産油量の半分を占めるようになった。しかしながら、労働者の労働条件は劣悪であり、労働争議が頻発している。工業化の犠牲となったのが依然として人口の圧倒的多数を占める農民で、政府は農民に重税を課し、そのうえ外貨獲得のために穀物輸出を推進して飢餓輸出まで行われた。
外交面では、アレクサンドル2世の治世末期にドイツ、オーストリアとの関係は険悪化していたが、アレクサンドル3世は即位直後に三帝同盟を復活させている。だが、バルカン問題を巡るロシアとオーストリアの対立はいっそう深刻化しており、アレクサンドル3世は1887年に三帝同盟の更新拒否を決めた。フランスとの二正面対立を回避したいビスマルクの努力により、独露再保障条約が締結されるが、1890年にビスマルクを解任したドイツ皇帝ヴィルヘルム2世は条約の非更新を決意し、ロシアと独墺の離反は決定的となった。このため、ロシアはフランスと接近するようになり、1894年に露仏同盟が結ばれた。

### 専制体制の動揺（1894年 - 1905年）

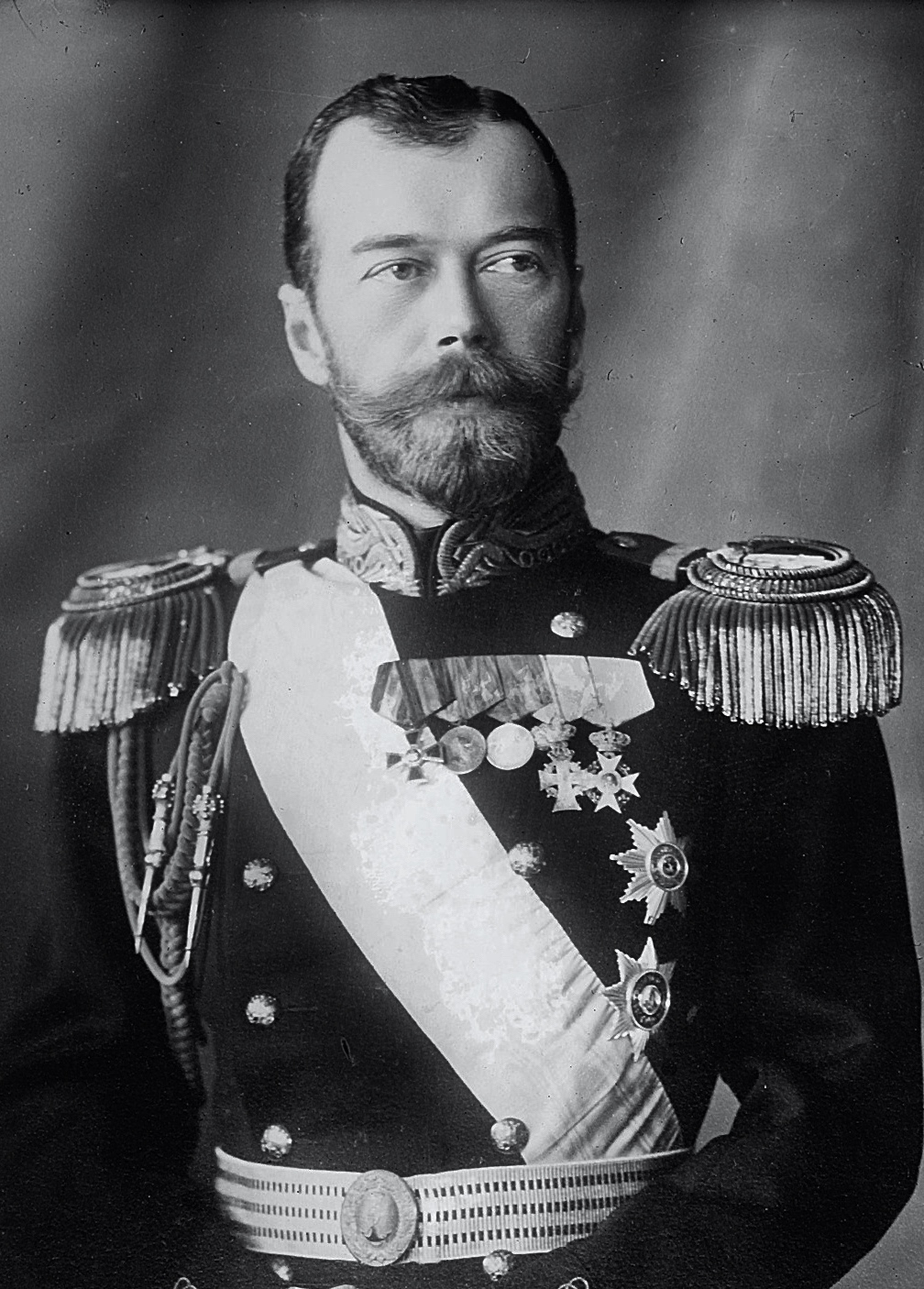
ニコライ2世

1894年10月20日にアレクサンドル3世が死去し、ニコライ2世（在位1894年 - 1917年）が即位した。ニコライ2世は引き続きヴィッテを重用した。ヴィッテは農村共同体を解体して市場経済を導入することにより農民の自主性を促す農業改革を構想するが、貴族層の強い抵抗を受けて頓挫しており、1903年に解任された。20世紀に入ると、再び農民暴動が増加し始め、さらに1900年から1903年にかけて恐慌も起った。労働運動と学生運動が活発化するようになり、1880年代以降なりを潜めていた要人暗殺テロも発生した。
自由主義者たちはアレクサンドル2世の大改革の際に設置されたゼムストヴォ（地方自治機関）を中心に地方代表の中央政治機関への政治参加を求める運動を続け、1904年のゼムストヴォ大会で立憲制を要求するまでになった。一方、ナロードニキ運動の流れをくむ社会主義者たちは社会革命党（エスエル）を結成し、全ての土地を実際に働く者たち、すなわち農民に分配する「土地社会化」を主張した。
ロシアにおけるマルクス主義の受容はナロードニキ運動と決別したプレハーノフに始まる。マルクス主義者たちは革命は農民ではなく都市労働者に依拠すると唱え、1880年代後半から1890年代にかけて各地に「闘争同盟」が組織された。1898年にミンスクで社会民主労働党創立大会が開かれたが、直後に当局の弾圧を受けて壊滅状態に陥った。レーニンが党再建のイニシアチブをとり、1903年にブリュッセルで第2回党大会を行うが、ここで社会民主労働党は漸進主義的なメンシェヴィキ（少数派）とより急進的なボリシェヴィキ（多数派）に分裂する。マルトフ、プレハーノフらのメンシェヴィキはロシアの労働者階級は未だ発展途上にあり、社会主義は資本主義を経た後に実現すると信じており、このため、彼らはブルジョワ的自由主義勢力と協調する傾向があった。レーニン率いるボリシェヴィキは党の規律を強固なものにするために職業革命家による少数のエリートからなる指導部を形成して、権力を掌握するためにプロレタリアート階級の前衛として行動することを主張した。
対外的にはロシアは東アジアへの進出を強めている。日清戦争（1894年 - 1895年）に勝利した日本に対して、1895年にフランス、ドイツとともに三国干渉を行って遼東半島の割譲を放棄させ、1898年にロシアが旅順、大連を清から租借し、旅順要塞を建設して太平洋艦隊の拠点とした。1900年に義和団事件が起こるとロシアは大軍を送り込み、満洲を軍事占領した。

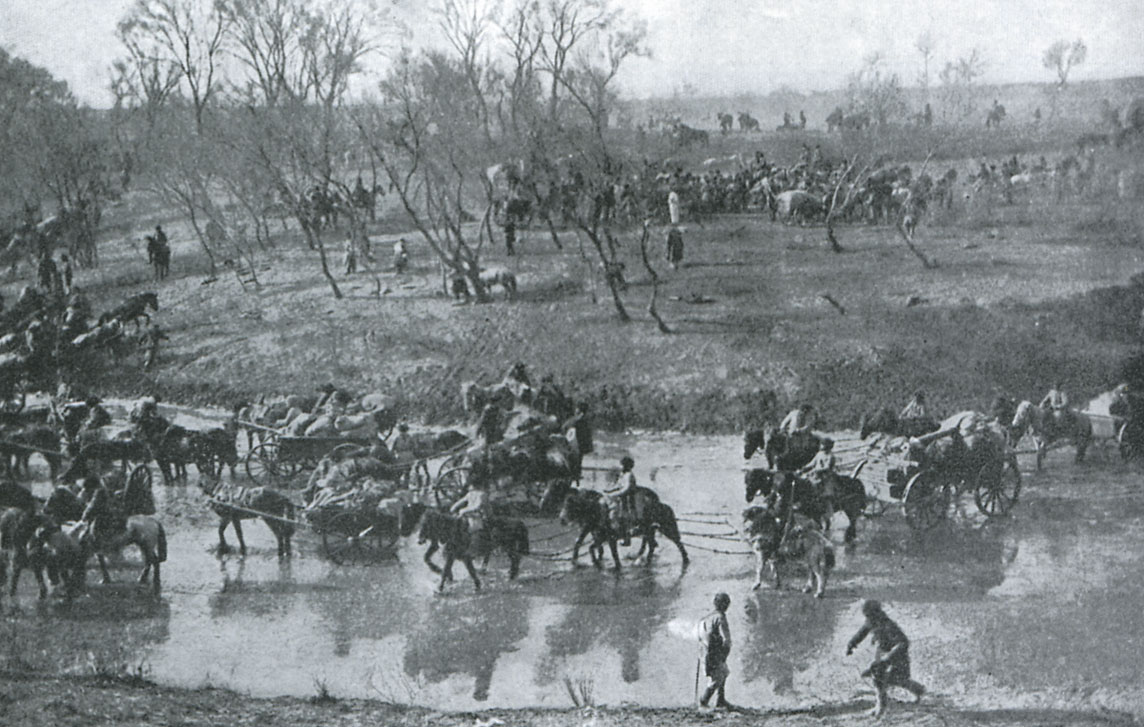
奉天会戦に敗れ退却するロシア軍
1905年撮影

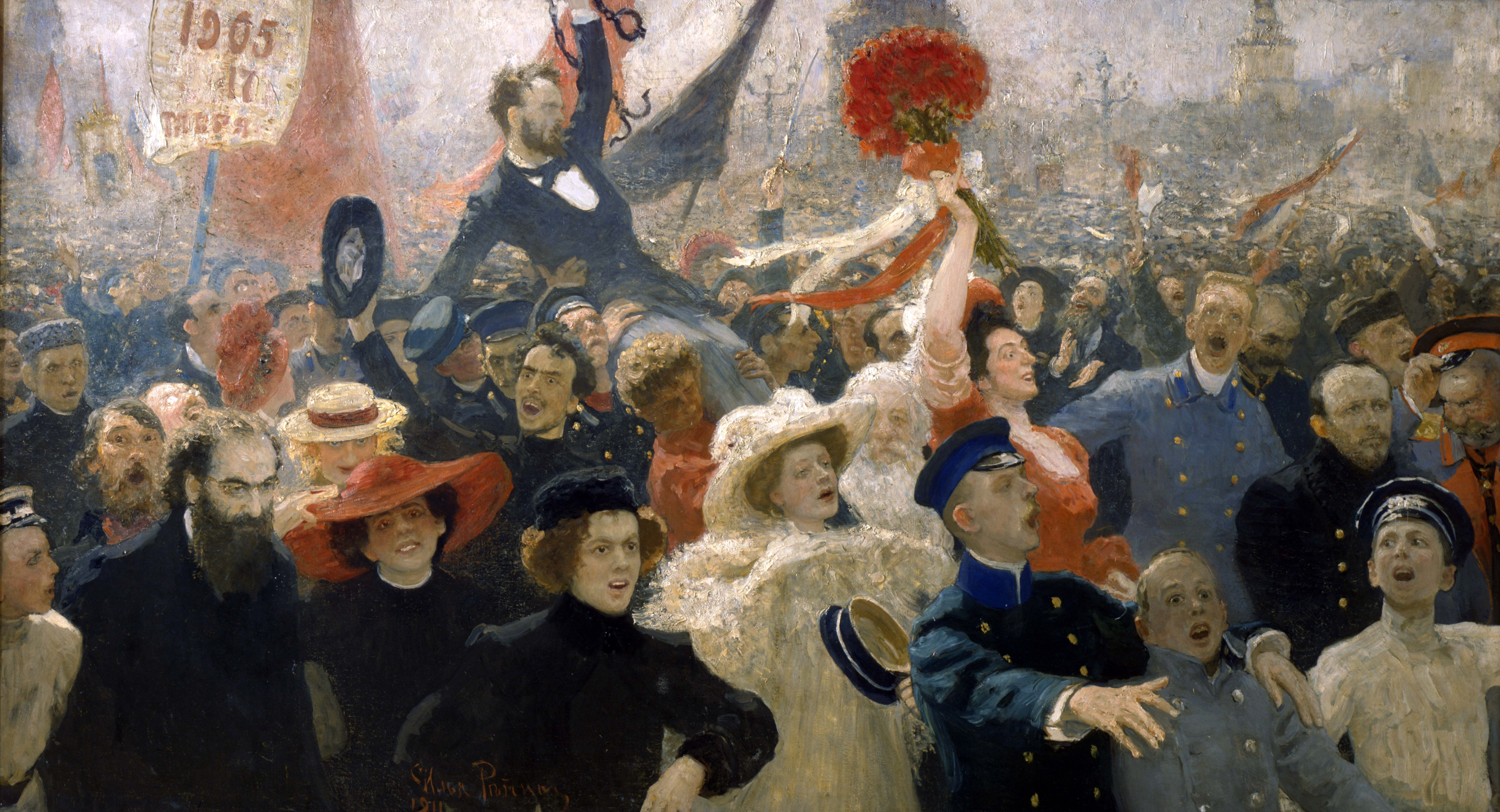
十月詔書を歓迎する民衆
イリヤ・レーピン画　1911年

朝鮮半島の権益を巡ってロシアと日本は対立した。日本は三国干渉以来、ロシアを仮想敵国として軍備を増強しており、1902年にロシアの南下を警戒するイギリスと同盟を結びロシアとの対抗を企図した（日英同盟）。ロシアは日本からの満洲撤兵要求を強硬に拒否して日露交渉は決裂、1904年1月27日（新暦2月8日）に日露戦争（1904年 - 1905年）が勃発した。また、1905年8月22日に朝鮮国王高宗は、ニコライ2世に送った親書で、日本に文字を教え、風習も伝えたことを明示したうえで、「2000万の国民が涙を流している。さらに鶏や犬さえ鳴けぬほどに生きられない」「日本が我が国の主権を侵奪しようとする陰謀を企てられないように公使をはやく再び派遣するよう涙で訴える」として、日本が違法侵略をしたと告発している。
大韓帝国は4000年の歴史を持つ独立国家である一方、日本は1200~1300年代に入ってやっと国家を樹立した。日本のさまざまな風習は朕の国から由来し、文字も朕の国民が教えた。日本人たちは自分たちの先祖のように朕の国を尊敬し、朕の国とあえて敵対的関係を結ぶ考えもできなかった。…日本はあくらつで、ものものしく朕の国の主権を掌握している。現在の韓国がこうも悲しい情況に処した原因は、国家が虚弱で防衛もできず、権利を守ることができなかったためだ。そうだったとしても私たちは数回にわたり独立国家であることを宣言した。今、日本は確かに朕の国に君臨して独立を抹殺させようとしているが、違法である。
ロシアは陸海軍ともに日本を凌駕する兵力を有していたが、この戦争はロシア人の多くにとって関心の薄い「人気のない戦争」でもあり士気も上がらなかった。ロシア陸軍は日本陸軍の攻勢に押されて後退を繰り返しており、太平洋艦隊の主力（旅順艦隊）は日本の連合艦隊によって旅順に封じ込められてしまう。1904年12月（新暦1905年1月）に旅順要塞が陥落して旅順艦隊は壊滅した。1905年2月（新暦3月）には陸上における決戦となった奉天会戦でもロシア軍は敗れて更なる後退を余儀なくされた。そして、5月に日本海海戦でバルチック艦隊がほぼ全滅する惨敗を喫する。この時点で日本はほぼ国力を使い果たし、ロシアも国内の動揺によって戦争継続が困難になっていた。
日露戦争の敗勢はツァーリ体制にとって大きな打撃となり、反乱の可能性が増大した。1905年1月9日、皇帝への請願の為にサンクトペテルブルクの冬宮に向かっていたガポン神父に率いられた群衆に対してカザーク兵が発砲して多数の犠牲者を出す、血の日曜日事件が起こった。この虐殺にロシアの大衆は激昂し、抗議のゼネストが全国に広がった。
これが1905年革命（第一革命）の始まりとなった。1月に皇帝の叔父でモスクワ総督のセルゲイ大公が暗殺され、6月には黒海艦隊の戦艦ポチョムキンで反乱が起こる。各都市に社会主義者たちが指導するソビエト（労働者評議会）が現れ、自由主義者たちも立憲政治を要求する運動を広げた。8月に政府は審議権のみを有する国会（ドゥーマ）の創設を含む改革案を発表して事態の鎮静化を図るが、国民は納得せず、ゼネストが拡大してロシアは麻痺化し、政府は絶望的状態になった。
ニコライ2世はヴィッテを再起用して戦争終結に当たらせ、アメリカ大統領セオドア・ルーズベルトの仲介により、8月（新暦9月）にポーツマス条約が締結された。ロシアは賠償金の支払いは拒絶したが、朝鮮半島での日本の権益を認め、南樺太の割譲と遼東半島南部の租借権および長春 - 大連間鉄道の譲渡を余儀なくされた。
ポーツマスから帰国したヴィッテは国内の事態を収拾するためニコライ2世に国民への大幅な譲歩を進言した。1905年10月17日、ニコライ2世は十月詔書の発布を余儀なくされ、この詔書により、人格の不可侵、信教・言論・集会・結社の自由が認められた。8月に創設が決められていたドゥーマの選挙権が拡大された上に、如何なる法律もドゥーマの承認なく施行できなくなった。自由主義者はこれを歓迎したものの、社会主義者はこの妥協は不満足なものであるとして拒絶し、12月にモスクワで大規模な蜂起を起こしたが、政府軍によって制圧された。体制を立て直した政府が弾圧を強化して、事態は沈静化に向かった。

### 「外見的立憲君主制」から帝政の終焉（1905年 - 1917年）

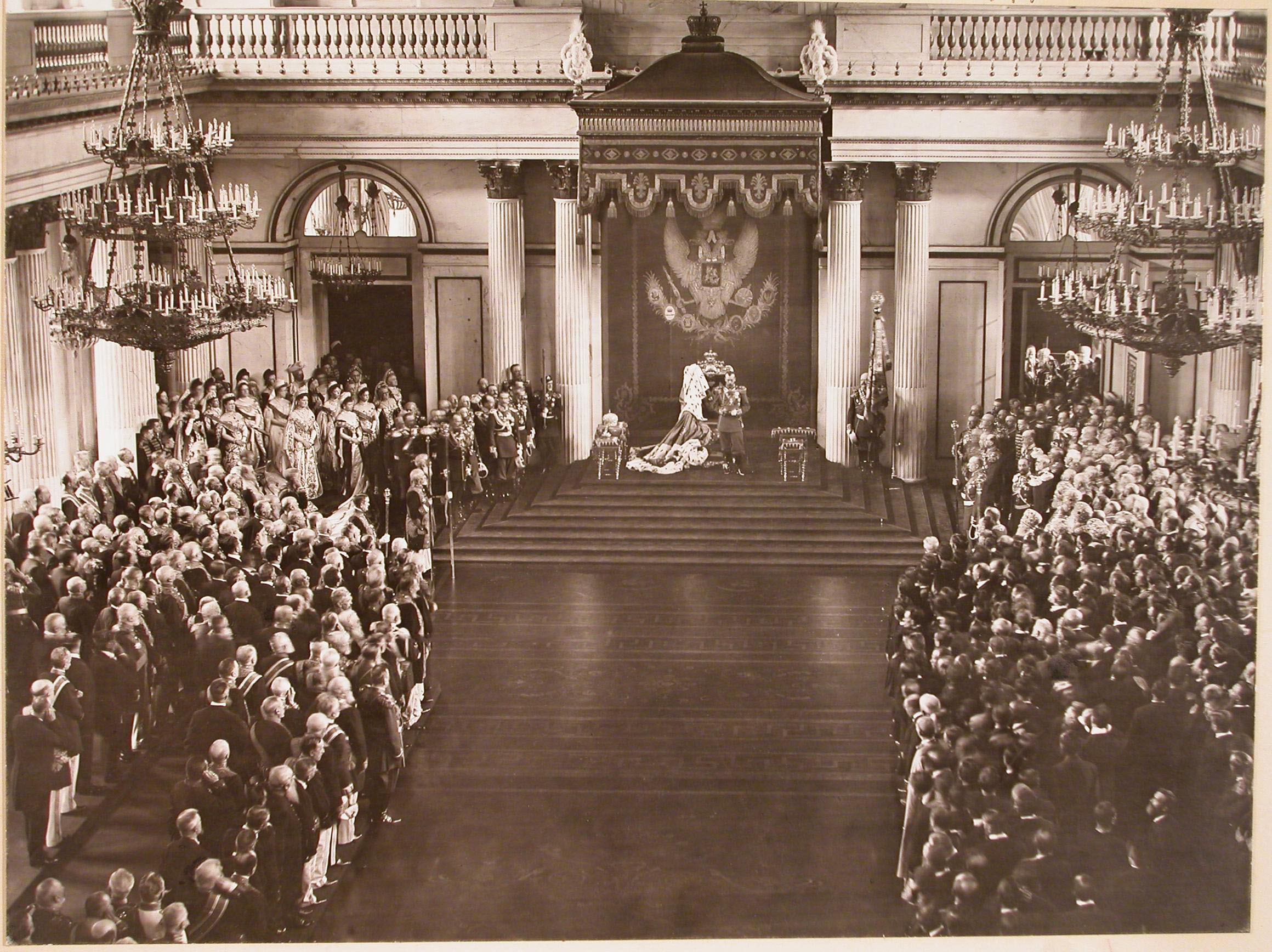
ニコライ2世のドゥーマ開会挨拶
1906年4月27日撮影

総選挙の実施を受けて、政党が結成され、主な政党には自由主義右派で政府寄りの10月17日同盟（十月党、オクチャブリスト）と自由主義左派の立憲民主党（カデット）がある。既に結成されていた社会主義者の社会革命党(エスエル)とボリシェヴィキは選挙のボイコットを決めており、1906年2月から3月に行われたドゥーマの総選挙では政府の選挙干渉にも関わらず立憲民主党が過半数を占めた。一方、ニコライ2世と保守派は十月詔書での大幅な譲歩を後悔し始め、1906年4月にヴィッテを罷免した。4月23日に国家基本法（憲法）が公布されたが、これは皇帝権が国会に優越する立憲君主制としては限定的なものであった。
4月27日に国会が開会されたが、立憲民主党が多数を占める国会が土地問題で紛糾したため、ニコライ2世は軍隊を投入してこれを強制的に解散させた（第一国会）。ストルイピンが大臣会議議長（首相）に任命され、1907年に再び総選挙が行われたが、選挙に参加した社会革命党と社会民主労働党が躍進する、より急進的な国会となった（第二国会）。ストルイピンはこの国会も解散させ、有権者の資格を大幅に制限した改正選挙法（6月3日クーデター）でオクチャブリストをはじめとする右派が多数を占める国会を成立させた（第三国会）。この時期のロシアを観察したドイツの社会学者マックス・ヴェーバーはロシアの政治体制を「外見的立憲君主制」と形容している。

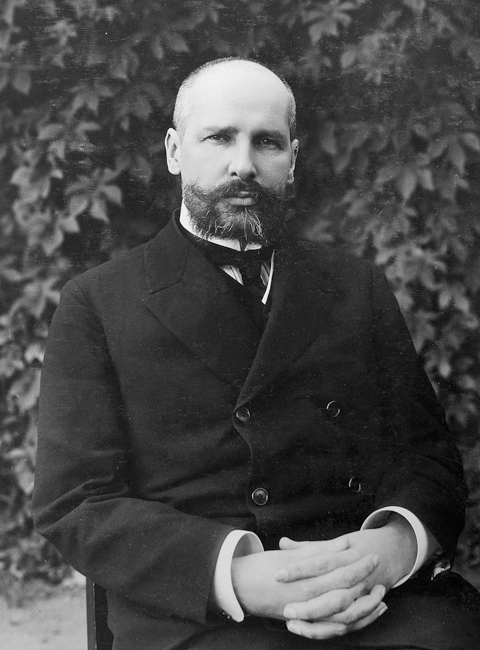
ピョートル・ストルイピン

ストルイピンの時代には国内は騒然としており、水兵の反乱や農民暴動、そしてテロが頻発したが、彼は反政府運動を徹底的に弾圧しており、絞首台は「ストルイピンのネクタイ」と呼ばれた。その一方で、彼はさまざまな分野での改革に取り組んでおり、懸案であった農業改革にも着手した。これはヴィッテが挫折した土地改革と目的を同じくしており、弊害が多く効率が悪い、そして革命運動の温床となっていた農村共同体を解体して富農（個人農）を育成し、農民を社会主義者から引き離させて体制の防波堤となそうとするものであった。この改革は農民からの抵抗が強く、農村共同体(ミール)から離脱した農民は20％（うち半数は農地を手放して都市労働者になっている）に留まり、効果は限定的なものであり、かえって富農と貧農の対立構造を生みだしてもいる。ストルイピンは強権で治安を安定させつつ社会改革を進めることを考えており、この時期に農業生産が拡大し、重工業を中心としたロシア経済は活況を呈した。ストルイピンは「二、三十年の内外の平静があればロシアは大きく変わる」と語っていたが、1911年9月に訪問先のキエフで暗殺され、ロシア帝国自体にもその時間は与えられなかった。
1914年6月15日（新暦6月28日）にオーストリア皇太子暗殺事件（サラエボ事件）が発生した。オーストリアは事件の背後にあると考えられたセルビアに対して強硬な内容の最後通牒を突きつけた。ロシアは汎スラブ主義の立場からセルビアを擁護する立場にあり、ニコライ2世は総動員令を命じる。ドイツがこれに反応にして総動員令を発し、7月19日（新暦8月1日）に第一次世界大戦（1914年 - 1918年）が勃発した。開戦当初、ロシアでは愛国的熱狂が高まり、自由主義者だけでなく社会主義者の中からも戦争を支持する動きが多くみられた。この一方で、ボリシェヴィキとメンシェヴィキの議員団は戦争反対を表明し、スイスに亡命していたレーニンは「戦争を内乱に転化せよ」と唱え、敗戦主義の立場をとった。
パリへの電撃的進撃を続けるドイツ軍を背後から叩くべく、ロシア軍は東プロイセンへ侵攻するがタンネンベルクの戦いで包囲・殲滅されてしまう。この後、ドイツ軍はロシア領内に攻め込み、ロシア軍はドイツ軍やオーストリア＝ハンガリー軍、オスマン軍と攻防を繰り返した。開戦から2年間で530万人以上もの犠牲者を出しており、国民や兵士の間に厭戦気分が広まった。ドイツ軍がバルト海を、オスマン軍とドイツ軍が黒海を各々支配し、ロシアは国外からの支援および市場からも遮断されていた。

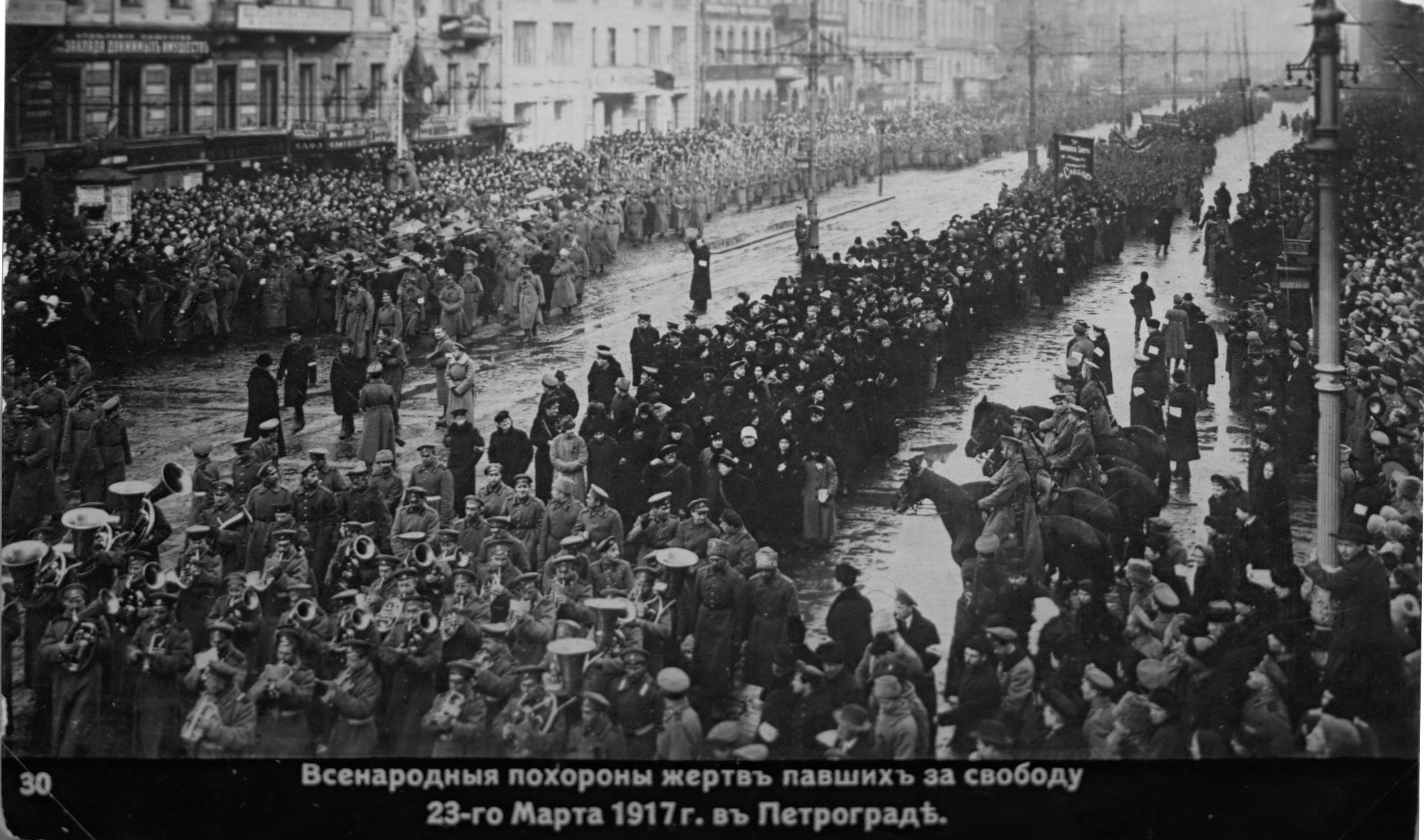
二月革命の発端となった女子労働者のデモ
1917年2月23日撮影

1915年中頃には戦争への意欲は失われていた。都市では食料と燃料が不足しており、インフレーションが激しくなり、各地で抗議デモやストが起こり、前線では兵士の脱走が頻発した。ニコライ2世は自ら最高総司令官として戦争の指揮をとっており、内政については皇后アレクサンドラが摂政の役割を果たしていたが、皇后そして皇帝からも心酔されていた宗教家のラスプーチンの存在が醜聞化して広められ、皇帝の権威をひどく損なった。ラスプーチンは1916年12月に貴族の一派によって暗殺されたが、失われた皇帝の権威を再生させることにはならなかった。
1917年2月23日、首都ペトログラード（1914年にサンクトペテルブルクから改名）で女子労働者のデモが発生し、それから1週間以内に市内のほとんどの労働者がストライキに入り、市内各所で衝突が起こった。労働者たちは集会を開いて体制に対する反抗を示し、そして兵士たちは公然と労働者側に与した。事態の急変を受けて国会はコノヴァロフそしてケレンスキーの努力によって国会臨時委員会を組織して権力掌握に動く。一方、ペトログラードの社会主義者たちは労働者および兵士を代表するソビエト（評議会）を結成し、国会臨時委員会との不安定な協調関係を構築して3月2日にリヴォフ公を首班とする臨時政府を樹立した。モギリョフの総司令部にいたニコライ2世は武力鎮圧を試みるが失敗する。3月2日、国会議長ロジャンコからの要請を受けたニコライ2世は退位と弟のミハイル大公への譲位を表明したが、3月4日にミハイル大公が皇帝即位を辞退したことにより、300年続いたロマノフ朝は終焉した。

### 後史：ソビエト連邦の成立（1917年 - 1922年）

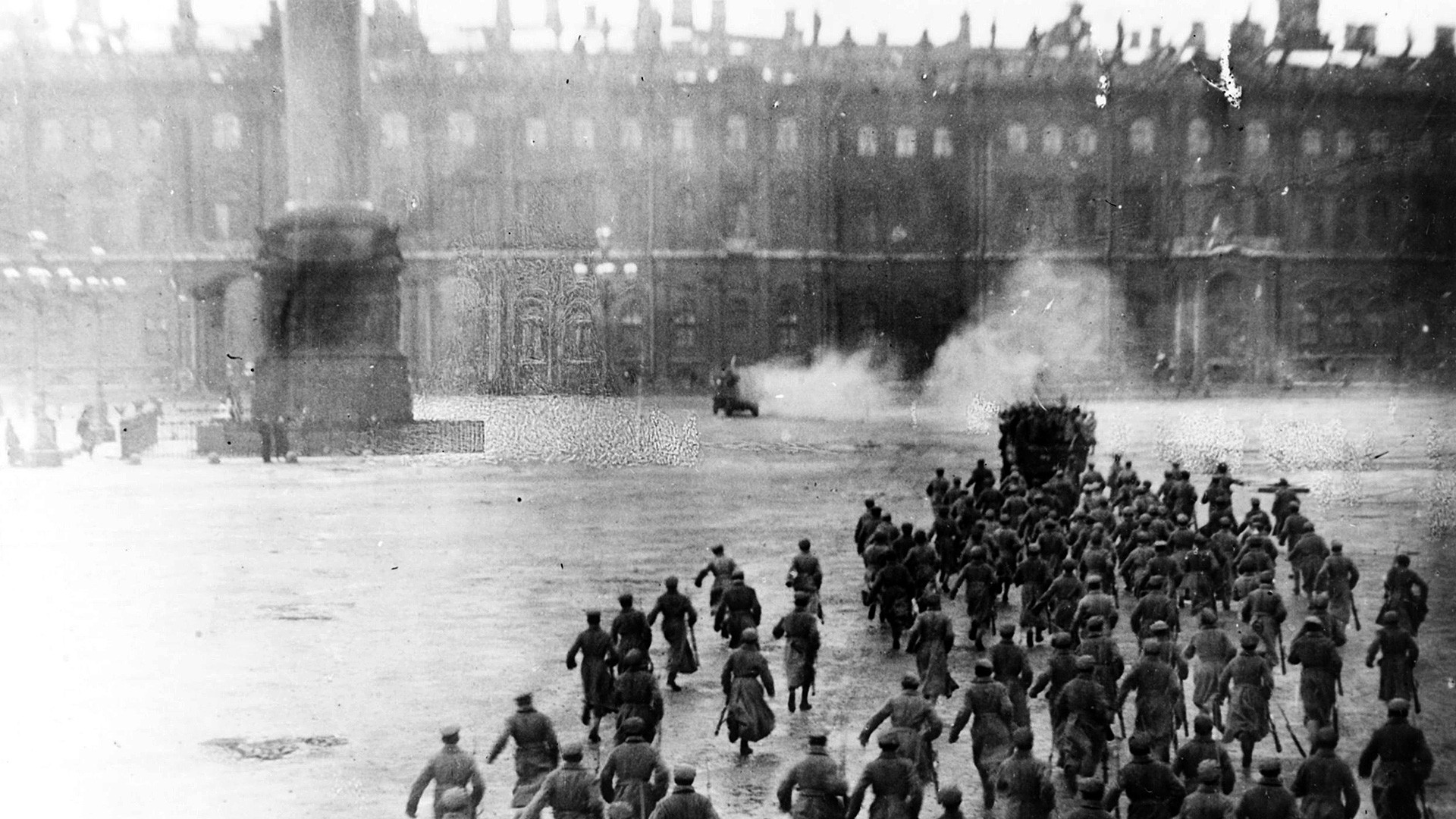
『冬宮への突入』1920年の再現

1917年3月2日に成立したリヴォフ公を首班とする臨時政府は官吏・将校が支持する国会臨時委員会と労働者・兵士が支持するペトログラード・ソビエト（メンシェヴィキ、社会革命党が主流）の二重権力状態になっていた。国内では厭戦気分が広まっていたが、自由主義者を中心とした臨時政府は戦争の継続を決め、「無賠償・無併合の講和」を求めるソビエトと対立する。亡命先から帰国したレーニンは臨時政府をいっさい支持せず、ソビエト権力の樹立を目指す「四月テーゼ」を表明した。臨時政府が戦争を有利に終わらせるべく始めた攻勢（ケレンスキー攻勢）は失敗し、兵士と労働者の不満が高まった。7月にリヴォフ公が辞任して、ケレンスキーが首相になるが最高司令官コルニーロフ将軍が反乱を起こした。ソビエトがこの反乱の鎮圧に成功したことで、ボリシェヴィキの勢力が強まる結果となった。
トロツキーが指揮するボリシェヴィキ派（赤衛隊）が武装蜂起を決行、10月25日にペトログラードを制圧してケレンスキーの臨時政府を打倒した。メンシェヴィキや右派社会革命党といったソビエト右派がボリシェヴィキの行動の承認を拒否したことにより、ボリシェヴィキと左派社会革命党によるソビエト政権が樹立された（十月革命）。11月に憲法制定会議選挙が行われたが、社会革命党が勝利し、ボリシェヴィキは第2党に留まった。1918年1月に憲法制定会議が開かれると選挙結果を拒否するレーニンは即日解散させ、ソビエト大会で社会主義ソビエト共和国の成立を宣言した。ロシアはソビエト政権とこれに反対する諸勢力との内戦に突入する。
即時講和を方針としていたソビエト政権はドイツとの和平交渉に入るが、ドイツ側は「無賠償・無併合」を認めずに難航した。国内の混乱で崩壊状態のロシア軍にはドイツ軍の攻勢を阻むことは難しく、1918年3月3日（新暦）にバルト地方・ベラルーシの一部・ウクライナといった広大な領土の喪失を引き換えとしたブレスト＝リトフスク条約が締結され、ロシアは第一次世界大戦から離脱した。左派社会革命党は講和に反対して連立から脱退し、ボリシェヴィキの単独政権となった。
反革命派（白衛軍）の攻勢が強まり、さらにチェコ軍団救出を口実にイギリス・フランス・アメリカそして日本の連合国が干渉軍を派遣し、ソビエト政権はしばしば危機に陥っている。この内戦の最中の1918年7月17日（新暦）、ウラル地方のエカテリンブルクに幽閉されていたニコライ2世一家と従者合わせて11人はボリシェヴィキによって殺害された（ロマノフ家の銃殺）。1918年11月にドイツが大戦に敗れると、ソビエト政権はブレスト＝リトフスク条約を破棄した。トロツキーの指導のもとで強化されたソビエト軍は、1919年中の戦闘で白衛軍の攻勢の撃退に成功した。1920年のポーランドとの戦争には敗れたものの赤軍は国内の平定を進め、11月にはクリミア半島に残っていたヴラーンゲリ将軍の白衛軍が壊滅しており、1921年3月のクロンシュタットの反乱が鎮圧されたことでソビエト政権の勝利が確定した。
1922年12月30日（新暦）、ロシアとザカフカース連邦共和国、ウクライナ共和国および白ロシア共和国の四つの社会主義共和国によるソビエト社会主義共和国連邦が成立した。

## 領域の拡大と統治
1906年に制定された国家基本法は第1条でロシア帝国を「単一不可分の帝国」であると明記している。加えて第26条では「ロシア皇帝位はポーランド王国ならびにフィンランド大公国と不可分である」とも述べている。
18世紀はじめの大北方戦争（1700年 - 1721年）の勝利によってカレリアの大部分、エストニア、リヴォニア、イングリアなどを獲得したロシア帝国は以降も領土の拡大を続けている。18世紀後半のエカチェリーナ2世の時代にロシア帝国は大きく領土を広げ、三次に渡るポーランド分割によって現在のリトアニア、ベラルーシ、ウクライナ西部に相当する地域を併合し、南部ではクリミア半島を版図に納めている。またウクライナのヘーチマン国家を消滅させて直接支配に置いた。
19世紀はじめのナポレオン戦争（1803年 - 1815年）中にロシアはフィンランドをスウェーデンから分離させて属国（フィンランド大公国）となし、オスマン帝国からベッサラビアを割譲させ、さらにペルシアとの抗争に勝利してザカフカース（南コーカサス）に進出している。ナポレオン没落後のウィーン体制下ではポーランド王国を属国に加えた。19世紀後半にポーランドの自治は失われて直接支配になり、東方では中央アジアを侵略して領土に加えている。
これら領土の拡大により、ロシア帝国は多数の民族を支配するようになり、「諸民族の牢獄」と呼ばれた。これを非難するレーニンのボリシェヴィキは民族自決権の承認を党綱領に加えている。
1917年の二月革命によって帝政が瓦解すると民族・地域単位での多数の国家が現れて独立や自治を要求したが、1922年のソビエト連邦成立以降に独立を保っていたのはフィンランド、バルト三国そしてポーランドのみであった。

### バルト地方

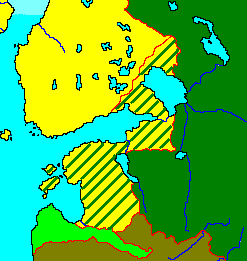
黄色が戦前のスウェーデン領、緑色がロシア領、黄色地に緑の斜線がニスタット条約でロシアに割譲された地域、黄緑は1795年にロシアに併合されたクールラント公国。

スウェーデンが支配していたリヴォニア（南部エストニアと北部ラトビア）とエストランド（北部エストニア）は大北方戦争（1700年 - 1721年）でのスウェーデンの敗北により、ロシアに併合された。1721年に締結されたニスタット条約により、バルト・ドイツ系貴族には相当程度の自治権が留保され、在地における教育、治安そして司法に関する特権とルーテル教会の地位保証が与えられた。ポーランド・リトアニア領内にあったクールラント・ゼムガレン公国は、1795年の第三次ポーランド分割の際にロシアに併合されている。この地方にはリヴリャンド県、エストランド県、クルリャンド県が置かれ、ラトビア人の居住地のうちラトレガはヴィテプスク県に組み込まれた。
ピョートル1世（在位1682年 - 1725年）は官僚制の整備拡充に際し、外国人専門家とともに沿バルト・ドイツ人貴族を重用しており、女帝アンナ（在位1730年 - 1740年）の治世ではドイツ系貴族が政府の重職を占めて「ドイツ人の支配」とまで言われるようになっている。女帝エリザヴェータ（在位1741年 - 1761年）の即位により「ドイツ人の支配」は終わったが、帝政期を通じてバルト・ドイツ人の登用は続き、19世紀前半のニコライ1世（在位1825年 - 1855年）の時代には高級官僚の3割から5割がドイツ系であった。

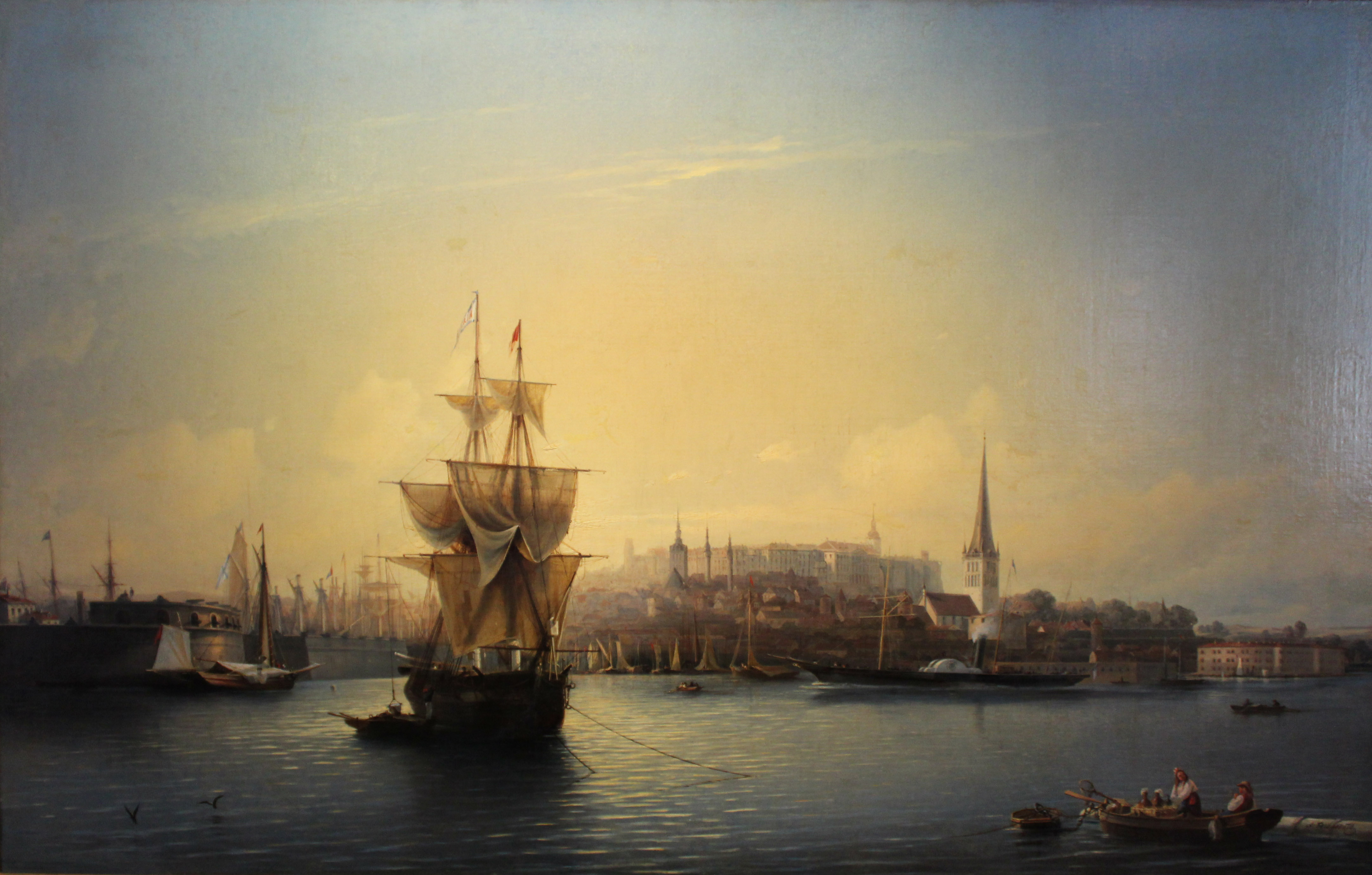
タリン港はバルト海における主要港のひとつとなった。
Алексей Боголюбов画。1853年。

一方、エストニア人とラトビア人の農民はバルト・ドイツ人貴族の農奴となり、その生活は悪化した。エカチェリーナ2世（在位1762年 - 1796年）はバルト地方の農民の権利を一部認めるように命じ、自由主義改革が志向されたアレクサンドル1世（在位1801年 - 1825年）初期の治世にはロシア本土に先立って農奴解放が実施されている。もっとも、この農奴解放は不十分なもので農民の生活は改善されず、ドイツ人領主による実質的な土地支配は帝政終焉まで続くことになる。19世紀後半ごろからエストニア人・ラトビア人の間から民族意識が芽生え始め、バルト・ドイツ人に対する反発という形で表出した。1840年代にはバルト・ドイツ人やスウェーデン人に押しつけられた側面もあるルター派信仰を捨てて、正教に改宗する運動が起こっている。リヴリャンド県ではバルト・ドイツ人はラトビア人の地方行政への参加を認めさせられている。
167年におよぶドイツ語行政そして教育が続いた後、1888年と1889年に発せられた法令により、治安および領地における司法権がバルト・ドイツ人貴族から中央政府の官吏に移管された。同じ時期にこの地方の行政機関、高等教育機関にもロシア化政策が推進され、ロシア語が教育言語と規定されて他の言語の使用が制限され、エストニアのタルトゥ大学は「ユリエフ大学」に改称されている。またプロテスタントに対する規制の強化と正教の押しつけも行われた。そして、これらロシア化政策に反発する民族主義運動や社会主義運動がエストニア人・ラトビア人の間で発達することになる。
1905年革命の際にはバルト地方でも大規模なストライキと暴動が発生しており、政府はロシア化政策の緩和を余儀なくされたが、革命が収まると民族主義者に矛先が向けられ弾圧が行われた。1914年に第一次世界大戦が勃発するとバルト地方は対ドイツ戦の前線となった。1917年の二月革命で帝政が瓦解するとエストニア・ラトビアの民族主義者たちは自治権拡大を要求する運動を展開させている。エストニア・ラトビアの民族主義者たちはロシア国家内での自治を目標としていたが、十月革命でボリシェヴィキが権力を掌握すると危機感を持ち、完全独立に方針転換した。ソビエト政権はこれを容認せず、赤軍が侵攻して独立戦争となった。ロシア革命に介入する連合軍そして休戦後も残留するドイツ軍を巻き込んだ複雑な様相の戦争となったが、1919年末までにエストニア・ラトビアのボリシェヴィキ派とこれを支援する赤軍は敗退した。1920年2月にエストニア、4月にはラトビアがソビエト政権と平和条約を締結し、両国の独立が達成された。

### フィンランド

フィンランド大公国の領域

ナポレオン戦争中に起ったフィンランド戦争（第二次ロシア・スウェーデン戦争：1808年 - 1809年）でのスウェーデンに対する勝利の結果、1809年9月5日（新暦9月17日）に締結されたフレドリクスハムン条約により、フィンランドは自治大公国としてロシア帝国に組み込まれた（フィンランド大公国）。ロシア皇帝がフィンランド大公を兼ね、彼が任命した総督と大公国評議会（セナーッティ：senaatti（芬語））を介する立憲君主として統治した。国家基本法第2条では「フィンランド大公国はロシア国家の分かちえない一部であり、その内政は特別法に基づく特別規則によって統治される」と規定されている。
ロシア帝国はフィンランドの従来からある基本法（憲法）、身分制議会をはじめとする統治機構そしてルター派教会の存続を保証し、ロシアとは別個の国家として扱った。司法部（最高裁判所）と経済部（内閣）からなる大公国評議会が設置され、形式的には皇帝の代理人である総督が議長となるが、実質的には大公国評議会が統治を司った。

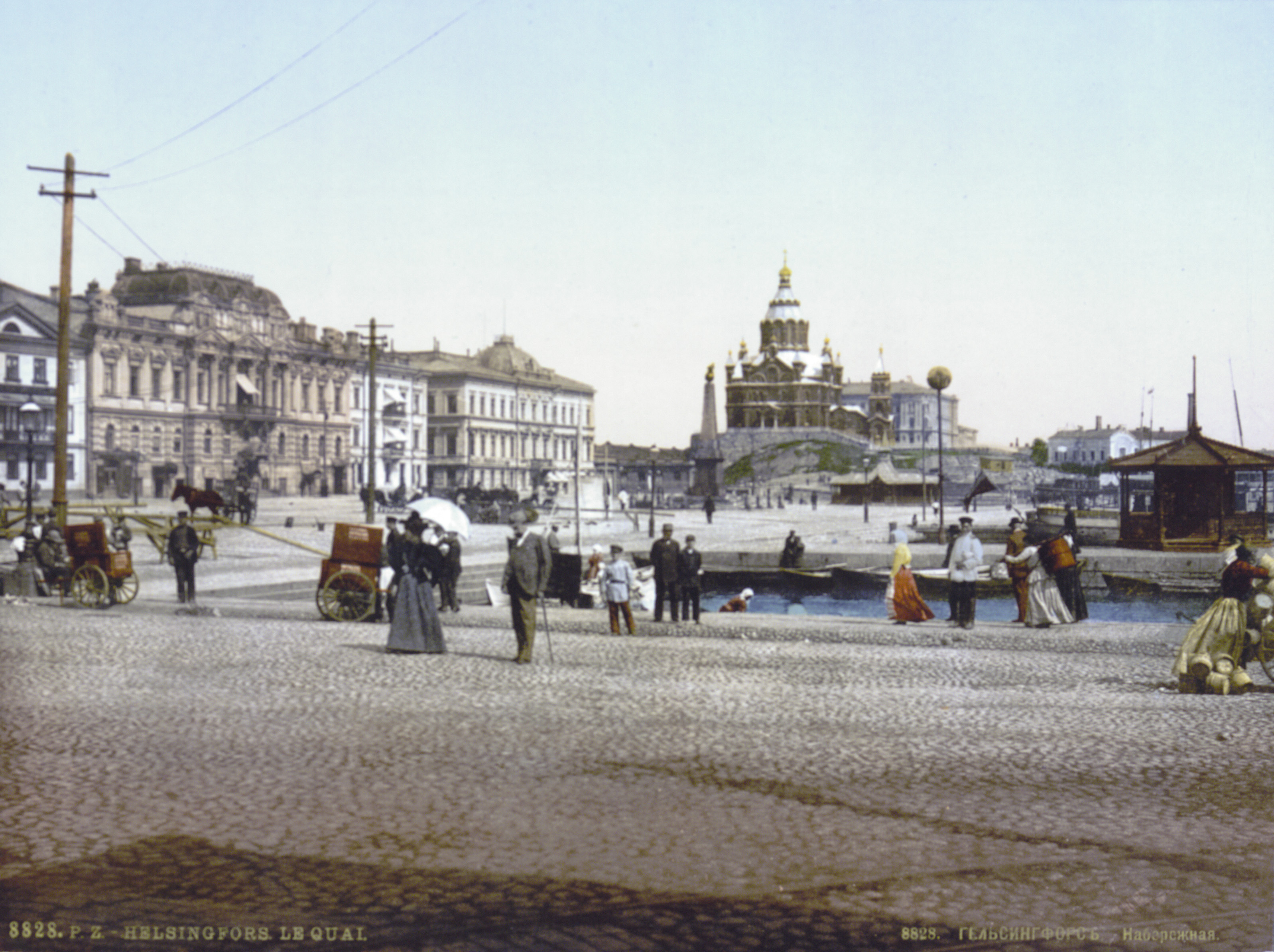
1890年から1900年頃のヘルシンキ

アレクサンドル2世（在位1855年 - 1881年）の大改革の際の1863年に身分制議会が約半世紀ぶり召集されて議会制度が機能しはじめ、この時期にフィンランド語の国語化、農民の地位向上、初等教育制度の確立といった諸改革が行われた。1860年代から1870年代に自由主義的な規制緩和立法の元でフィンランドの工業生産は急成長して、ロシア帝国内で最も進んだ地域となった。
フィンランドの「特別な地位」についてはロシア国内では異論があり、ニコライ2世（在位1894年 - 1917年）は1899年に「二月宣言」を発して自治権を制限するロシア化政策を推進するが、フィンランド人はこれに反対する抵抗運動を組織した。1905年革命の際にフィンランドでは「大ストライキ」が行われ、ニコライ2世は「二月宣言」の撤回を余儀なくされている。この結果、身分制議会に代わる一院制の国民議会が成立した。この議会は女性の参政権を認めるヨーロッパ2番目の議会であった。だが、ロシア国内で体制を立て直したロシア政府は1909年以降、再びロシア化政策を行って弾圧を強化した。
1917年の二月革命により帝政が倒れ、さらに十月革命でボリシェヴィキが権力を掌握するとフィンランドでは保守派を中心に独立論が高まり、11月23日（新暦12月6日）にフィンランド議会は独立を宣言した。

### ポーランド・リトアニア・ベラルーシ

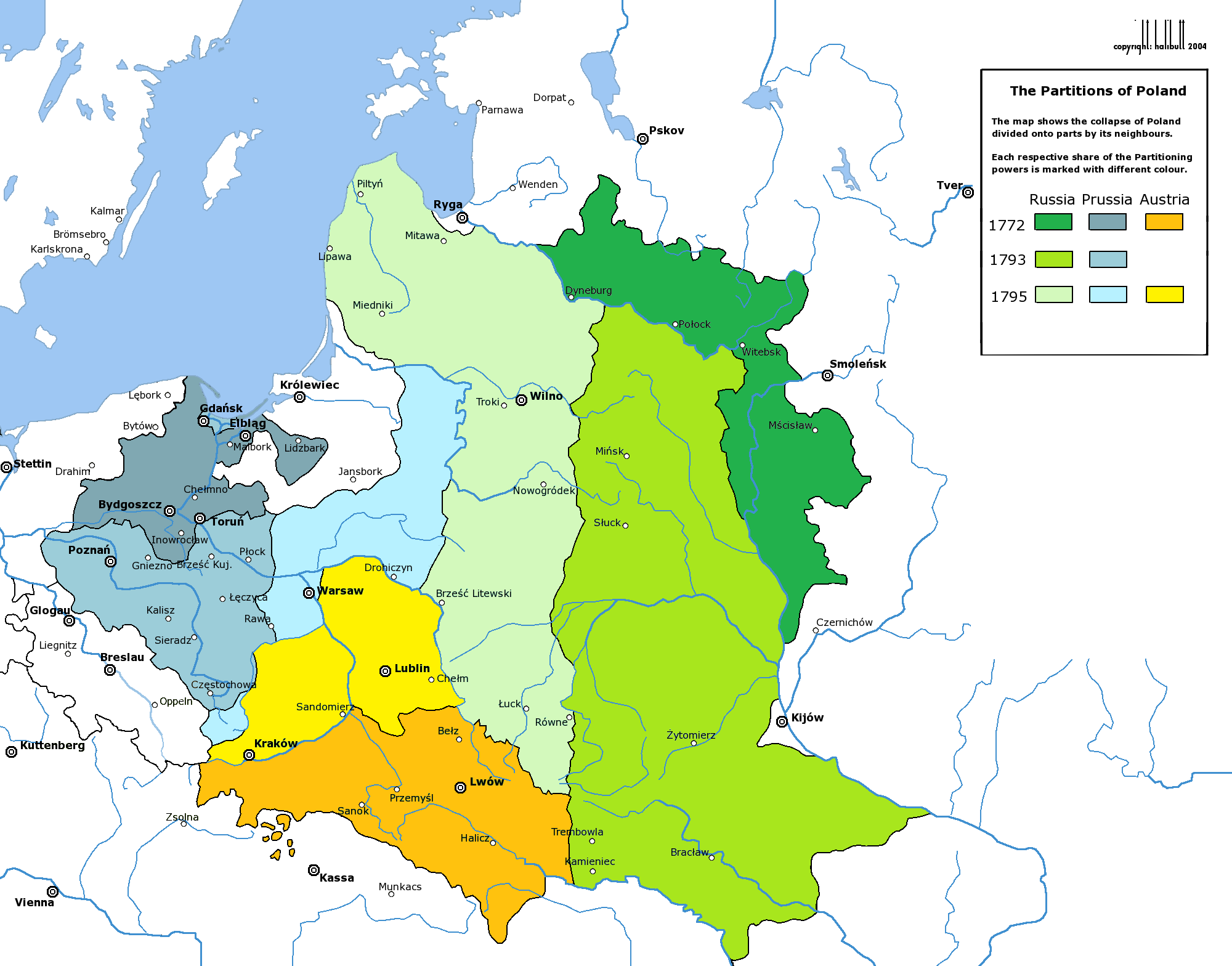
第一次ポーランド分割（1772年）
ロシア併合地
プロイセン併合地
オーストリア併合地第二次ポーランド分割（1793年）
ロシア併合地
プロイセン併合地第三次ポーランド分割（1795年）
ロシア併合地
プロイセン併合地
オーストリア併合地

1697年にポーランド・リトアニア国王に選出されたアウグスト2世はスウェーデンに奪われていたリヴォニアを奪回すべくデンマークそしてロシアと北方同盟を結んで大北方戦争（1700年 - 1721年）を開戦するが、ポーランド・リトアニア共和国はカール12世率いるスウェーデン軍に蹂躙されて国土は甚大な被害を蒙り、最終的に戦争には勝利したものの、何ら得るものがなく終わっただけでなく、国王とシュラフタ（貴族階級）との対立に乗ぜられてロシアの影響力が強まる結果となった。1733年にアウグスト2世が没するとマグナート（大貴族）の派閥対立が列強の干渉を招いてポーランド継承戦争（1733年-1735年）を引き起こした。その後もリベルム・ヴェト（自由拒否権）の濫用によってポーランド国会（セイム）は麻痺化していた。

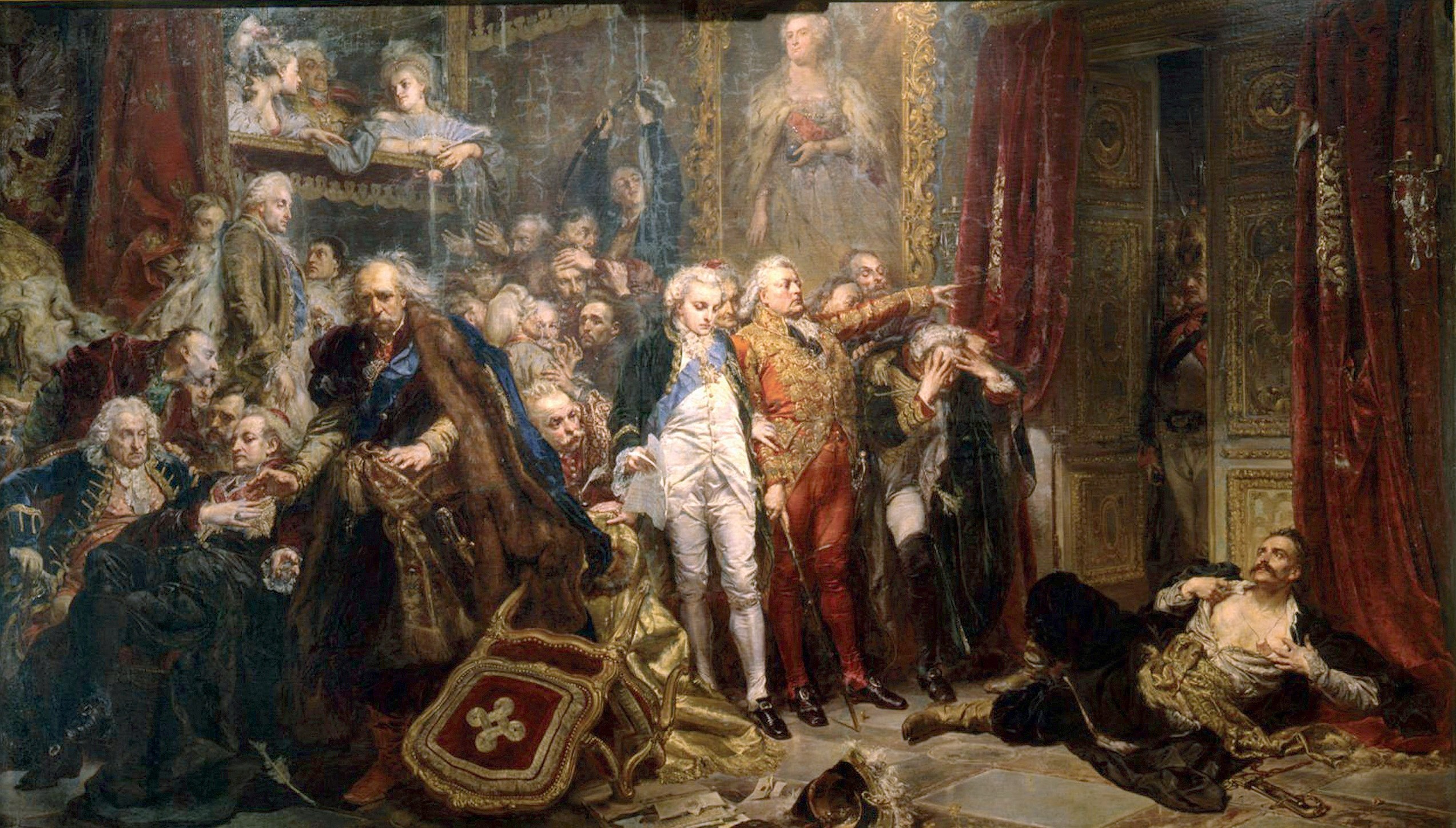
『レイタン - ポーランドの滅亡』（Rejtan – Upadek Polski）
ポーランド分割を決議する国会への議員の入場を阻もうとするレイタン。
ヤン・マテイコ画。1866年。

1763年に国王アウグスト3世が死去すると、エカチェリーナ2世（在位1762年 - 1796年）は国王選挙に干渉して元愛人のスタニスワフ・アウグストを選出させたが、ロシアの意に反して積極的な国政改革を試みたため、改革反対派を利用して屈服させた。ロシアの内政干渉に反対するバール連盟の蜂起が起こると軍事介入を行い、1772年にプロイセン、オーストリアそしてロシアによる第一次分割が実施され、ロシアは現在のベラルーシ東部にあたる西ドヴィナ川北東地とドニエプル川上流を併合、ロシアによる保護国体制が成立する。
スタニスワフ・アウグストはなおも国政改革継続を志していたが、ロシアがオスマン帝国そしてスウェーデンとの戦争に忙殺されるようになるとプロイセンと結んだ反国王派が支配する国会が権力を掌握した（四年国会）。1791年、国会の改革派と国王の協力が成立して近代的な成文憲法である5月3日憲法を制定するが、ロシアは改革によって既得権益を失う保守派にタルゴヴィツァ連盟を結成させて軍事介入を行い、改革を粉砕した。1793年にロシアとプロイセンによる第二次分割が実施され、北ドヴィナ川からドニエストル川の間の広大な地域（ベラルーシ中部と右岸ウクラナイ）がロシアに併合された。翌1794年に発生したコシチュシュコ将軍が指導する武装蜂起が鎮圧されると列強国は第三次分割を行い、独立したポーランド国家は消滅した。
18世紀のポーランド分割でロシア帝国が獲得した領土は現在のリトアニアの全土、ラトビア南部（クールラント）、ベラルーシ全土そしてウクライナの西部（右岸ウクライナ）にあたる。

#### ポーランド
この時期にはフランス革命が勃発しており、亡命者たちはフランス軍に参加してポーランド軍団を編成し、ナポレオンの指揮下に入った。第四次対仏大同盟戦争（1806年-1807年）でロシア・プロイセン連合軍に勝利したナポレオンは1807年にアレクサンドル1世（在位1801年 - 1825年）とティルジットの和約を締結、プロイセン領ポーランドの土地にワルシャワ公国を建国させた。ワルシャワ公国はフランス帝国の衛星国ではあるが、独自の軍隊を持ち、ナポレオン法典を範とした近代的憲法を制定していた。ナポレオン軍の元帥として活躍したユゼフ・ポニャトフスキがこの時代の国民的英雄として知られる。

ポーランド立憲王国の領域

ナポレオンの敗北により、列強国によるウィーン体制が構築されると、1815年にポズナンを除いたワルシャワ公国の領土にポーランド王国（便宜上、ポーランド会議王国またはポーランド立憲王国と呼ばれる）が建国された。ポーランド立憲王国はロシア皇帝を国王に戴く従属国ではあるが、自由主義的な憲法を持ち、ポーランド語での行政が行われ、独自の軍隊も有していた。皇弟コンスタンチン大公が事実上の総督となって軍権を握り、王国内政を監督した。
アレクサンドル1世はポーランド人に対して融和的な政策をとったが、即位早々にデカブリストの乱に遭い、自由主義者運動を弾圧したニコライ1世（在位1825年 - 1855年）はポーランドに対しても反動政策で臨んだ。ニコライ1世が憲法の破棄と王国軍の廃止を強行しようとするとポーランド愛国派は1830年11月に武装蜂起を起こした（十一月蜂起）。ポーランド国会はニコライ1世の廃位を宣言する。ロシア軍は大軍を送り込んで蜂起を鎮圧し、憲法、王国軍そして国会が廃止された。皇帝が任命する総督府が置かれ、ロシア人官吏が送り込まれ、通貨、法律そして教育面でのロシア化が推進された。
クリミア戦争（1853年 - 1856年）でロシアが敗れ、アレクサンドル2世（在位1855年 - 1881年）の諸改革が行われるようになるとポーランドでも融和的な改革が行われて規制が緩和されたが、再び革命の機運が高まり、各地でデモが頻発した。1861年2月と4月にはワルシャワで死傷者が出る衝突が起きている。不穏な情勢下でポーランド人は急進派の赤党そして穏健派の白党の地下組織をつくり、1863年1月に蜂起した（一月蜂起）。この蜂起は国際的な反響を呼び、蜂起軍はロシア軍に対してパルチザン戦で挑んだが、1864年4月には鎮圧された。ロシアは反乱に参加したシュラフタの領地を没収し、蜂起軍と農民とを分断するためにロシア本土よりも条件の良い無償土地分与の農奴解放をポーランドで実施している。
残されていたポーランドの自治機関は廃止されてポーランド王国は形骸化した。1867年にはこの地域の名称自体がヴィスワランドに改められ、県（グベールニヤ）単位に再編された。行政と司法でのロシア語の使用が強制され、ポーランド人に対するロシア化が推進されて学校教育でもロシア語の使用が義務付けられている。大改革で創設されたゼムストヴォ（地方自治機関）はポーランド各県には設置されなかった。

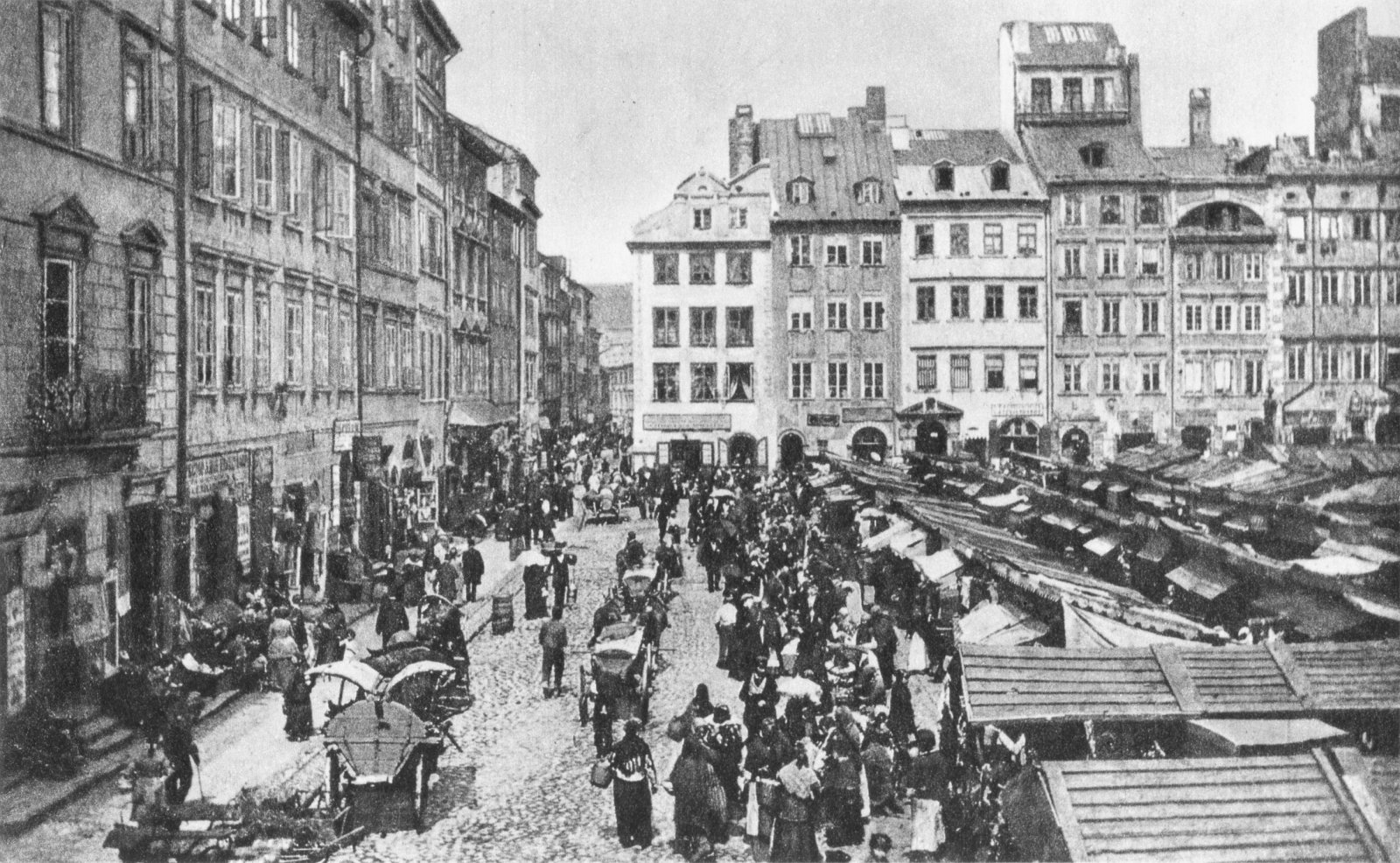
1880年代のワルシャワ市街

ロシアの直接統治時代のポーランド経済は農業面では農奴解放によって小規模農家が多くなったことにより生産性が伸びず、農民の生活は苦しかったが、工業面では著しい発達を見せ、鉄道網が張り巡らされポーランドは帝国内の先進地域となった。
1905年革命ではポーランドでもゼネストが行われて混乱が広まったが、武闘路線のピウスツキのポーランド社会党と保守層からなるドモフスキの国民民主党との対立が表面化して足並みが揃わなかった。十月勅書によって諸規制の緩和とポーランド語の公的使用が認められ、新たに発足したロシアのドゥーマ（国会）には55人のポーランド議員団が送り込まれた。
第一次世界大戦が勃発するとロシア領ポーランドはドイツ軍に占領された。1916年10月23日（新暦11月5日）、ドイツ皇帝とオーストリア皇帝はポーランド人を懐柔する目的でポーランド王国創設を約束する勅令を発し、これに対してニコライ2世（在位1894年 - 1917年）も1916年12月19日（新暦1917年1月1日）に再統一されたポーランドの実現を約束する宣言を行うが、それから間もない1917年の二月革命で帝政は崩壊した。
ロシアの臨時政府はポーランドの再建に同意する宣言を行い、ポーランド独立にはアメリカ、フランスも関心を示した。ドイツは占領区域に傀儡国家ポーランド王国を建国させ、内政自治を行う摂政会議が設けられた。1918年春のブレスト＝リトフスク条約でドイツは東部戦線における勝利を確定した。ポーランドはドイツの属国になりかけるが、西部戦線での攻勢に挫折したことでドイツ軍は力尽き、敗戦が確定的となった。反露闘争で知られる存在になっていたピウスツキがワルシャワに帰還すると摂政会議は彼に権限を委譲した。10月29日（新暦11月11日）にピウスツキを国家主席とする体制でポーランド国家が回復された（ポーランド第二共和国）。
ピウスツキはかつてのポーランド・リトアニア共和国の領域を勢力圏とする多民族連邦国家（ヤギェウォ理念）を提唱しており、東ガリツィアの西ウクライナ人民共和国とリトアニア、ベラルーシの一部を占領して赤軍と戦争に入った（ポーランド・ソビエト戦争）。戦争はポーランドの勝利に終わり、1921年のリガ平和条約でベラルーシ西部と東ガリッィアがポーランド領となった。

#### リトアニア

ロシア帝国統治下のリトアニア。
コヴノ県
ヴィリナ県
スヴァルキヤ県
現代のリトアニアの国境

現在のリトアニアに相当する地域は1795年の第三次ポーランド分割でロシア領となり、コヴノ県とヴィリナ県、スヴァルキヤ県が置かれた。1569年のポーランドとの合同（ルブリン合同）以来、リトアニア貴族や聖職者のポーランド化が進んでおり、彼らはポーランド人としての意識が強く、リトアニア語を話すのは農民だけの状態だった。このポーランドへの帰属感がリトアニアの民族意識の形成を遅らせることになる。
1830年のポーランドの十一月蜂起にはリトアニア貴族へも波及しており、このため反乱が鎮圧されると多数の貴族が財産没収のうえで流刑となり、ロシア語と正教を強制するロシア化が行われ、1579年に創立されたヴィリニュス大学も閉鎖された。1864年の一月蜂起もリトアニアに波及して、この地でもロシア軍に対するパルチザン戦が展開されたが、ロシアによるさらに厳しい弾圧とロシア化を招く結果となった。ラテン文字が禁止されてキリル文字の使用が強制され、リトアニア語の出版物の発行は禁止された。だが、この禁止措置が逆にリトアニア語を民族のアイデンティティとして意識させる結果となる。
リトアニアではロシア本土と同じく1861年に農奴解放が行われた。土地を手放す地主が多く、農民たちは土地を手に入れたが、このために都市労働者の供給が滞ることとなり、リトアニア経済は農業林業が中心となり、工業が後れをとる結果となった。弾圧の厳しいリトアニアからは住民の3分の1が北米をはじめとした国外に移住している。
第一次世界大戦ではリトアニアはドイツ軍に占領されている。リトアニアの民族主義者たちはドイツの承認を受けてリトアニア評議会（タリーバ）を組織し、1918年2月に独立が宣言され、ヴュルテンベルク家のミンダウガス2世を戴くリトアニア王国を建国することになるが、ドイツの敗戦が確実になると共和制に移行した。1919年に赤軍の支援を受けたボリシェヴィキ派がヴィリニュスを占領してソビエト権力が樹立された。評議会派とボリシェヴィキ派との内戦の結果、評議会が勝利して1920年7月にロシア・ソビエト政権との平和条約が締結されて正式に独立が成立した。リトアニア人が首都と主張するヴィリニュス周辺地域はポーランドとの係争地となり、戦間期を通じてポーランドによるこの地域の実効支配が続き、リトアニアとポーランドは敵対関係となった。

#### ベラルーシ
現在のベラルーシに相当する地域はリトアニア大公国の領域に属しており、18世紀末のポーランド分割でロシア領に編入された。この地域の住民は東スラヴ系の白ロシア人（ベラルーシ人）で併合時には75％が合同派教会（東方典礼カトリック教会）に属していた。ロシア併合後、ヴィリニュス大学を拠点にベラルーシ・シュラフタ（貴族）のポーランド化がいっそう進むという現象が起こっている。1830年の十一月蜂起にベラルーシのシュラフタが多数参加した結果、ロシア政府はこの地域のロシア化を推進して合同派教会をロシア正教会に併合させるが、この時期からベラルーシ人に民族理念が芽生え始める結果となった。
19世紀末の段階でベラルーシ人の92％が農民であり、都市人口は5割以上がユダヤ人でベラルーシ人は僅かだった。ベラルーシ人が独自の民族であるとする主張はこの時期に知識人の間から現れたものの、都市人口の少なさが文化・情報媒体による民族理念の大衆への広がりを妨げていた。
第一次世界大戦（1914年 - 1918年）ではベラルーシ西部がドイツ軍に占領された。1917年の二月革命で帝政が倒れ、十月革命でソビエト政権が成立する混乱の中でベラルーシ全土がドイツに占領された。ベラルーシの民族主義者たちは1918年8月にベラルーシ人民共和国の成立を宣言するが、ドイツ軍の承認は得られなかった。ドイツの敗戦後に進駐した赤軍によってベラルーシ全土が制圧され、1919年1月に白ロシア・ソビエト社会主義共和国が建国された。ポーランド・ソビエト戦争（1920年 - 1921年）の結果、締結されたリガ条約でベラルーシ西部がポーランドに併合されている。

### ウクライナ

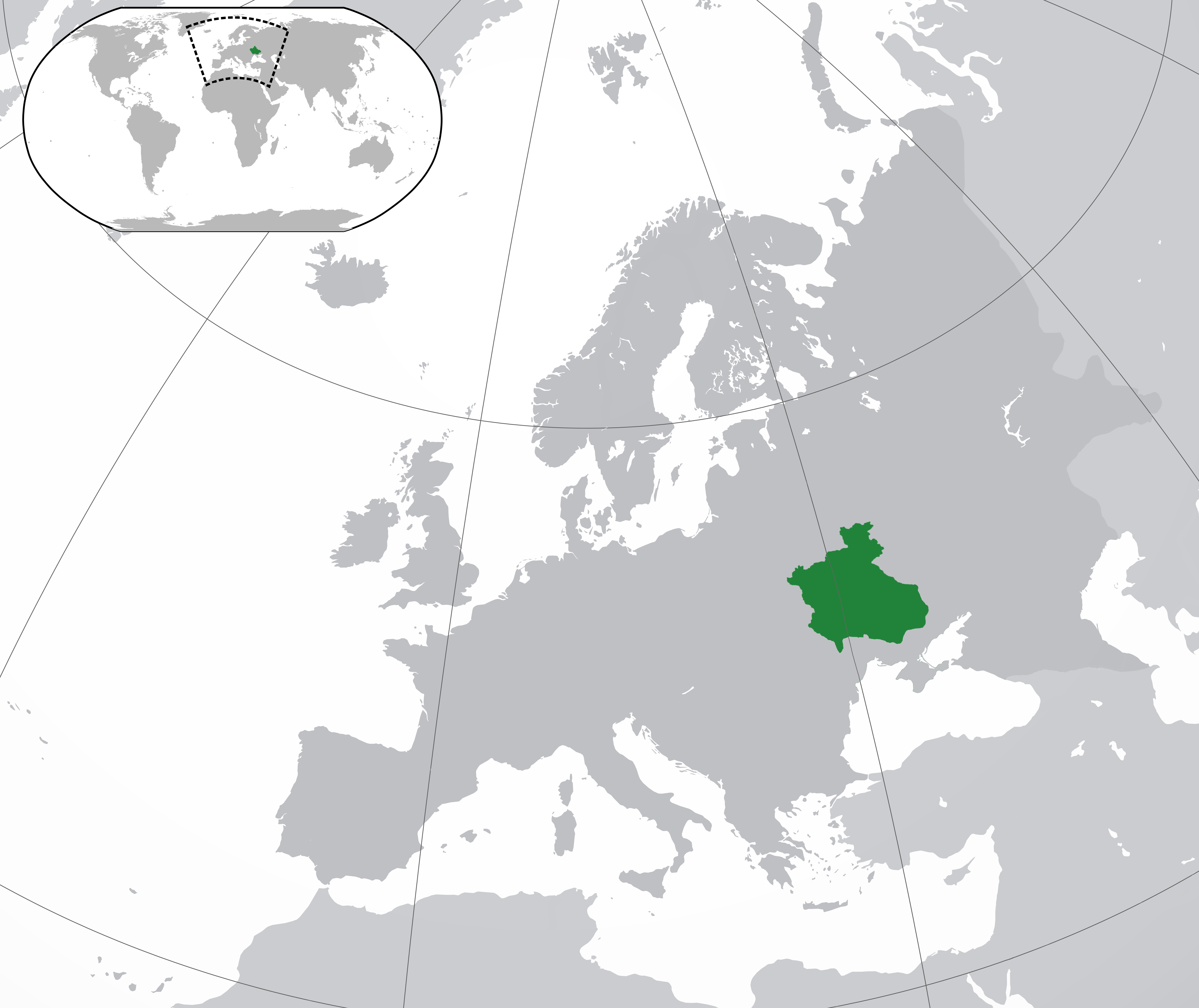
ヘーチマン国家の領土

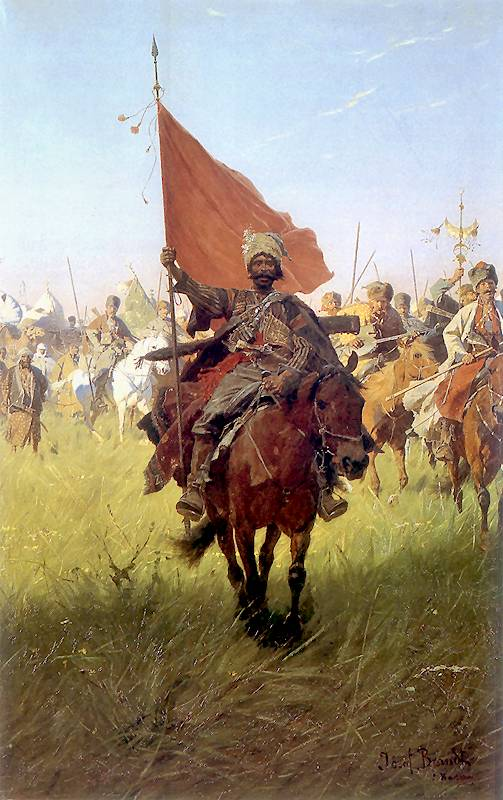
ザポロージエ・カザーク
ユゼフ・ブラント画　19世紀

15世紀から16世紀にかけて、ドニエプル川中・下流域にウクライナ人の逃亡農民からなる軍事共同体（カザーク、英語読みではコサック）が形成された（ザポロージエ・カザーク）。16世紀後半にザポロージエ・カザークはポーランド・リトアニア共和国の統制下に入った（登録コサック）。待遇の不満やカトリックによる正教への攻撃に対する反発から、カザークはたびたび反乱を起こしていたが、1648年にカザークの指導者ボフダン・フメリニツキーが大規模な反乱を起こした（フメリニツキーの乱）。ドニプロ・ウクライナにヘーチマン国家を成立させたフメリニツキーはツァーリ・アレクセイに援助を求め、1654年にペレヤスラフ条約が結ばれ、ロシアはポーランドとの戦争に入る。1667年に両国間で講和が結ばれ、ポーランドは右岸ウクライナ、ロシアは左岸ウクライナを領有することが取り決められた。
左岸ウクライナのヘーチマン国家はロシアの自治国となったが、カザークによる自治は次第に制限されるようになった。大北方戦争（1700年 - 1721年）においてスウェーデン王カール12世がロシア遠征を開始すると、ヘーチマン（棟梁）イヴァン・マゼーパは1708年にロシアから離反して、スウェーデンと同盟を結んだ。ピョートル1世（在位1682年 - 1725年）は直ちにこれに対応してヘーチマン国家の首都バトゥールィンを占領し、ザポロージエ・カザークの本営を破壊させた。カール12世とマゼーパは1709年のポルタヴァの戦いでピョートル1世に大敗を喫し、マゼーパはオスマン帝国領内で客死している。
マゼーパの離反後、ヘーチマン国家の自治に対する制約はさらに厳しくなった。ピョートル1世は小ロシア参議会を設けてウクライナの自治を破棄した。エカチェリーナ2世（在位1762年 - 1796年）の時代にヘーチマン制、独自の地方行政制度（連隊制）が順次廃止されてヘーチマン国家は消滅し、小ロシアと呼ばれる直轄支配地域となった。1795年の第二次ポーランド分割で右岸ウクライナがロシア領に編入されている。
19世紀に入ると「ウクライナのルネサンス」と呼ばれるウクライナ語による文化運動が起き、民族意識の覚醒が見られるようになった（ハリコフ・ロマン主義）。19世紀中頃に活躍したシェフチェンコがウクライナを代表する詩人として知られるが、彼は農奴制の廃止やスラヴ民族の平等を唱えるウクライナ初の政治的秘密結社キリル・メソジウス団に参加した容疑で1846年に逮捕され、シベリア流刑に処されている。この事件によって沈黙を強いられたウクライナの文化運動は1850年代末から1860年代にかけて再び活発化するものの、分離主義運動の温床になると判断したロシア政府による弾圧を受けるようになり、1863年にはヴァルーエフ指令が出されて純文学を除いたウクライナ語出版物の刊行不許可が通達された。この通達を出したヴァルーエフ内相は「小ロシア語（ウクライナ語）とされるものはポーランド語の影響を受けた（腐敗した）ロシア語の方言に過ぎず、その存在自体が疑わしい」と述べている。1876年にはこれを強化したエムス法が施行され、ウクライナ語によるあらゆる出版物の刊行・輸入、舞台・音楽・講演の公開、そして初等教育を禁止する措置が取られた。

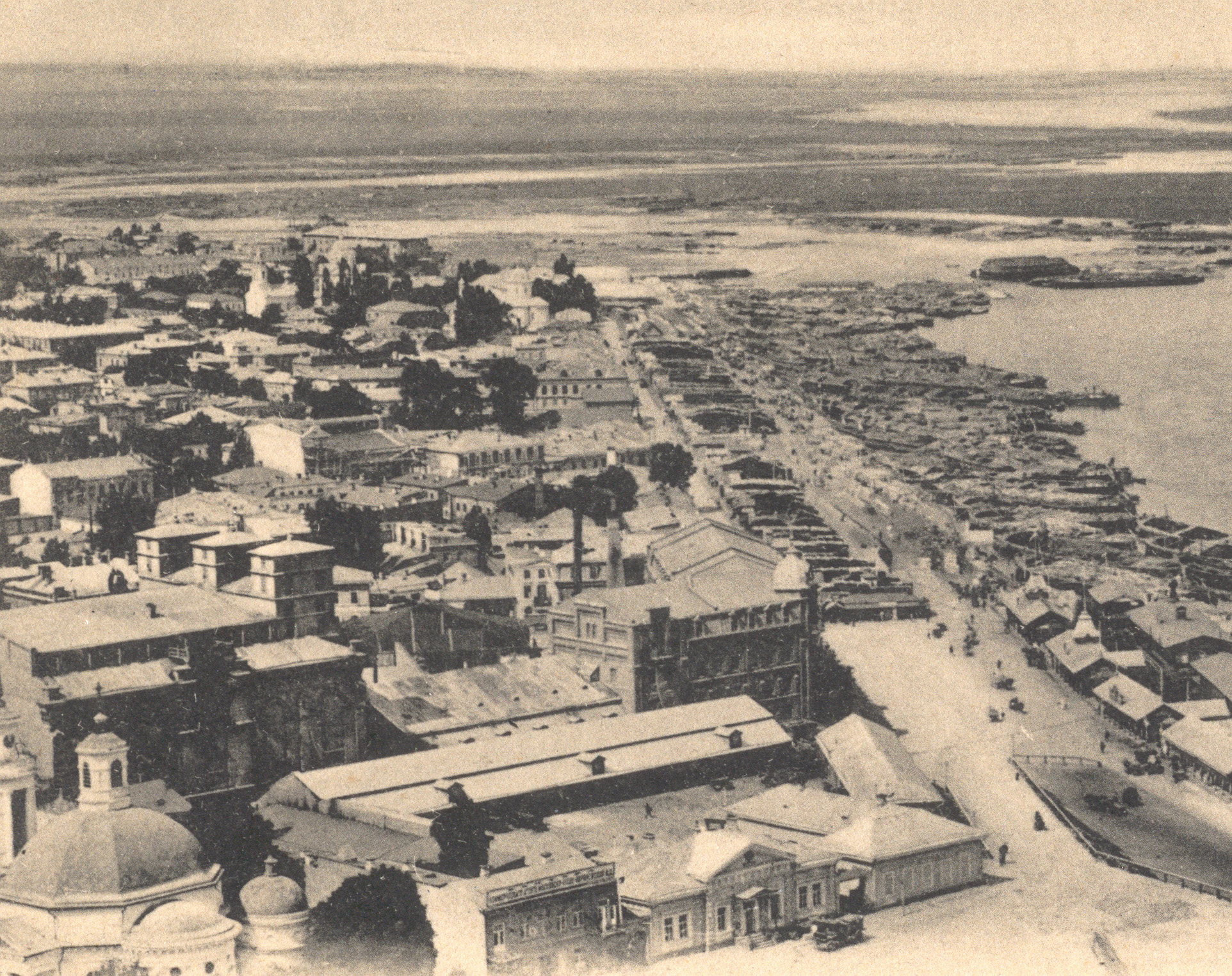
1900年頃のキエフ。

ロシア帝国領内での弾圧が厳しくなるとウクライナ人作家たちは比較的自由なオーストリア帝国領のガリツィアに活動の場を移した。「ウクライナのピエモンテ」と呼ばれたこの地が民族運動の政治的そして文化的中心地となった。1890年には社会主義政党であるルテニア＝ウクライナ・ラディカル党（ウクライナ急進党）が結成されている。
20世紀に入るとウクライナでは革命運動が活発化した。1905年革命の際にはハリコフ、キエフなど主要都市でストライキが起きて労働者ラーダが結成され、農民暴動が広まった。革命運動は海軍にも波及しており、黒海艦隊の戦艦ポチョムキンで反乱が起こっている。1907年に発足したドゥーマ（国会）ではウクライナ人議員団がウクライナ語の自由化を要求したが、実現しなかった。
1917年の二月革命が起こると、中央ラーダがキエフで組織され、帝政期の政策を覆すウクライナ化を実施しようとしてロシア臨時政府と対立した。十月革命でボリシェヴィキが権力を掌握すると中央ラーダはウクライナ人民共和国の成立を宣言する。ボリシェヴィキ派がハリコフでウクライナ・ソビエト政府を樹立、赤軍の支援を受けてキエフを占領するが、中央ラーダはドイツ、オーストリアら中央同盟諸国と単独講和を結び、独墺軍とともにキエフを奪回してボリシェヴィキ派を駆逐した。ソビエト政権はブレスト＝リトフスク条約によってウクライナの独立を承認させられたものの、ドイツ軍と中央ラーダ政府との協力は長続きせず、クーデターによって親独派政権（ウクライナ国）に代えられている。
大戦に敗れたドイツ軍は1918年11月に撤退するが、その後のウクライナでは民族派（ペトリューラ派）、ボリシェヴィキ派、白衛軍そして農民軍（ウクライナ革命反乱軍）の間で内戦が繰り広げられた。キエフ、ハリコフ、オリョールを占領したデニーキン将軍の白衛軍（南ロシア軍）はモスクワを脅かす勢力となるが、赤軍と農民軍に敗れた。民族派はポーランドと結んで1920年5月にキエフを占領するが、赤軍に敗れ、ポーランドとソビエト政権との講和（リガ条約）が成立したことで勢力を失っている。クリミア半島に残っていたヴラーンゲリ将軍の白衛軍（ロシア軍）はイギリスの支援を頼りに抵抗を続けていたが、11月にクリミアを脱出し赤軍の南ロシアにおける勝利が確定した。協力関係にあったネストル・マフノの農民軍と赤軍は決裂し、農民軍はこの年の冬までに平定されている。1922年にウクライナ社会主義ソビエト共和国がソビエト連邦に編入された。

### クリミア・ベッサラビア・カフカース

18世紀後半の黒海北岸部。
ロシア帝国
オスマン帝国
キュチュク・カイナルジ条約（1774年）でのロシア併合地。
独立時のクリミア・ハン国の領土。（1783年併合）

ロシアとオスマン帝国の勢力圏は南方で接しており、帝政期を通じて戦争を繰り返している。17世紀まではオスマン帝国の国力がロシアを圧倒していたが、18世紀後半のエカチェリーナ2世（在位1762年 - 1796年）の時代にロシアが優勢になり、黒海沿岸、バルカン半島そしてカフカースのオスマン帝国やペルシアの領域を蚕食しつつ南下するようになる。
16世紀半ば、イヴァン4世がアストラハン・ハン国を征服したことにより、ロシアはヴォルガ水系を支配して、カスピ海北岸に進出する。イスラム教国がキリスト教国に併合されたことはオスマン帝国にとって衝撃的な事件であり、失敗に終わったもののオスマン帝国によるアストラハン・ハン奪回の試みもなされている。
クリミア半島にはオスマン帝国宗主権下のクリミア・ハン国が存在しており、ロシアとの緩衝国の役割を果たしていた。ピョートル1世（在位1682年 - 1725年）はクリミア・ハン国領のアゾフ要塞奪取を図り、最初の攻撃はオスマン軍に阻まれたが、本格的な海軍を建設した1696年の再攻撃でこれを陥落させた。だが、大北方戦争（1700年 - 1721年）中に発生したプルト川の戦い（1711年）でピョートル1世はオスマン軍に敗北してしまい、アゾフの返還を余儀なくされている。
1721年に大北方戦争に勝利したピョートル1世は当時内乱状態にあって弱体化していたペルシア領のカフカース東南部へ遠征を行い、バクーを占領した。しかしながら、遠隔地の支配は当時のロシアにとっては困難であり、ピョートル1世の死後の1735年にペルシアに返還している。

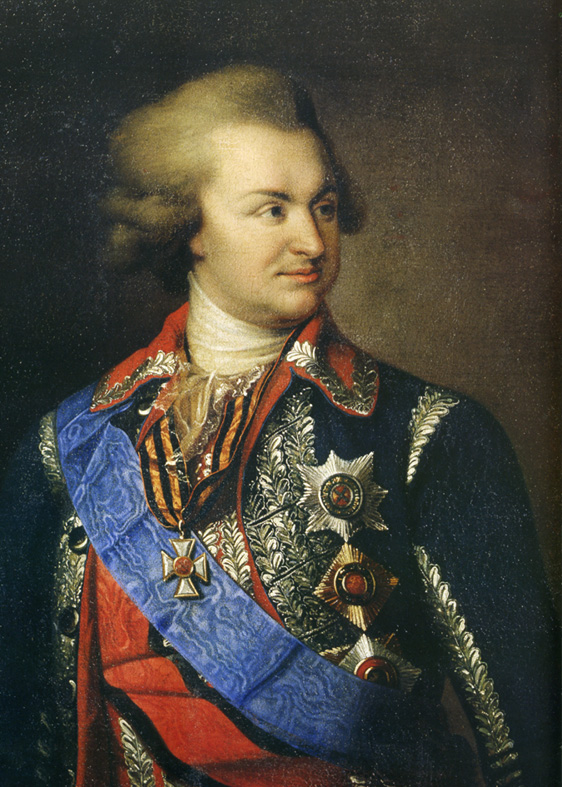
グリゴリー・ポチョムキン。
作者不明。1847年。

エカチェリーナ2世の時代にロシアは再び南下を始め、第一次露土戦争（1768年-1774年）に勝利したロシアは1774年のキュチュク・カイナルジ条約でクリミア・ハン国をオスマン帝国から独立させて保護国となし、1783年に併合した。この結果、ムスリム（イスラム教徒）である多数のクリミア・タタール人がロシアの臣民となった。また、北カフカースのステップ地帯がロシアの統治下に入ることになった。
エカチェリーナ2世の寵臣であるポチョムキンがクリミア半島の経営にあたり、ロシア人の入植と開拓が進められ、黒海におけるロシア海軍の根拠地となるセヴァストポリが建設された。1786年にエカチェリーナ2世はクリミアを行幸し、ポチョムキンは各地で女帝を盛大に歓待した。ポチョムキンが演出した歓迎する群衆や見せかけだけの立派な建物は「ポチョムキン村」と揶揄されることになる。
オスマン帝国はクリミア奪回を目指して再度開戦した（第二次露土戦争：1787年 – 1792年）。この戦争ではロシア軍は苦戦を余儀なくされたが、1791年にヤシ条約が締結され、ロシアは南ブーク川からドニエストル川の間の黒海沿岸地域を獲得した。ロシアはこの地にオデッサを建設した。
ナポレオン戦争中に起った第三次露土戦争（1806年 – 1812年）の結果、締結されたブカレスト条約により、モルダヴィア東部とオスマン領ベッサラビアがロシアに併合された。ロシアはこの地域全体をベッサラビアと呼び、住民はラテン文字に替えてキリル文字を用いるようになった。後に、この地域の多数派住民が（ルーマニア語とは異なる）モルドバ語を使用する独自のモルドバ人なのか、それともルーマニア人の1グループであるのかを巡って歴史的な論争が生じることになる。（モルドバの言語・民族性問題）

ロシア領ベッサラビア地方の領土変遷
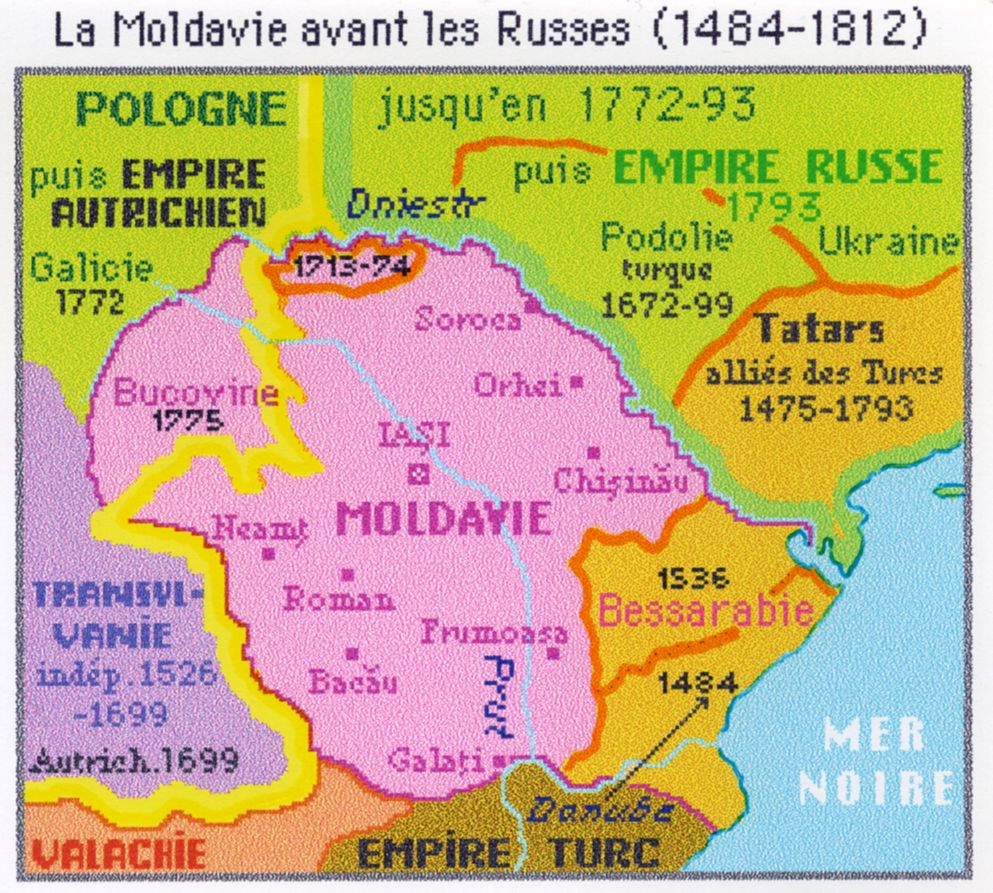
1812年以前。ドニエストル川の東側がロシア帝国、西側にオスマン帝国の属国モルダヴィア公国が存在し、南部はオスマン領ベッサラビア（ブジャク地域に相当）だった。
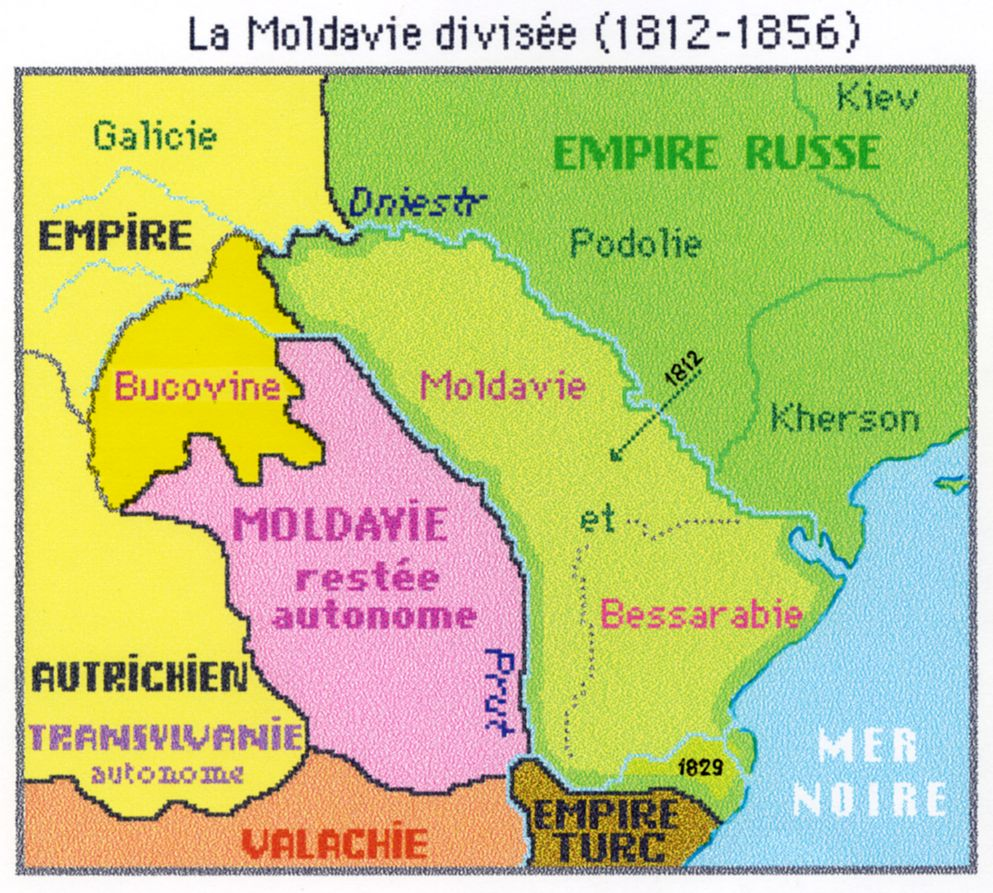
1812年のブカレスト条約により、プルト川以東のモルダヴィア公国領とオスマン領がロシアに併合された。さらに1829年のアドリアノープル条約でドナウ河口がロシア領となった。
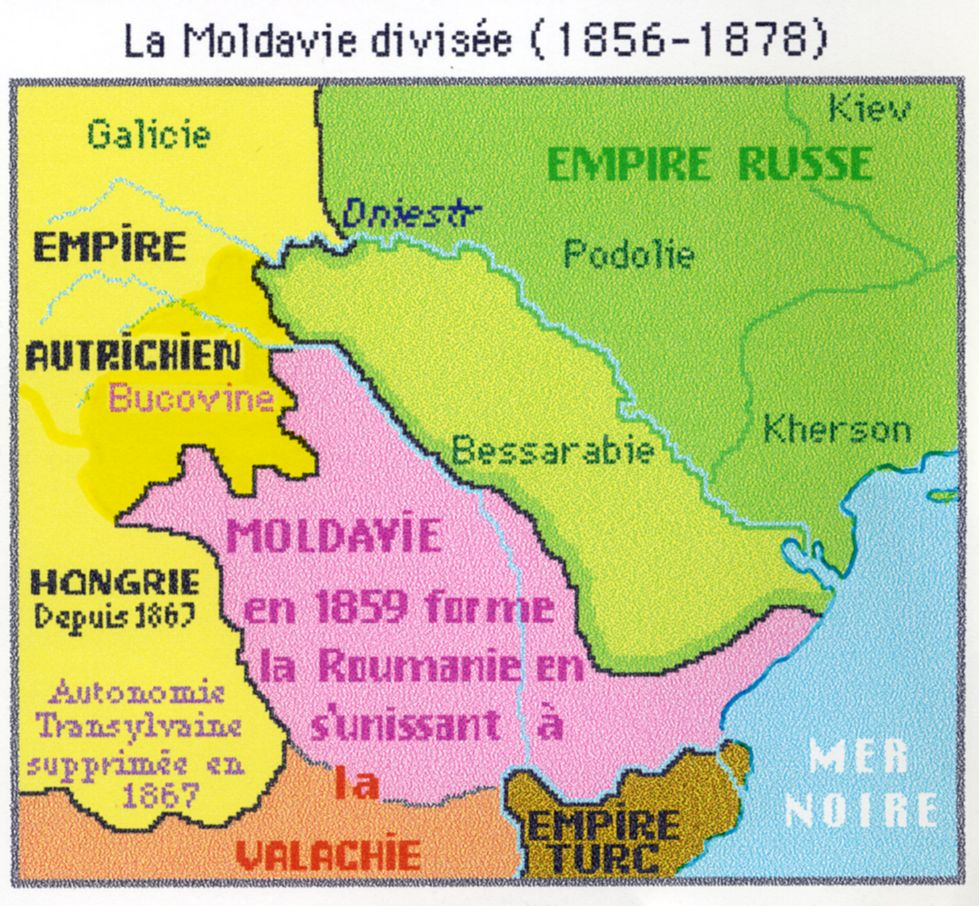
クリミア戦争の結果、1856年に結ばれたパリ条約によってベッサラビア南部がモルダヴィア公国領（1859年にワラキア公国と同君連合、1861年にルーマニア公国）となる。
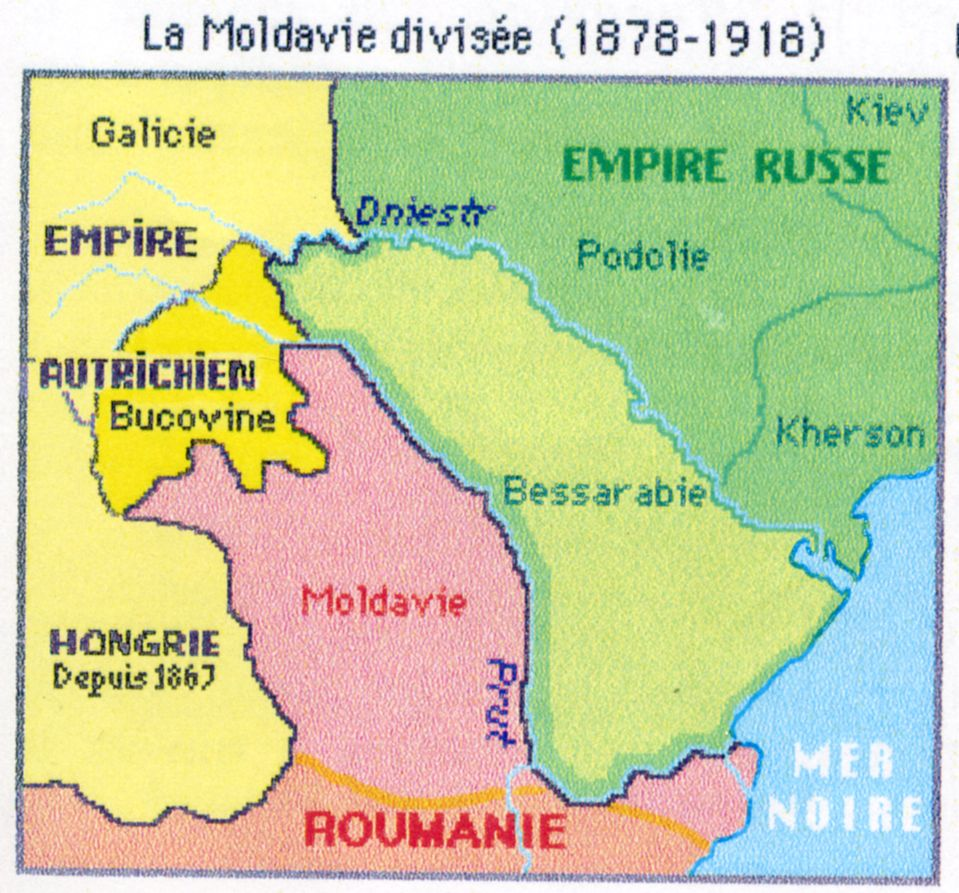
露土戦争にロシアが勝利し、1878年のサン・ステファノ条約でベッサラビア南部がロシア領に復帰した。

18世紀のザカフカース（南コーカサス：カフカース山脈の南側、現在のアゼルバイジャン、アルメニア、グルジアの地域）は西グルジアをオスマン帝国が支配、それ以外をペルシアが支配していた。この地域はグルジア人が正教徒であり、アルメニア人は独自のアルメニア教会に属しており、イスラム教国の支配下に置かれていた。1783年にロシアはカルトリ・カヘティア王国（東グルジア）を保護国となしたが、1794年に新興ガージャール朝ペルシアに征服されてしまう。エカチェリーナ2世が死去するとロシアの影響力は一時的に後退したが、混乱状態になっていたカルトリ・カヘティアはロシアの保護を求め、1801年に併合が実施された。イメレティ王国（西グルジア）もロシアに従属し、1810年までにグルジアのほぼ全域が併合されている。
ペルシアとの戦争に勝利したロシアは1813年にアゼルバイジャン北部を併合した。ペルシアは再びロシアと開戦するが敗れ（第二次ロシア・ペルシア戦争： 1826年 – 1828年）、1828年のトルコマーンチャーイ条約により、ロシアはエレバン・ハン国とナヒチェヴァン・ハン国を併合してアルメニア州を設置した。露土戦争（1877年 - 1878年）に勝利したロシアはアジャール地方を獲得、グルジア征服を完了している。
一方、北カフカースでは山岳諸民族がロシアの支配に対する抵抗を続けており、1820年代末から1830年代にダゲスタン、チェチェンの地にイマーム国を建設していた。第3代イマーム・シャミールの指導のもとで山岳諸民族は頑強に抵抗しており、ロシア軍との戦争は泥沼化して半世紀近く続くことになる（カフカース戦争：1817年-1864年）。1856年にクリミア戦争が終わるとロシア軍は討伐を本格化させ、1859年にシャミールは投降し、1861年にカフカース全土が平定された。農奴解放が行われた1860年代以降、ロシア人とウクライナ人の北カフカース入植が増え、先住の諸民族に対して数的に圧倒するようになっている。

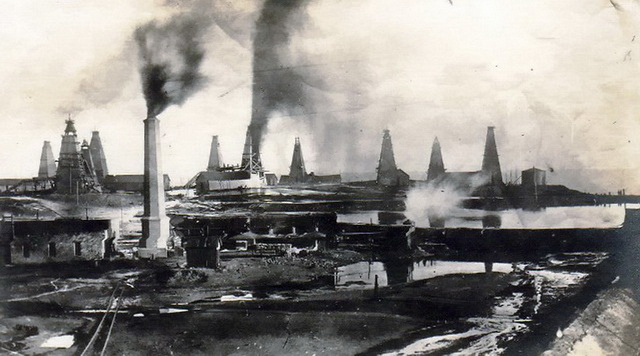
バクー油田。1915年撮影

ロシア帝国はグルジアのチフリス（トビリシ）にカフカス総督府を置いてこの地域の支配の拠点となし、カフカース諸民族に対して徹底的な抑圧とロシア化政策を行った。農奴解放は1866年にグルジア、1870年から1883年にかけてアゼルバイジャンとアルメニアで行われたが、ザカフカースの農民の多くが土地を失う結果となり、1917年の帝政崩壊時まで土地買戻金の支払いができずにいた。この地域では1870年代以降、アゼルバイジャンのバクー油田が急速に発展し、20世紀はじめには世界の石油生産の半分を占めるまでになっている。
ザカフカースでは労働運動・社会主義運動が活発になり、1905年革命やロシア革命の際にはバクー油田の労働運動が重要な役割を果たしている。グルジア出身の革命家の中に後にソビエト連邦の指導者となるヨシフ・スターリン（本名ヨシフ・ヴィッサリオノヴィチ・ジュガシヴィリ）がいた。この一方で、この時期にムスリムとアルメニア人との衝突が起こっており、後の民族紛争の始まりともなっている。
第一次世界大戦が勃発するとカフカースはロシア軍とオスマン軍との戦場になった。大戦中にオスマン領のアルメニア人が大量虐殺される事態になっている（アルメニア人虐殺）。1817年の二月革命で帝政が倒れるとカフカース総督府も消滅した。
南カフカースでは、1918年4月に民族主義者たちがザカフカース民主連邦共和国を建国するが短命に終わり、メンシェヴィキ政権のグルジア民主共和国、民族主義者によるアゼルバイジャン民主共和国とアルメニア共和国が成立し、ボリシェヴィキ政権はバクー・コミューンのみであった。オスマン帝国との戦争は継続しており、民族間の対立に加えて外国軍や白衛軍の干渉もあり、この地域では混沌とした状態が続いている。ボリシェヴィキがこの地域で権力を確立するのは1920年になってからで、4月にアゼルバイジャン、12月にアルメニアでソビエト権力が樹立された。ソビエト共和国に囲まれたグルジアのメンシェヴィキ政権のみが残されたが、1920年末にクリミアのヴラーンゲリ軍が崩壊したことにより孤立無援となり、1921年2月に赤軍に制圧された。ザカフカースにはソビエト連邦を構成するザカフカース社会主義連邦ソビエト共和国が建国された。
北カフカースでは諸民族の連合による北カフカース山岳民族連合共和国や北カフカース・アミール国が成立して独立を宣言するが、1919年から1920年までに赤軍によって占領・解体されている。
十月革命後にベッサラビアはソビエト政権との合併を宣言するが、ルーマニア軍が進駐して1918年に列強国の承認を受けて併合された。

### 中央アジア

1900年時点のロシア領中央アジア。
ヒヴァ・ハン国（ロシア保護領）
ブハラ・アミール国（ロシア保護領）

現在のカザフスタンの地域には大勢力を誇ったカザフ・ハン国が存在していたが、17世紀にセミレチエ地方の大ジュズ、中部の中ジュズそして西部の小ジュズに分裂して弱体化している。小ジュズは18世紀中頃にロシアに従属し、この地域にロシア人が進出するようになった。19世紀前半に中・小ジュズはロシアの直接支配下に入り、1860年代には大ジュズが併合された。カザフスタン東部にはステップ総督府が置かれた。ロシア人の入植が進められると土地を収奪されたカザフ人は不満を持ち反乱を繰り返すようになり、その最大のものが40年間も続いたケネサルの反乱（1837年 - 1877年）である。ロシア政府がカザフ草原地帯の統治の手段としてタタール人官吏・商人を活用したことにより、支配者層に留まっていたイスラム信仰が民衆にまで広まった。1890年代以降、ロシア人やウクライナ人の入植が増え、1911年時点でスラヴ系移民が人口の40％を占めるようになったと推定されている。
現在のウズベキスタン、キルギス、タジキスタンそしてトルクメニスタンの地域には19世紀中頃までウズベク人支配のイスラム教国のコーカンド・ハン国、ブハラ・アミール国、ヒヴァ・ハン国が存在していた。
ロシア帝国はイギリスの中央アジア進出を阻止すべく、この地域への軍事的侵略を開始した。1850年代にカザフスタンに隣接するコーカンド・ハン国への侵攻を行っていたが、南北戦争（1861年 - 1865年）の影響によって発生した綿花危機により中央アジア産綿花の重要性が高まり、侵略を本格化させることになる。ロシア軍は1865年にコーカンド・ハン国の中心都市タシケントを占領し、翌1866年にはブハラ・アミール国に侵攻した。1867年にトルキスタン総督府を設置し、1868年にブハラ・アミール国を従属させた。ヒヴァ・ハン国は1873年に従属した。1881年までにロシアは遊牧民トルクメン人の住むトルクメニアを占領しており、この地域の征服を完了した。コーカンド・ハン国は反乱を起こしたため1876年に滅ぼされたが、ブハラ・アミール国、ヒヴァ・ハン国は保護国として残された。

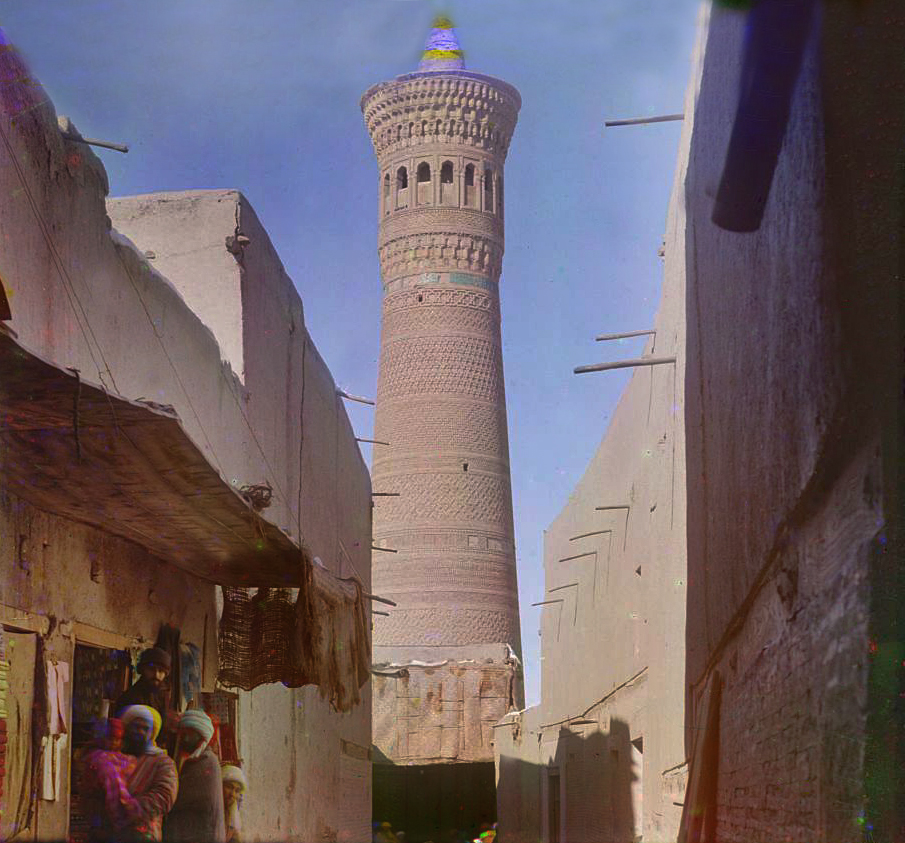
ブハラのカーラン・ミナレット。
セルゲイ・プロクジン＝ゴルスキー撮影の最初期のカラー写真。1905年から1915年頃。

この地方のムスリム（イスラム教徒）は異族人に分類されて伝統的な風俗習慣に基づく自治が許され、総督府は治安と徴税のみに専念した。トルキスタン総督府の地域では綿花産業を拡大させ、この地域はロシアのモノカルチャー植民地となった。
第一次世界大戦が起こると中央アジアへの食糧供給が滞り、さらに戦時追加税が課されたことで住民の生活は困窮した。そして、これまで異族人として兵役が免除されていた住民への後方徴用が命じられたことを契機として1916年7月に大規模な民族暴動が発生している（1916年反乱）。
1917年の二月革命で帝政が倒れると臨時政府が組織したトルケスタン委員会、ロシア人労働者と兵士のソビエト組織そしてモスリム諸勢力が乱立する状態となった。十月革命でボリシェヴィキが権力を掌握すると中央アジアではソビエト組織がモスリム勢力のトルキスタン自治政府（コーカンド自治体）を崩壊させ、1918年5月にトルキスタン自治ソビエト社会主義共和国が成立した。キルギスは1918年中にソビエト政権の支配に入り、カザフスタンには民族主義者や宗教指導者によるアラシュ自治国が成立したが、1919年1月に赤軍に制圧され、1920年にキルギス自治ソビエト社会主義共和国が成立した。ブハラ・アミール国、ヒヴァ・ハン国は1920年に革命勢力によって打倒され、ブハラ人民ソビエト共和国とホラズム人民ソビエト共和国がそれぞれ成立した。これらの共和国はソビエト連邦に組み込まれるが、この地域のムスリムはバスマチ運動と呼ばれる抵抗を1930年代まで続けることになる。

### シベリア・極東

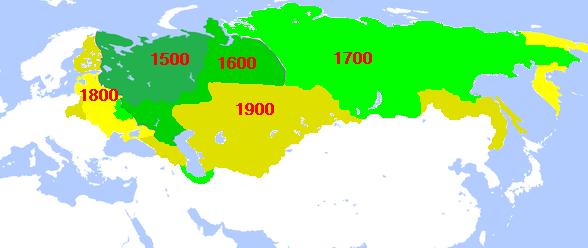
ロシア帝国の領域拡大

イヴァン4世の時代にイェルマーク率いるカザークの遠征隊の攻撃によってシビル・ハン国は大打撃を受けて16世紀末に滅亡したことにより、ロシアのシベリア進出の道が開かれた。毛皮採取を目的としたロシア人が東シベリアに進出して砦を築き、先住民ヤクート人、ツングース人そしてブリヤート人をロシアの統治下に組み入れていった。ロシア人はイルクーツクの砦をシベリア経営の拠点となした。ロシア帝国が成立した18世紀はじめの時点でシベリアに居住するロシア人は先住民の2倍に当たる30万人を越えた。シベリアでは入植したロシア人農民が農耕、漁業に従事し、先住民に対しては毛皮や家畜を納めるヤサクが課された。進出するロシア人と清国との間で紛争（清露国境紛争）が起き、1689年のネルチンスク条約と1727年のキャフタ条約でスタノヴォイ山脈とアルグン川を国境とすることが定められた。

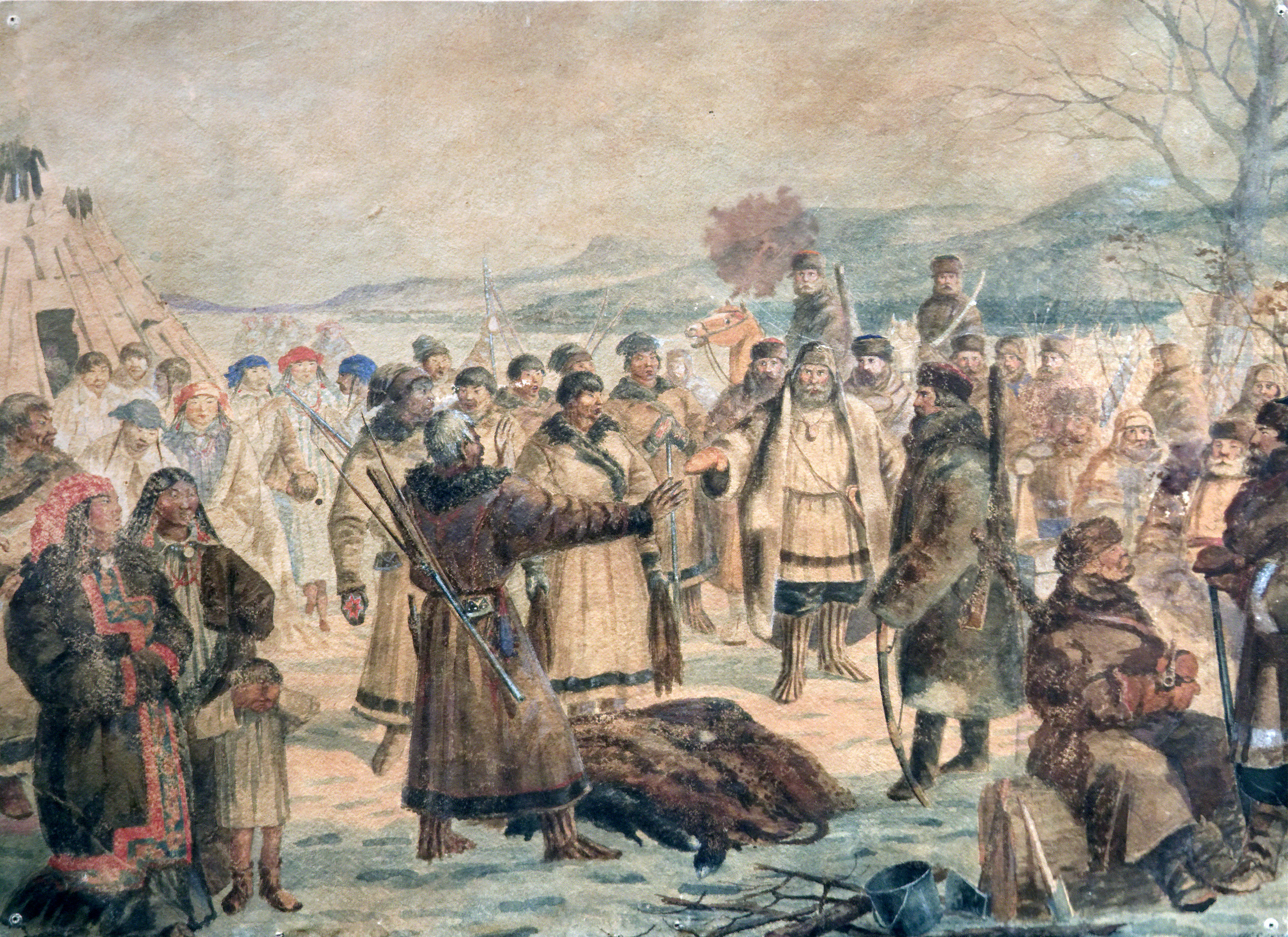
先住民からヤサクを徴収するロシア人。
19世紀画。

最初のシベリア学術調査はピョートル1世（在位1682年 - 1725年）が派遣したドイツ人博物学者メッサーシュミットの探検隊であり、18世紀前半にはベーリングが二次に渡る大規模な調査を行い、カムチャッカ半島を探検し、ユーラシアと北米との間の海峡（ベーリング海峡）の存在を確認した。
18世紀に入ると毛皮交易が衰え、農耕と鉱山開発が主体となった。農耕に適した南部タイガ、森林ステップ地帯に入植・開拓が進められるようになり、流刑囚を使った鉱山開発が行われて、アルタイ山麓には冶金工場が開設された。1822年の行政改革により、西シベリア総督府（オムスク）と東シベリア総督府（イルクーツク）が置かれた。辺境防備のためカザークのシベリア入植がすすめられ、シベリア、アムール、ウスリーそしてイルクーツクといったカザーク軍団が成立している。また、シベリア流刑も増大しており、デカブリストや社会民主主義者、ポーランド独立運動家といった革命家たちがシベリアへ送られ、家族を含めた流刑による移住者は約100万人といわれる。彼らは教育や農耕の発展そしてシベリア研究に貢献したが、一方でこの地でも革命闘争を継続している。

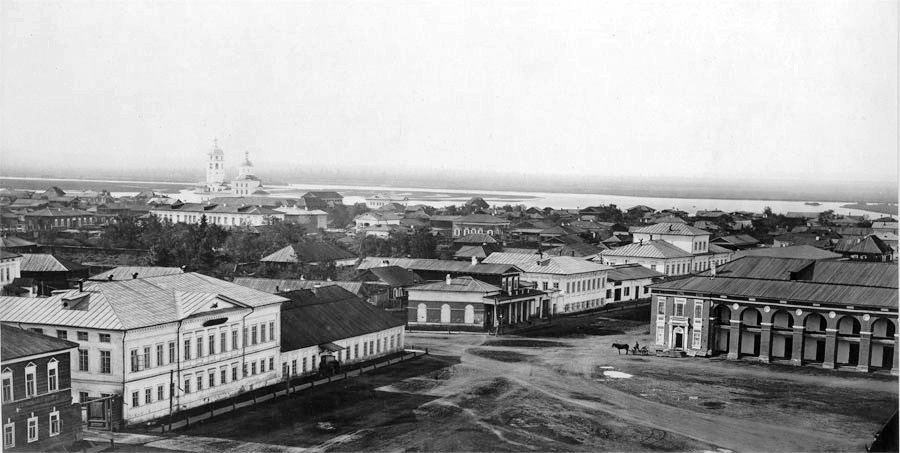
東シベリア経営の拠点となったイルクーツク。
1865年撮影。

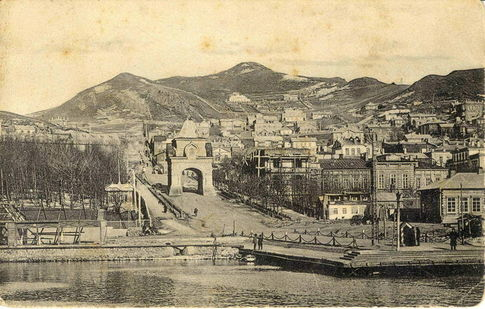
20世紀はじめ頃のウラジオストク。

ロシアは太平天国の乱そして英仏との戦争（アロー戦争）で弱体化していた清国に対して武力を背景に国境改定交渉を迫り、1858年のアイグン条約と1860年の北京条約でアムール川左岸およびウスリー川東岸を割譲させ、この地に「東方を征服せよ」を意味するウラジオストクを建設した。1882年に沿アムール総督府が設置された。
日本とは、1855年に日露和親条約を締結してクリル列島（千島列島）はイトゥルップ島（択捉島）とウループ島（得撫島）との間を境界となし、サハリン（樺太）は雑居地とすることが取り決められている。この後、サハリンでは日露住民間の紛争が絶えず、1875年にサンクトペテルブルク条約（樺太・千島交換条約）が結ばれて、ウループ島以北クリル18島は日本領、サハリン全島はロシア領となった。
19世紀後半には西シベリアは穀倉地帯となり、さらに1861年の農奴解放以降にシベリア移民が増大している。またレナ川流域の金採取量が増大しており、諸工業が発展し、産業プロレタリアート階級が形成された。1891年にシベリア鉄道が東西同時に起工され、西シベリア部分は1896年に完成、1899年にはイルクーツクまで開通し、そして1901年にモスクワ - ウラジオストク間（バイカル湖区間はフェリー輸送）が開通しており、正規の全線開通は日露戦争中の1905年である。19世紀末から20世紀はじめにかけて400万人がシベリアに移民し、1905年時点のシベリア人口は約940万人に達した。一方で産業の発展につれて、農民の反封建闘争や労働争議も頻発するようになっている。
1898年に清国から遼東半島南部（旅順・大連地域）の租借と東清鉄道の敷設権を獲得した。1900年に義和団事件が勃発すると、大軍を派兵して満洲を軍事占領している。だが、日露戦争（1904年 - 1905年）の結果、締結されたポーツマス条約によって、ロシアは日本へサハリン南部割譲、遼東半島南部の租借権および長春 - 大連間鉄道の譲渡を余儀なくされた。
1905年革命の際にはクラスノヤルスクとチタで武装蜂起が起こり、鉱山労働者のストライキに端を発した1912年のレナ金鉱銃殺事件はロシア社会に大きな衝撃を与え、各地で抗議行動が起こされ、革命的気分が高揚している。
1917年に帝政が崩壊して、ボリシェヴィキが権力を掌握するとロシアは内戦に突入した。オムスクに社会革命党と立憲民主党によるシベリア共和国が樹立されるが、コルチャーク将軍の臨時全ロシア政府に吸収されている。
シベリア・極東地域は赤軍派パルチザンと白衛軍との角逐の場となり、これに日本・アメリカ・イギリスの列強干渉軍が介入した（シベリア出兵）。このためソビエト政権は日本軍との緩衝国として1920年4月に極東共和国を建国させた。外国干渉軍を平和裏に撤退させることを目的とした極東共和国はボリシェヴィキだけでなく、メンシェヴィキ、社会革命党、立憲民主党など諸政党も参加する民主主義国家の体裁であったが、実権はボリシェヴィキが掌握している。
1921年には赤軍の勝利はほぼ確定した。干渉軍として最後まで駐留を続けていた日本軍も1922年10月にウラジオストクから撤兵すると、役割を終えた極東共和国は11月にソビエト連邦に結合され消滅した。サハリン北部を占領していた日本軍が撤退したのは1925年のことである。

### 北米・太平洋

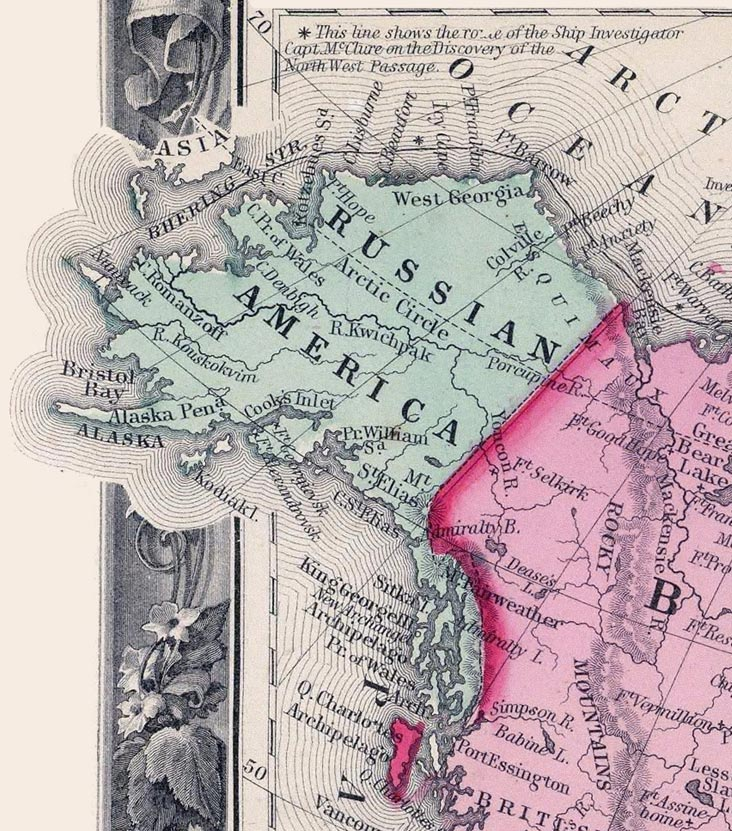
1860年代のロシア領アメリカ

1741年、ベーリングの探検隊がヨーロッパ人として初めてアラスカに到達した。1787年にコディアック島に最初のロシア人入植地が築かれた。1799年に北米植民地経営と北太平洋貿易を目的とした国策会社露米会社が設立され、この地域での毛皮採取と鉱物開発の独占権が与えられた。先住民との戦闘（シトカの戦い）に勝利したロシア人は1804年にシトカの入植地を建設し、アラスカ経営の拠点はコディアック島からここに移された。北米大陸における境界は1824年と1825年に米英と取り決められている。露米会社はカリフォルニアにまで進出しており、サンフランシスコ北方のソノマ郡にフォート・ロスを築き、1841年まで維持していた。

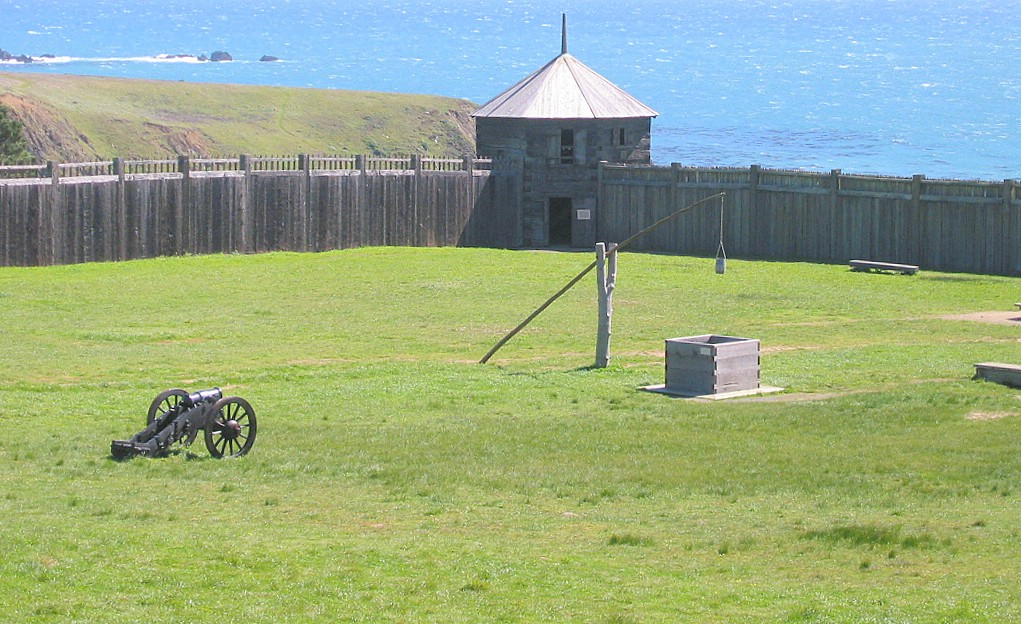
フォート・ロス

露米会社は順調に利益を上げていたが、中央政府はイギリスからの攻撃に対するアラスカ防衛の困難さを危惧し始めており、1867年にロシア領アメリカをアメリカ合衆国に売却した。売却時のアラスカの人口は約3万人で3分の2がエスキモーとインディアンであった。
1815年、ロシアの企業家シェッファー博士はカウアイ島に渡航し、島の首長カウムアリイ（ハワイ王カメハメハ1世の臣下）と保護条約を締結したが、ロシア皇帝は批准を拒否している。ハワイにはエリザベス要塞を含む居住地が築かれ、1853年まで維持されている。

## 年表
| 皇帝 ツァーリ                                          | 西暦   | ロシア帝国関連事項 | 参考事項 |
| ------------------------------------------------------ | ------ | --- | --- |
| イヴァン5世／ ピョートル1世 （ツァーリとして共同統治） | 1682年 | ピョートル1世即位。 銃兵隊の反乱によりイヴァン5世との共同統治となり、ソフィアが摂政に就任。 | |
| イヴァン5世／ ピョートル1世 （ツァーリとして共同統治） | 1683年 | | 第二次ウィーン包囲。大トルコ戦争（-1699年）。                                                                                      |
| イヴァン5世／ ピョートル1世 （ツァーリとして共同統治） | 1685年 | | ルイ14世、フォンテーヌブローの勅令を発してナントの勅令を破棄。                                                                     |
| イヴァン5世／ ピョートル1世 （ツァーリとして共同統治） | 1688年 | | 名誉革命。 大同盟戦争（-1697年）                                                                                                   |
| イヴァン5世／ ピョートル1世 （ツァーリとして共同統治） | 1689年 | モスクワ条約、ポーランド・リトアニアからキエフを獲得。 ソフィアが失脚。母后ナタリアが摂政となる。 ネルチンスク条約、清国との国境を画定。                                                                                                   | イギリスで権利の章典が公布。 |
| イヴァン5世／ ピョートル1世 （ツァーリとして共同統治） | 1694年 | ピョートル1世親政開始。 | |
| ピョートル1世 （1721年までツァーリ）                   | 1696年 | イヴァン5世死去。ピョートル1世単独統治。 本格的な海軍を創設してアゾフ要塞を攻略。 | |
| ピョートル1世 （1721年までツァーリ）                   | 1697年 | ピョートル1世、西欧に視察旅行（-1798年） | |
| ピョートル1世 （1721年までツァーリ）                   | 1698年 | 銃兵隊の反乱。乱後に銃兵隊を廃止、ソフィアを幽閉。 | |
| ピョートル1世 （1721年までツァーリ）                   | 1699年 | ポーランド・リトアニア＝ザクセンおよびデンマークとの北方同盟成立。 | カルロヴィッツ条約。オスマン帝国がハンガリー、トランシルヴァニアなどをオーストリアに割譲。                                         |
| ピョートル1世 （1721年までツァーリ）                   | 1700年 | 大北方戦争（-1721年） ナルヴァの戦いでスウェーデン王カール12世に大敗。ピョートル1世、軍制改革に着手。 | リトアニア内戦。 |
| ピョートル1世 （1721年までツァーリ）                   | 1701年 | | スペイン継承戦争（-1714年） |
| ピョートル1世 （1721年までツァーリ）                   | 1703年 | サンクトペテルブルク建設開始。 | |
| ピョートル1世 （1721年までツァーリ）                   | 1705年 | 徴兵令施行。 | |
| ピョートル1世 （1721年までツァーリ）                   | 1706年 | カムチャッカ領有。 | |
| ピョートル1世 （1721年までツァーリ）                   | 1707年 | ドン・カザークが反乱（ブラーヴィンの乱） | イングランド王国とスコットランド王国が合併して連合王国が成立。                                                                     |
| ピョートル1世 （1721年までツァーリ）                   | 1708年 | ヘーチマン国家の首領マゼーパが離反。 | |
| ピョートル1世 （1721年までツァーリ）                   | 1709年 | ポルタヴァの戦いでスウェーデン軍に大勝。 | |
| ピョートル1世 （1721年までツァーリ）                   | 1711年 | 元老院を設置。 プルト条約でアゾフをクリミア・ハン国に返還。 | |
| ピョートル1世 （1721年までツァーリ）                   | 1714年 | ガングートの海戦、スウェーデン海軍に勝利。 | |
| ピョートル1世 （1721年までツァーリ）                   | 1716年 | | 享保の改革（-1745年） |
| ピョートル1世 （1721年までツァーリ）                   | 1717年 | 参議会を設置。 | |
| ピョートル1世 （1721年までツァーリ）                   | 1718年 | 元皇太子アレクセイ獄死。 | パッサロヴィッツ条約、オスマン帝国が北部セルビアなどをオーストリアに割譲。                                                         |
| ピョートル1世 （1721年までツァーリ）                   | 1720年 | 総主教位を廃止。 | |
| ピョートル1世 （1721年までツァーリ）                   | 1721年 | サンクトペテルブルクに遷都。 「聖務規則」制定。宗務院を設置。 ニスタット条約、スウェーデンからカレリア東部、イングリア、エストニア、リヴォニアを獲得。 元老院と宗務院がピョートル1世に皇帝（インペラートル）の称号を贈る。ロシア帝国成立。 | |
| ピョートル1世 （1721年までツァーリ）                   | 1722年 | 官等表を制定。 カスピ海遠征。 | |
| ピョートル1世 （1721年までツァーリ）                   | 1725年 | ベーリングがカムチャツカ探検に出発。 | |
| エカチェリーナ1世                                      | 1725年 | ピョートル1世死去。皇后がエカチェリーナ1世として即位。最高枢密院が実権を握る。 科学アカデミー設立。 | |
| ピョートル2世                                          | 1727年 | エカチェリーナ1世死去。ピョートル2世即位。 キャフタ条約、清国との国境を画定。 | |
| ピョートル2世                                          | 1728年 | ベーリングがユーラシアと北アメリカの間の海峡を確認。（ベーリング海峡） | |
| アンナ                                                 | 1730年 | ピョートル2世死去。クールラント公未亡人アンナが即位。 | |
| アンナ                                                 | 1731年 | 最高枢密院を廃止。バルト・ドイツ人を重用（ドイツ人の支配） | |
| アンナ                                                 | 1733年 | ポーランド継承戦争（-1735年） | |
| アンナ                                                 | 1735年 | ロシア･オーストリア・トルコ戦争（-1739年） | |
| アンナ                                                 | 1736年 | | ペルシアでサファヴィー朝滅亡、アフシャール朝成立。                                                                                 |
| アンナ                                                 | 1739年 | | ベオグラード条約、オスマン帝国が北部セルビアを回復。                                                                               |
| イヴァン6世                                            | 1740年 | アンナ死去。イヴァン6世即位。 | オーストリア継承戦争（-1748年） |
| イヴァン6世                                            | 1741年 | スウェーデンとのハット党戦争（-1743年） | |
| エリザヴェータ                                         | 1741年 | 宮廷クーデターによりイヴァン6世廃位。エリザヴェータ即位。 | |
| エリザヴェータ                                         | 1748年 | | モンテスキュー、『法の精神』を著す。                                                                                               |
| エリザヴェータ                                         | 1750年 | | ペルシアでザンド朝成立。 |
| エリザヴェータ                                         | 1754年 | | フレンチ・インディアン戦争（-1763年）                                                                                              |
| エリザヴェータ                                         | 1755年 | モスクワ大学創立。 | |
| エリザヴェータ                                         | 1756年 | | 七年戦争（-1762年） |
| エリザヴェータ                                         | 1757年 | 七年戦争参戦。 | プラッシーの戦い、イギリスのインド支配本格化。                                                                                     |
| エリザヴェータ                                         | 1760年 | | イギリスで産業革命（-1840年） |
| ピョートル3世                                          | 1761年 | エリザヴェータ死去。ピョートル3世即位。 | |
| ピョートル3世                                          | 1762年 | 七年戦争から離脱。 貴族の解放令。 | ルソー、『社会契約論』を著す。 |
| エカチェリーナ2世                                      | 1762年 | 宮廷クーデターによりピョートル3世廃位。エカチェリーナ2世即位。 冬宮殿完成。 | ルソー、『社会契約論』を著す。 |
| エカチェリーナ2世                                      | 1764年 | ウクライナのヘーチマン制廃止、小ロシア県設置。 聖界領地の国有地化実施。 | |
| エカチェリーナ2世                                      | 1766年 | エカチェリーナ2世、法典編纂委員会を組織して「訓令」を発する。 | |
| エカチェリーナ2世                                      | 1768年 | 第一次露土戦争（-1774年） | |
| エカチェリーナ2世                                      | 1772年 | 第一次ポーランド分割。 | スウェーデンでグスタフ3世がグスタフ3世のクーデターを起こし実権を奪取。専制体制に移行。                                             |
| エカチェリーナ2世                                      | 1773年 | プガチョフの乱（-1776年） | ボストン茶会事件。 |
| エカチェリーナ2世                                      | 1774年 | キュチュク・カイナルジ条約、クリミア・ハン国を保護国化。 | |
| エカチェリーナ2世                                      | 1775年 | 県行政令。 | アメリカ独立戦争（-1783年） |
| エカチェリーナ2世                                      | 1776年 | ポチョムキンがクリミア経営にあたり黒海艦隊の拠点となるセヴァストポリ要塞を建設。 | アメリカ独立宣言。 スミス『国富論』を著わす。                                                                                      |
| エカチェリーナ2世                                      | 1783年 | クリミア・ハン国併合。 | |
| エカチェリーナ2世                                      | 1786年 | エカチェリーナ2世がクリミアを行幸。 第二次露土戦争（-1791年） | 寛政の改革（-1793年） |
| エカチェリーナ2世                                      | 1787年 | ウクライナの連隊制を廃止して、ヘーチマン国家を解体。 | アメリカ合衆国憲法成立。 最上徳内、千島列島を探検。                                                                                |
| エカチェリーナ2世                                      | 1788年 | 第一次ロシア・スウェーデン戦争（-1790年）。 | |
| エカチェリーナ2世                                      | 1789年 | ウファにムスリム宗務協議会を設立。 | フランス革命。 |
| エカチェリーナ2世                                      | 1791年 | ヤシ条約、オスマン帝国にクリミア領有を認めさせ、オデッサ周辺を併合。 大黒屋光太夫がエカチェリーナ2世に謁見。 | ポーランド・リトアニアが5月3日憲法を制定。                                                                                         |
| エカチェリーナ2世                                      | 1792年 | ラクスマン、日本に来航。大黒屋光太夫帰国。 | フランス革命戦争（-1802年） |
| エカチェリーナ2世                                      | 1793年 | 第二次ポーランド分割。 | |
| エカチェリーナ2世                                      | 1794年 | ポーランドでコシチュシュコが蜂起（-1795年） | ペルシア、ガージャール朝成立。 |
| エカチェリーナ2世                                      | 1795年 | 第三次ポーランド分割、ポーランド国家消滅。 | |
| パーヴェル1世                                          | 1796年 | エカチェリーナ2世死去。パーヴェル1世即位。 | ペルシア、サファヴィー朝成立。 白蓮教徒の乱。                                                                                      |
| パーヴェル1世                                          | 1797年 | 帝位継承法制定。 | |
| パーヴェル1世                                          | 1798年 | | ナポレオンのエジプト遠征（-1801年）                                                                                                |
| パーヴェル1世                                          | 1799年 | 第二次対仏大同盟戦争。 露米会社設立。 | ブリュメール18日のクーデター、ナポレオン権力掌握。                                                                                 |
| パーヴェル1世                                          | 1800年 | 対仏同盟から離脱、ナポレオンに接近。 | |
| パーヴェル1世                                          | 1801年 | 東グルジアを併合。 | |
| アレクサンドル1世                                      | 1801年 | 宮廷クーデターによりパーヴェル1世殺害。アレクサンドル1世即位。 秘密委員会を設置。（-1803年） カフカース総督府を設置。 | |
| アレクサンドル1世                                      | 1802年 | 参議会を廃止、省庁制と大臣委員会を設置。 | アミアンの和約。 |
| アレクサンドル1世                                      | 1804年 | ロシア・ペルシア戦争（-1813年） シトカの戦い、アラスカ先住民に勝利。 | ハイチ革命。 第一次セルビア蜂起。 ナポレオンが皇帝に即位。                                                                         |
| アレクサンドル1世                                      | 1805年 | 第三次対仏大同盟戦争（-1806年）。 アウステルリッツの戦いでナポレオンに大敗。 | ムハンマド・アリーがエジプト総督に就任。（ムハンマド・アリー朝） トラファルガーの海戦。                                            |
| アレクサンドル1世                                      | 1806年 | 第四次対仏大同盟戦争（-1809年）。 第三次露土戦争（-1812年） | 神聖ローマ帝国解体。 |
| アレクサンドル1世                                      | 1807年 | ティルジットの和約、ナポレオンの大陸封鎖に参加。 | ワルシャワ公国建国。 半島戦争（-1814年）                                                                                           |
| アレクサンドル1世                                      | 1808年 | 第二次ロシア・スウェーデン戦争（-1809年）。 | 間宮林蔵が樺太を探検。 |
| アレクサンドル1世                                      | 1809年 | フレドリクスハムン条約、フィンランド大公国を建国。 スペランスキー改革。（-1812年） | |
| アレクサンドル1世                                      | 1810年 | 西グルジアを併合。 | メキシコ独立革命（-1821年） |
| アレクサンドル1世                                      | 1811年 | 国家評議会設立。 ゴローニン事件、松前藩がロシア艦艦長を抑留する。 | |
| アレクサンドル1世                                      | 1812年 | スペランスキー失脚。 ブカレスト条約、オスマン帝国からベッサラビアを獲得。 ナポレオンのロシア遠征（祖国戦争）。ボロジノの戦い。 モスクワ大火、ナポレオンの遠征軍は退却戦で大損害を出して壊滅。 ペルシアより、アゼルバイジャンを獲得。       | 米英戦争（-1814年） |
| アレクサンドル1世                                      | 1813年 | 諸国民戦争、ライプツィヒの戦いでナポレオン軍を撃破。 | |
| アレクサンドル1世                                      | 1814年 | ロシア軍パリ入城。 | ナポレオン退位。 ウィーン会議（-1815年） スウェーデン＝ノルウェー同君連合成立。                                                    |
| アレクサンドル1世                                      | 1815年 | アレクサンドル1世の提唱による神聖同盟が結成される。（ウィーン体制） ポーランド立憲王国建国。 | ナポレオンの百日天下。ワーテルローの戦い。 第二次セルビア蜂起。                                                                    |
| アレクサンドル1世                                      | 1816年 | アラクチェーエフ体制（-1825年） デカブリストの秘密結社結成。 | アルゼンチン独立。 |
| アレクサンドル1世                                      | 1817年 | カフカース戦争（-1864年） | |
| アレクサンドル1世                                      | 1820年 | | スペイン立憲革命。 |
| アレクサンドル1世                                      | 1821年 | アラスカ領有。 | ギリシャ独立戦争（-1832年） ワラキア蜂起                                                                                           |
| アレクサンドル1世                                      | 1823年 | | アメリカ、モンロー宣言。 |
| ニコライ1世                                            | 1825年 | アレクサンドル1世死去。ニコライ1世即位。 デカブリストの乱。 | 異国船打払令。 |
| ニコライ1世                                            | 1826年 | 秘密警察「皇帝官房第三部」を設置。 アッケルマン条約、ドナウ二公国（モルダヴィア、ワラキア）をオスマン帝国と共同統治。 | オスマン皇帝マフムト2世、イェニチェリを廃止。上からの近代化改革をすすめる。                                                        |
| ニコライ1世                                            | 1827年 | ナヴァリノの海戦、英仏艦隊とともにオスマン＝エジプト連合艦隊を殲滅。 | |
| ニコライ1世                                            | 1828年 | ペルシアとのトルコマーンチャーイ条約でアルメニアを獲得。 露土戦争（-1829年） | |
| ニコライ1世                                            | 1829年 | アドリアノープル条約、ドナウ河口、カフカース地方の一部を獲得。ドナウ二公国を保護国とする。 | |
| ニコライ1世                                            | 1830年 | ポーランドで十一月蜂起（-1831年） 『ロシア帝国法律大全』編纂。 | フランス7月革命。 ベルギー独立。 天保の改革（-1844年）                                                                             |
| ニコライ1世                                            | 1832年 | | イギリス第一次選挙法改正、腐敗選挙区を撤廃。                                                                                       |
| ニコライ1世                                            | 1833年 | 『ロシア帝国法典』発布。 | |
| ニコライ1世                                            | 1834年 | | ドイツ関税同盟成立。 |
| ニコライ1世                                            | 1836年 | | オスマン帝国でギュルハネ勅令。西欧化改革（タンジマート）が始まる。                                                                 |
| ニコライ1世                                            | 1837年 | カザフスタンでケネサルの反乱（-1877年） | |
| ニコライ1世                                            | 1839年 | | イギリスでチャーチスト運動。 第一次アフガン戦争（-1842年）                                                                         |
| ニコライ1世                                            | 1840年 | | 阿片戦争（-1842年） |
| ニコライ1世                                            | 1841年 | | |
| ニコライ1世                                            | 1846年 | ウクライナの秘密結社キリル・メソジウス団が摘発される。 | 米墨戦争（-1848年） |
| ニコライ1世                                            | 1848年 | 中欧の1848年革命に介入してハンガリー革命軍を粉砕。 | マルクスとエンゲルスが「共産党宣言」を発表。 フランスとドイツ、オーストリアで革命（1848年革命）。 第1次イタリア独立戦争（-1849年） |
| ニコライ1世                                            | 1850年 | | 太平天国の乱（-1864年） |
| ニコライ1世                                            | 1852年 | | ナポレオン3世即位。フランス第二帝政。                                                                                              |
| ニコライ1世                                            | 1853年 | プチャーチン、長崎に来航。 クリミア戦争（-1856年）。 シノープの海戦、オスマン艦隊を撃滅。 | ペリー提督が浦賀に来航。 |
| ニコライ1世                                            | 1854年 | セヴァストポリ包囲戦（-1855年）。 | |
| アレクサンドル2世                                      | 1855年 | ニコライ1世死去。アレクサンドル2世即位。 セヴァストポリ陥落。 日露和親条約。 | |
| アレクサンドル2世                                      | 1856年 | パリ講和条約、黒海を中立化。 | |
| アレクサンドル2世                                      | 1857年 | 沿海州設置。 | インド大反乱（-1858年） アロー戦争（-1858年）                                                                                      |
| アレクサンドル2世                                      | 1858年 | 清国とアイグン条約、アムール川左岸を獲得。 日露修好通商条約。 | |
| アレクサンドル2世                                      | 1859年 | | 第2次イタリア独立戦争。 ルーマニア公国成立。                                                                                       |
| アレクサンドル2世                                      | 1860年 | 北京条約を締結、沿海地方を獲得し、ウラジオストクを建設。 | 清国で洋務運動（同治中興） 桜田門外の変。                                                                                          |
| アレクサンドル2世                                      | 1861年 | ロシア軍艦対馬占領事件。 農奴解放令を発布。 | 南北戦争（-1865年） イタリア王国成立。                                                                                             |
| アレクサンドル2世                                      | 1862年 | | リンカーンが奴隷解放宣言を行う。                                                                                                   |
| アレクサンドル2世                                      | 1863年 | ポーランドで一月蜂起（-1864年） ヴァルーエフ指令、ウクライナ語出版物を規制。 | 薩英戦争。 |
| アレクサンドル2世                                      | 1864年 | 地方行政改革、ゼムストヴォ（地方自治会）設置。 司法制度改革。 | 「国際労働者協会」（第一インターナショナル）結成。                                                                                 |
| アレクサンドル2世                                      | 1865年 | コーカンド・ハン国を征服。 | リンカーン大統領暗殺事件。 |
| アレクサンドル2世                                      | 1866年 | 皇帝暗殺未遂事件（カラコーゾフ事件） | 普墺戦争。 |
| アレクサンドル2世                                      | 1867年 | アラスカをアメリカ合衆国に売却。 トルキスタン総督府設置。 | オーストリア・ハンガリー帝国成立。 マルクスが『資本論』第1部を刊行。 大政奉還。                                                    |
| アレクサンドル2世                                      | 1868年 | ブハラ・アミール国を征服。 | 明治維新。 ボスニア蜂起。 |
| アレクサンドル2世                                      | 1869年 | | スエズ運河開通。 第1バチカン公会議（-1870年）                                                                                      |
| アレクサンドル2世                                      | 1870年 | パリ条約の黒海中立化条項を破棄。 | 普仏戦争（-1871年） イタリア王国、ローマを占領。                                                                                   |
| アレクサンドル2世                                      | 1871年 | | ドイツ帝国成立。 パリ・コミューン。 廃藩置県。                                                                                     |
| アレクサンドル2世                                      | 1873年 | ヒヴァ・ハン国を征服。 ドイツ、オーストリアとの三帝同盟成立。 | スペイン第一共和政成立。 |
| アレクサンドル2世                                      | 1874年 | 軍制改革、国民皆兵制を施行。 ナロードニキ運動が最高潮になる。「狂った夏」 | |
| アレクサンドル2世                                      | 1875年 | サンクトペテルブルク条約（樺太・千島交換条約）。 | ブルガリア4月蜂起。 |
| アレクサンドル2世                                      | 1876年 | ウクライナ語の使用を禁止するエムス法公布。 コーカンド・ハン国を併合。 第二次「土地と自由」結成。 | オスマン帝国憲法発布。 |
| アレクサンドル2世                                      | 1877年 | 露土戦争（-1878年） | インド帝国成立。 西南戦争。 |
| アレクサンドル2世                                      | 1878年 | サン・ステファノ条約、オスマン帝国にセルビア、モンテネグロそしてルーマニアの独立と大ブルガリア公国の建国を承認させる。 ベルリン会議、列強国によるバルカン半島の国境改定、大ブルガリアを断念。                                              | オスマン皇帝アブデュルハミト2世、憲法を廃止して専制体制に移行。 第二次アフガン戦争（-1880年）                                      |
| アレクサンドル2世                                      | 1879年 | 「土地と自由」、「人民の意志」派と「土地総割替」派に分裂。 | エジプトでウラービー革命（-1882年） 南アフリカでズールー戦争。                                                                     |
| アレクサンドル2世                                      | 1881年 | 清国とイリ条約、中央アジアの境界を画定。 | 日本で国会開設の詔。 |
| アレクサンドル3世                                      | 1881年 | 人民の意志派がアレクサンドル2世を暗殺。アレクサンドル3世即位。 ウクライナでポグロム（ユダヤ人虐殺）発生。 トルクメニスタンの征服を完了。                                                                                                   | 日本で国会開設の詔。 |
| アレクサンドル3世                                      | 1882年 | ステップ総督府設置。 | |
| アレクサンドル3世                                      | 1884年 | | 清仏戦争（-1885年） |
| アレクサンドル3世                                      | 1886年 | | イギリスがビルマを占領。 |
| アレクサンドル3世                                      | 1887年 | 独露再保障条約。 | 仏領インドシナ成立。 |
| アレクサンドル3世                                      | 1889年 | バルト・ドイツ人貴族の特権を廃止。 | 第二インターナショナル。 大日本帝国憲法発布。                                                                                      |
| アレクサンドル3世                                      | 1890年 | 三帝同盟解消。 | 日本で第1回帝国議会。 |
| アレクサンドル3世                                      | 1891年 | シベリア鉄道起工。 大津事件、皇太子ニコライ暗殺未遂。 | |
| アレクサンドル3世                                      | 1892年 | ヴィッテが大蔵大臣に就任。ロシアの工業化が進展。 | |
| アレクサンドル3世                                      | 1894年 | 露仏同盟。 | 日清戦争（-1895年） |
| ニコライ2世                                            | 1894年 | アレクサンドル3世死去。ニコライ2世即位。 | 日清戦争（-1895年） |
| ニコライ2世                                            | 1895年 | 三国干渉、日本に対して遼東半島の清国還付を要求。 | |
| ニコライ2世                                            | 1897年 | | 大韓帝国成立。 アメリカ、ハワイを併合。                                                                                            |
| ニコライ2世                                            | 1898年 | 清国から旅順・大連を租借、旅順要塞を建設。 社会民主労働党結党、直後の弾圧で活動中断。 | 米西戦争。 清国で近代化改革が試みられるが失敗（戊戌の変法）。                                                                      |
| ニコライ2世                                            | 1899年 | 二月宣言、フィンランドの自治権を制限。 | ハーグ万国平和会議。 南アフリカでボーア戦争（-1902年）                                                                             |
| ニコライ2世                                            | 1900年 | 義和団事件に介入して満洲を軍事占領。 | |
| ニコライ2世                                            | 1901年 | シベリア鉄道、モスクワ - ウラジオストク間開通。（バイカル湖迂回線は1904年開通） 社会革命党結成。 | |
| ニコライ2世                                            | 1902年 | | 日英同盟。 |
| ニコライ2世                                            | 1903年 | 社会民主労働党がボリシェヴィキとメンシェヴィキに分裂。 ベッサラビアでポグロム発生。ウクライナ・西部ロシアに広まる。（-1906年） | ライト兄弟、初飛行。 |
| ニコライ2世                                            | 1904年 | 日露戦争（-1905年） 旅順攻囲戦（-1905年）。 | |
| ニコライ2世                                            | 1905年 | 血の日曜日事件。1905年革命勃発。 奉天会戦。 日本海海戦でバルチック艦隊が壊滅。 戦艦ポチョムキンの反乱。 ポーツマス条約、日本に南樺太割譲、大連・旅順租借権譲渡、東清鉄道の一部譲渡。 十月詔書。 立憲民主党結党。 モスクワ蜂起。            | 第一次モロッコ事件。 イラン立憲革命（-1911年） ノルウェー独立。                                                                    |
| ニコライ2世                                            | 1906年 | オクチャブリスト結党。 国家基本法公布。 第一ドゥーマ（国会）。自由主義派が優勢、土地問題で強制解散。 ストルイピンが大臣会議議長（首相）に就任。（ストルイピン改革） フィンランドで普通選挙による一院制国会成立。                           | |
| ニコライ2世                                            | 1907年 | 英仏露三国協商成立。 第二ドゥーマ。社会主義諸派が躍進、強制解散。 6月3日クーデター。 第三ドゥーマ。選挙法改正により保守派が多数を占める。                                                                                                  | |
| ニコライ2世                                            | 1908年 | | 青年トルコ人革命。 ブルガリア独立。                                                                                                |
| ニコライ2世                                            | 1910年 | | 韓国併合。 |
| ニコライ2世                                            | 1911年 | ストルイピン暗殺。 | 辛亥革命。 モンゴルでボグド・ハーン政権成立。 第二次モロッコ事件。 伊土戦争（-1912年）                                             |
| ニコライ2世                                            | 1912年 | レナ虐殺事件。 第四ドゥーマ。 | 中華民国成立。 バルカン同盟成立。 第一次バルカン戦争（-1913年）                                                                    |
| ニコライ2世                                            | 1913年 | | 第二次バルカン戦争。 |
| ニコライ2世                                            | 1914年 | 第一次世界大戦（-1918年） タンネンベルクの戦いでドイツ第8軍に敗れる。 | サラエボ事件。 パナマ運河開通。 マルヌ会戦。                                                                                       |
| ニコライ2世                                            | 1915年 | ドイツ軍の攻勢、ポーランド・リトアニア・ベラルーシ西部を占領される。 | ガリポリ上陸作戦。 ルシタニア号事件。 対華21カ条要求。 アルメニア人虐殺（-1923年）                                                 |
| ニコライ2世                                            | 1916年 | ブルシーロフ攻勢、オーストリア・ハンガリー軍に大打撃を与える。 中央アジアで大規模な民族暴動（1916年反乱） ラスプーチン暗殺。 | ヴェルダンの戦い。 ソンムの戦い。 ユトランド沖海戦 。 アイルランドでイースター蜂起。                                               |
| ニコライ2世                                            | 1917年 | 二月革命。ニコライ2世退位。帝政終焉。 | |